# Schmidt

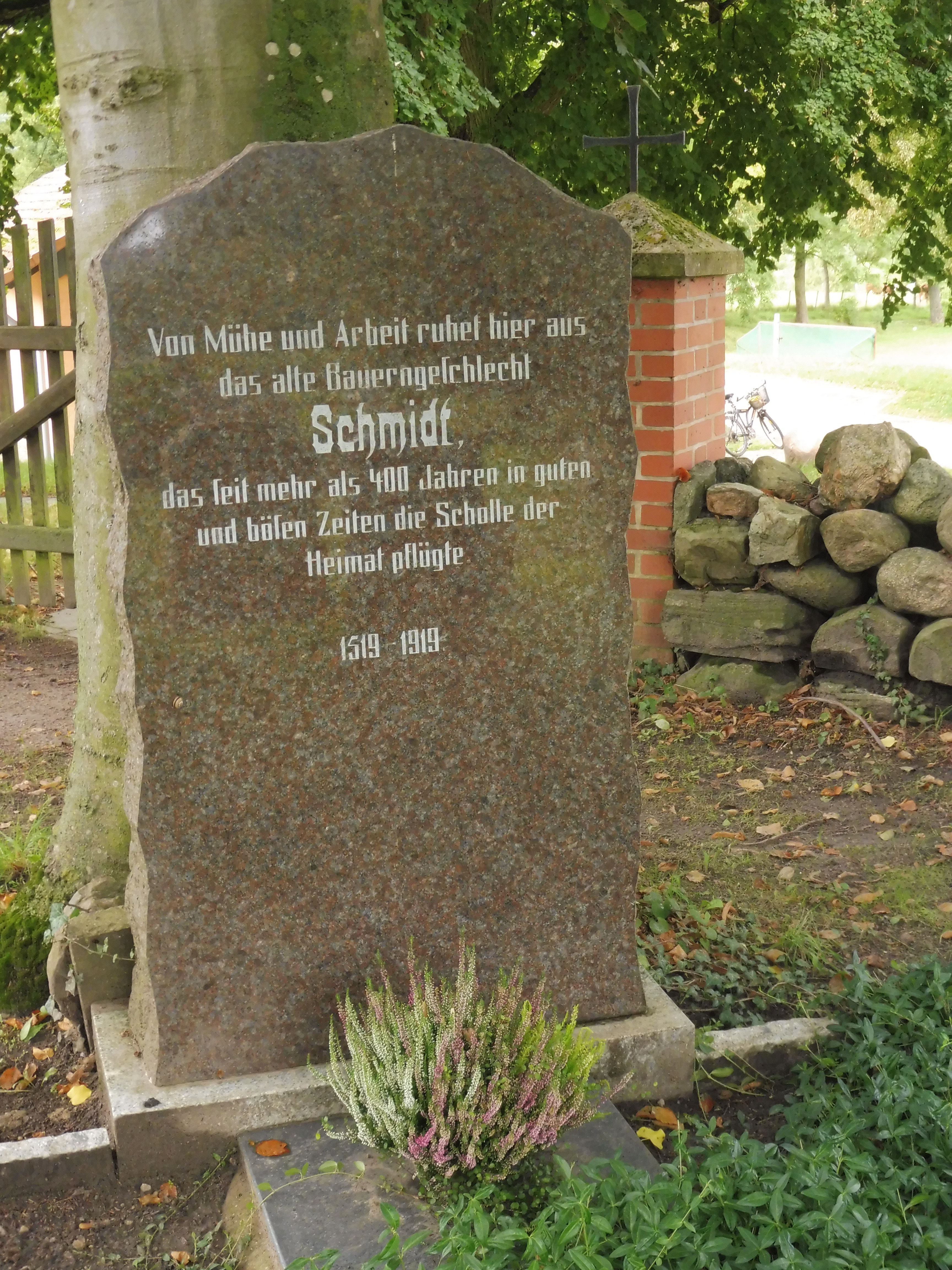
400-jähriges Erbbegräbnis der Bauern Schmidt bei der Dorfkirche Witzin

Schmidt ist der zweithäufigste deutsche Familienname. Gemeinsam mit seinen Schreib- und Rufvarianten (z. B. Schmitt oder Schmitz) kann er auch als häufigster deutscher Familienname angesehen werden. Der Name beschränkt sich aber nicht auf deutschsprachige Gebiete, er kommt auch in verschiedenen anderen Ländern weltweit vor.

## Herkunft
Wie die meisten häufigen deutschsprachigen Familiennamen ist Schmidt von einem Beruf abgeleitet, hier von dem des Schmieds.

## Häufigkeit

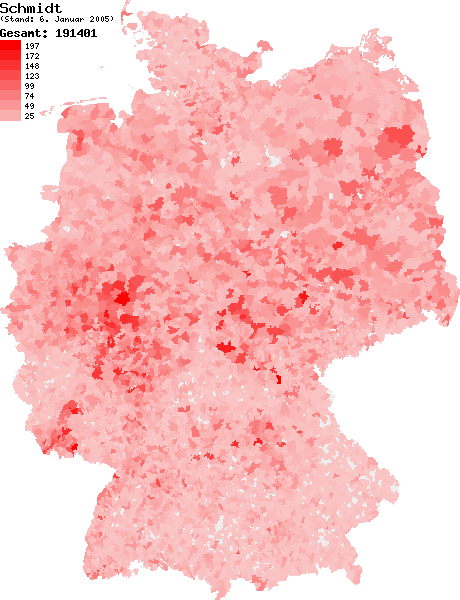
Verteilung des Nachnamen Schmidt im Januar 2005

Nach Müller ist Schmidt der zweithäufigste deutsche Familienname. Mehr als 235.000 Einträge gibt es dazu im Telefonbuch (1,14 %) (Zahl von 1996). Zusammen mit den rund 150.000 Einträgen homophoner und sonstiger Varianten wie Schmedt, Smedes, Schmid, Schmied, Schmitt, Schmit, Smid, Smidt, Schmitz, Schmidl, Schmidle, Schmidel, Schmiedel, Schmiedl, Schmidli, Schmidlin, Schmidtke und weiteren ist es sogar der häufigste Familienname.
Schmid ist der dritthäufigste Familienname in der Schweiz, nach Müller und Meier. Die Variante Schmidt belegt Rang 87.

## Varianten
Die häufigsten Varianten werden in manchen Listen auch als eigene Namen/Schreibweisen geführt. Sie sind Schmitt (ca. Platz 26), Schmitz (ca. Platz 28) und Schmid (ca. Platz 32).
Wegen der weiten Verbreitung und der regional unterschiedlichen Schreibweisen fächerte sich der Name in zahlreiche Ausprägungen auf. So ist im Rheinland die Schreibung Schmitz vorherrschend. Im rheinisch-fränkischen Bereich ist die Variante Schmitt, im schwäbischen und bairischen Schmid gebräuchlich.
| Deutschlandkarte mit Namenshäufigkeit Schmitz | Deutschlandkarte mit Namenshäufigkeit Schmitt | Deutschlandkarte mit Namenshäufigkeit Schmid |

Der Name Schmitz ist auch in Ostbelgien verbreitet. Seltenere Varianten sind Schmidtke, Smid und Smidt in Norddeutschland, Schmied (besonders in Bayern und in der Schweiz) sowie besonders selten Schmit oder Schmith. Auch der Name Faber oder Fabri bedeutet Schmied und geht in der Regel auf eine Latinisierung entsprechender Eigennamen wie Schmidt oder ähnlich zurück.

### Zusammensetzungen
Es gibt zahlreiche Zusammensetzungen, mit denen die Tätigkeit des Schmiedes genauer beschrieben wird. Beispiele: Goldschmied, Grobschmied, Hufschmidt (auch Hubschmid), Waffenschmidt, Hammerschmidt, Hültenschmidt, Kesselschmidt, Kleinschmidt, Klingenschmitt, Messerschmidt, Messerschmitt.

### International
Bezeichnungen für den Beruf des Schmieds werden in zahlreichen Sprachen als Familiennamen verwendet. Der englische Name Smith ist der häufigste Name in den meisten Ländern der englischsprachigen Welt. Andere Entsprechungen sind Smid und Smit auf Niederländisch, Šmid oder Šmíd auf Tschechisch oder Kroatisch, Kowalski auf Polnisch, Kovács auf Ungarisch, Kovac, Kovacic oder Kovacevic auf Serbisch oder kroatisch, Kovačevski auf Mazedonisch, Kovacev auf Bulgarisch, Кузнецов (transkribiert: Kusnezow) auf Russisch, Herrero auf Spanisch, Lefebvre oder Lefèvre auf Französisch, Ferreira auf Portugiesisch, Ferrari auf Italienisch und Demirci auf Türkisch – letztere abgeleitet vom Eisen: ferrum (lat.) resp. demir (türk.).
LITERATUR
Albert Hardt, Private Aufzeichnungen zur Namensforschung, Seite 15

## Namensträger

### A
- Adalbert Schmidt (1906–1999), österreichischer Germanist und Hochschullehrer
- Adam Schmidt (1908–1990), deutscher Mathematiker und Hochschullehrer
- Adolf Schmidt (Maler, 1804) (1804–1864), deutscher Maler
- Adolf Schmidt (1806–1889), deutscher Zoologe und Malakologe, siehe Adolph Schmidt-Heyder
- Adolf Schmidt (Politiker, I), deutscher Zollkontrolleur und Politiker, MdL Lauenburg
- Adolf Schmidt (Maler, 1827) (1827–1880), deutscher Maler
- Adolf Schmidt (Geologe) (1836–1917), deutscher Geologe, Metallurge und Hochschullehrer
- Adolf Schmidt (Mediziner, 1841) (1841–1923), deutscher Psychiater
- Adolf Schmidt (Musiker) (Pseudonym Schmidt-Dolf; 1845–1905), österreichischer Musikpädagoge, Chorleiter und Komponist
- Adolf Schmidt (Zoologe, 1856) (1856–1923), deutscher Entomologe
- Adolf Schmidt (Bibliothekar) (1857–1935), deutscher Bibliothekar
- Adolf Schmidt (Landrat) (1858–1912), deutscher Jurist und Landrat
- Adolf Schmidt (Geophysiker) (1860–1944), deutscher Geophysiker
- Adolf Schmidt (Mediziner, 1865) (1865–1918), deutscher Mediziner
- Adolf Schmidt (Politiker, 1870) (1870–1933), deutscher Bankier und Politiker (DLVP, DVP)
- Adolf Schmidt (Politiker, März 1886) (1886–1945), deutscher Politiker (USPD)
- Adolf Schmidt (Politiker, September 1886) (1886–1980), deutscher Politiker (USPD, KPD)
- Adolf Schmidt (Jurist) (1898–1985), deutscher Jurist und Verwaltungsbeamter
- Adolf Schmidt (Richter) (1911–nach 1978), deutscher Richter
- Adolf Schmidt (Fußballspieler) (1919–??), deutscher Fußballspieler
- Adolf Schmidt (Politiker, 1925) (1925–2013), deutscher Politiker (SPD) und Gewerkschaftsfunktionär
- Adolf Schmidt-Bodenstedt (1904–1981), deutscher Politiker (NSDAP)
- Adolf Schmidt-Bresten (1884–1950), deutscher Dirigent und Orchesterleiter
- Adolf Schmidt-Mülheim (1851–1890), deutscher Tierarzt und Physiologe
- Adolf Schmidt-Volker (1890–nach 1935), deutscher Werbeleiter, Zeitschriftenherausgeber und Schriftsteller
- Adolf Wilhelm Ferdinand Schmidt (1812–1899), deutscher Naturforscher
- Adolph Schmidt (Stallmeister) (1840–1914), deutscher Bereiter, Stallmeister und Autor
- Adolph Schmidt (Bibliothekar) (1857–1935), deutscher Bibliotheksdirektor
- Adolph Schmidt-Heyder (1806–1889), deutscher Malakologe
- Adrian Schmidt-Recla (* 1969), deutscher Rechtshistoriker
- Adriano Schmidt (* 1994), deutsch-vietnamesischer Fußballspieler
- Aenne Oelrich-Schmidt (1888–nach 1929), deutsche Innenarchitektin
- Agnes Schmidt (1831–1909), österreichische Opernsängerin (Sopran), Pädagogin und Impresaria, siehe Inez Fabbri
- Agnes Schmidt (1875–1952), deutsche Politikerin (SPD, USPD, KPD)
- Aki Schmidt (1935–2016), deutscher Fußballspieler und Trainer
- Albert Schmidt (Unternehmer) (1802–1881), deutscher Unternehmer
- Albert Schmidt (General) (1835–1909), deutscher Generalmajor
- Albert Schmidt (Dramatiker) (1836–1912), deutscher Jurist, Schriftsteller und Dramatiker
- Albert Schmidt (Architekt) (1841–1913), deutscher Architekt und Bauunternehmer
- Albert Schmidt (Ingenieur, 1841) (1841–1932), deutscher Architekt, Ingenieur und Talsperrenbauer
- Albert Schmidt (Apotheker) (1849–1918), deutscher Apotheker, Volkskundler, Geologe und Mineraloge
- Albert Schmidt (Politiker, 1850) (1850–1919), deutscher Jurist und Landrat
- Albert Schmidt (Politiker, 1858) (1858–1904), deutscher Politiker (SPD)
- Albert Schmidt (Politiker, 1877) (1877–nach 1933), deutscher Gewerkschafter und Politiker (Zentrum)
- Albert Schmidt (Optiker) (1880–1946), deutscher Optiker
- Albert Schmidt (Maler, 1883) (1883–1970), Schweizer Maler
- Albert Schmidt (Maler, 1888) (1888–1965), deutscher Maler
- Albert Schmidt (Theologe) (1893–1945), deutscher Theologe und Politiker, MdR
- Albert Schmidt (Kriminalist) (1899–nach 1969), deutscher Kriminalrat, SS-Offizier, Sicherheitsdienst, BND
- Albert Schmidt (Politiker, 1901) (1901–1943), deutscher Politiker (NSDAP)
- Albert Schmidt (Politiker, 1922) (1922–2007), österreichischer Politiker (FPÖ)
- Albert Schmidt (Ingenieur, 1923) (1923–2007), Schweizer Ingenieur
- Albert Schmidt (Landschaftsarchitekt) (* 1933), deutscher Landschaftsarchitekt, Beamter und Hochschullehrer
- Albert Schmidt (Maler) (* 1942), Schweizer Bergsteiger und Maler
- Albert Schmidt (Benediktiner) (* 1948), deutscher Benediktinerabt und Theologe
- Albert Schmidt (Politiker, 1951) (1951–2024), deutscher Politiker (Bündnis 90/Die Grünen)
- Albert Schmidt-Egk (1888–nach 1948), deutscher Jurist
- Albert Schmidt von Georgenegg (1861–1930), österreichisch-ungarischer General der Infanterie
- Albert Schmidt-Riard (1866–1936), Schweizer Pianofabrikant
- Albert-Marie Schmidt (1901–1966), französischer Romanist und Literaturwissenschaftler
- Albert Wolfgang Schmidt (1891–1943), deutscher Chemiker und Hochschullehrer
- Albrecht Schmidt (Chemiker) (1864–1945), deutscher Chemiker und Industrieller
- Albrecht Schmidt (Offizier) (1890–nach 1946), deutscher Kapitän zur See der Kriegsmarine
- Albrecht Schmidt (Bankmanager) (* 1938), deutscher Bankmanager
- Albrecht Schmidt (Informatiker) (* 1970), deutscher Informatiker
- Albrecht Christian Schmidt (1829–1911), deutscher Jurist und Konsistorialpräsident
- Alessia Schmidt (* 1999/2000), deutsche Judoka und Behindertensportlerin
- Alex Schmidt (* 1978), deutsche Filmregisseurin und Drehbuchautorin
- Alexander Schmidt (Philologe) (1816–1887), deutscher Philologe und Shakespeare-Forscher
- Alexander Schmidt (Politiker) (1827–1899), deutscher Richter und Parlamentarier
- Alexander Schmidt (Historiker, 1963) (* 1963), deutscher Landeshistoriker
- Alexander Schmidt (Mathematiker) (* 1965), deutscher Mathematiker
- Alexander Schmidt (Fußballtrainer) (* 1968), deutscher Fußballtrainer
- Alexander Schmidt (Biologe) (* 1973), deutscher Biologe
- Alexander Schmidt (Historiker, 1975) (* 1975), deutscher Neuzeithistoriker
- Alexander Schmidt (Mediziner) (* 1977), deutscher Neurologe und Musiker
- Alexander Schmidt (Fußballspieler) (* 1998), österreichischer Fußballspieler
- Alexander Schmidt (Eishockeyspieler) (* 2000), österreichischer Eishockeyspieler
- Alexander Schmidt (Leichtathlet) (* 2003), deutscher Hochspringer
- Alexander Schmidt-Catran (* 1983), deutscher Soziologe und Hochschullehrer
- Alexander Schmidt-Michelsen (1859–1908), deutscher Maler
- Alexander Schmidt von Schwind (1835–1927), deutscher Oberstleutnant, Gutsbesitzer und Abgeordneter des Rheinischen Provinziallandtags
- Alexander Eduardowitsch Schmidt (1871–1939), russischer Arabist und Hochschullehrer deutscher Herkunft
- Alexander F. Schmidt (* 1973), deutscher Sozial-/Rechtspsychologe und Hochschullehrer
- Alexandra Schmidt (* 1994), österreichische Schauspielerin
- Alexandre Schmidt (* 1970), Schweizer Politiker (FDP)
- Alexei Anatoljewitsch Schmidt (* 1983), russischer Radrennfahrer
- Alexis Bravmann Schmidt (1818–1903), deutscher Journalist und Philosoph
- Alfons Schmidt (1904–2000), deutscher Pädagoge, Restaurator, Präparator und Abformkünstler
- Alfred Schmidt (Maler, 1858) (Alfred Michael Roedsted Schmidt; 1858–1938), dänischer Maler, Illustrator und Karikaturist
- Alfred Schmidt (Industrieller) (1867–1931), deutscher Industrieller und Pharmaziehistoriker
- Alfred Schmidt (Maler, 1867) (1867–1956), deutscher Maler
- Alfred Schmidt (Maschinenbauingenieur) (1879–1938), deutscher Maschinenbauingenieur und Manager
- Alfred Schmidt (Politiker, 1880) (1880–1956), deutscher Politiker und Oberbürgermeister der Stadt Mülheim an der Ruhr
- Alfred Schmidt (Politiker, 1891) (1891–1985), deutscher Politiker (KPD-O) und Widerstandskämpfer
- Alfred Schmidt (Architekt) (1892–1965), deutscher Architekt
- Alfred Schmidt (Gewichtheber) (1898–1972), estnischer Gewichtheber
- Alfred Schmidt (Radsportler) (1901–?), deutscher Radrennfahrer
- Alfred Schmidt (Politiker, 1905) (1905–1975), deutscher Politiker (SPD), Landrat von Groß-Gerau
- Alfred Schmidt (Politiker, 1908) (1908–1978), deutscher Politiker (SPD), Mitglied der Stadtverordnetenversammlung von Groß-Berlin
- Alfred Schmidt (Turner), deutscher Turner
- Alfred Schmidt (Chemiker) (* 1928), österreichischer Chemiker
- Alfred Schmidt (Fußballspieler, 1929) (1929–2017), deutscher Fußballspieler
- Alfred Schmidt (Künstler) (1930–1997), deutscher Werbedesigner und Künstler
- Alfred Schmidt (Philosoph) (1931–2012), deutscher Philosoph
- Alfred Schmidt (1935–2016), deutscher Fußballspieler, siehe Aki Schmidt
- Alfred Schmidt (Politiker, 1938) (* 1938), deutscher Unternehmer und Politiker (FDP)
- Alfred Schmidt (Maler, 1942) (* 1942), deutscher Maler und Grafiker
- Alfred Schmidt-Badekow (1876–1945), deutscher Pianist
- Alfred Schmidt-Ehrenberg (?–1936), deutscher Unternehmer
- Alfred Schmidt-Hoepke (1891–1965), deutscher Schriftsteller, Journalist und Politiker (Wirtschaftspartei), MdL Preußen
- Alfred Schmidt-Kessel (1929–2021), deutscher Jurist und Bundesrichter
- Alfred Schmidt-Sas (1895–1943), deutscher Widerstandskämpfer
- Alfred Spiegel-Schmidt (* um 1943), deutscher Heimatforscher
- Alfred A. Schmidt (1923–2016), deutscher Reptilienforscher und Terrarianer
- Alfred Eduard Schmidt (1902–1957), deutscher Seeoffizier, Schriftsteller und Herausgeber, siehe Fred Schmidt (Schriftsteller)
- Alfred Emil Karl Schmidt (1894–1987), deutscher Politiker (NSDAP, CDU)
- Alfred Paul Schmidt (* 1941), österreichischer Schriftsteller
- Alica Schmidt (* 1998), deutsche Leichtathletin
- Alice Schmidt (1916–1983), deutsche Schriftstellerin
- Alice Schmidt (Leichtathletin) (* 1981), US-amerikanische Leichtathletin
- Aljoscha Schmidt (* 1984), deutscher Handballspieler
- Almut Tina Schmidt (* 1971), deutsche Schriftstellerin
- Alois Schmidt (auch Alois Schmid; 1798–1865), österreichischer katholischer Theologe, Priester und Abgeordneter der Frankfurter Nationalversammlung
- Aloys Schmidt (auch Alois Schmidt; 1866–1939), deutscher Holzbildhauer
- Aloys Schmidt (Archivar) (1892–1980), deutscher Archivar
- André Schmidt (Schauspieler) (* 1943), Schweizer Schauspieler
- André Schmidt (Chorleiter) (* 1957), deutscher Musiklehrer, Chorleiter, Dirigent und Hochschullehrer
- André Schmidt (Wirtschaftswissenschaftler) (* 1967), deutscher Wirtschaftswissenschaftler
- André Schmidt (Fußballspieler) (* 1989), deutscher Fußballspieler
- Andrea Schmidt (Richterin) (* 1959), deutsche Gerichtspräsidentin und Verfassungsrichterin
- Andreas Schmidt (Geistlicher) (1907–1966), katholischer Priester, Abt der Trappistenabtei Mariawald
- Andreas Schmidt (Volksgruppenführer) (1912–1948), siebenbürgischer Politiker
- Andreas Schmidt (Sänger, 1947) (* 1947), deutscher Sänger (Tenor)
- Andreas Schmidt (Politiker, 1956) (* 1956), deutscher Politiker (CDU), MdB
- Andreas Schmidt (Regisseur) (* 1956), deutscher Regisseur
- Andreas Schmidt (Autor, 1957) (* 1957), deutscher Schriftsteller und Publizist
- Andreas Schmidt (Organist) (* 1958), deutscher Organist und Dirigent
- Andreas Schmidt (Schwimmer) (* 1959), deutscher Schwimmsportler aus der Bundesrepublik
- Andreas Schmidt (Fußballspieler, 1959) (* 1959), deutscher Fußballspieler
- Andreas Schmidt (Sänger) (* 1960), deutscher Sänger (Bariton)
- Andreas Schmidt (Medienmanager) (1961–2015), deutscher Chefredakteur und Manager
- Andreas Schmidt (Schauspieler) (1963–2017), deutscher Schauspieler, Regisseur und Sänger
- Andreas Schmidt (Künstler) (* 1967), deutscher Künstler, Fotograf und Galerist
- Andreas Schmidt (Jazzpianist) (* 1967), deutscher Jazzpianist und Komponist
- Andreas Schmidt (Fußballspieler, 1969) (* 1969), deutscher Fußballspieler
- Andreas Schmidt (Autor, 1969) (* 1969), deutscher Schriftsteller
- Andreas Schmidt (Politiker, 1970) (* 1970), deutscher Politiker (SPD), MdL Sachsen-Anhalt
- Andreas Schmidt (Fußballspieler, 1973) (* 1973), deutscher Fußballspieler
- Andreas Schmidt (Journalist) (* 1974), deutscher Journalist
- Andreas Schmidt (Musikproduzent) (* 1976), deutscher Trance-Produzent
- Andreas Schmidt-Colinet (* 1945), deutscher Klassischer Archäologe
- Andreas Schmidt-Rhaesa (* 1966), deutscher Zoologe, Morphologe und Hochschullehrer
- Andreas Schmidt-von Rhein (* 1965), deutscher Manager und Heimatforscher
- Andreas Schmidt-Rögnitz (* vor 1971), deutscher Jurist und Hochschullehrer
- Andreas Schmidt-Schaller (* 1945), deutscher Schauspieler
- Andreas Schmidt-Schweizer (* 1964), deutscher Historiker
- Andreas Christoph Schmidt (* 1957), deutscher Autor, Regisseur und Produzent
- Andreas E. Schmidt (* 1959), deutscher Volkskundler
- Andreas Gottfried Schmidt (1794–1851), deutscher Geistlicher und Autor
- Andreas W. Schmidt (* 1950), deutscher Synchronautor, Dialogregisseur und Synchronsprecher
- Angela Schmidt-Foster (* 1960), kanadische Skilangläuferin
- Angelika Schmidt-Koddenberg (* 1955), deutsche Soziologin und Hochschullehrerin
- Anna Schmidt (Frauenrechtlerin) (1837–1908), deutsche Frauenrechtlerin, Schwester von Auguste Schmidt
- Anna Schmidt (Pädagogin) (1852–1929), deutsche Pädagogin, Gründerin der Anna-Schmidt-Schule
- Anna Schmidt (Politikerin, 1889) (1889–1955), deutsche Politikerin, Stadtverordnete von Berlin
- Anna Schmidt (Politikerin, 1894) (1894–nach 1947), deutsche Politikerin, MdL Sachsen-Anhalt
- Anna Schmidt (Schaustellerin) (1897–1931), deutsche Schaustellerin
- Anna Schmidt (Schauspielerin) (* 1978), deutsche Schauspielerin
- Anna Schmidt (Langläuferin) (* 1995), deutsche Langläuferin
- Anna Margaretha Schmidt (1684–1696), deutsches Opfer der Hexenverfolgung
- Annalena Schmidt (* 1951), deutsche Schauspielerin
- Annlies Schmidt-de Neveu (1915–2010), deutsche Cellistin und Hochschullehrerin
- Anneliese Schmidt, eigentlicher Name von Anneliese Fleyenschmidt (1919–2007), deutsche Fernsehansagerin und -moderatorin
- Anneliese Schmidt (Leichtathletin), brasilianische Speerwerferin
- Anneliese Schmidt (Politikerin), deutsche Frauenfunktionärin und Politikerin, MdV
- Annerose Schmidt (1936–2022), deutsche Pianistin
- Annie Schmidt-Endres (1903–1977), deutsche Schriftstellerin
- Annie M. G. Schmidt (1911–1995), niederländische Kinderbuchautorin
- Annika Schmidt (Fußballspielerin, 1980) (* 1980), deutsche Fußballspielerin
- Annika Schmidt (Fußballspielerin, 1993) (* 1993), deutsche Fußballspielerin
- Anny Funke-Schmidt (1904–1967), deutsche Bildhauerin
- Ansgar Schmidt (* 1945), deutscher Benediktiner
- Antje Schmidt (* 1967), deutsche Schauspielerin
- Antje Möldner-Schmidt (* 1984), deutsche Leichtathletin
- Antoine Schmidt (1891–1920), Schweizer Maler
- Anton Schmidt (Maler) (1713–1773), österreichischer Barockmaler
- Anton Schmidt (Architekt) (1786–1863), österreichisch-ungarischer Baumeister und Architekt
- Anton Schmidt (Politiker, 1797) (1797–1866), deutscher Politiker, Mitglied der Frankfurter Nationalversammlung
- Anton Schmidt (Politiker, 1821) (1821–1897), deutscher Politiker (NLP), MdL Baden
- Anton Schmidt (Politiker, 1826) (1826–1892), österreichischer Papierfabrikant und Politiker, MdL Mähren
- Anton Schmidt (Politiker, III), böhmischer Politiker, Mitglied des Österreichischen Abgeordnetenhauses
- Anton Schmidt (Baumeister) (um 1837–1868), deutscher Baumeister
- Anton Schmidt (Malakologe) (1842–1917), böhmisch-österreichischer Lehrer und Malakologe
- Anton von Schmidt (Gärtner) (1862–vor 1924), deutscher Gärtner
- Anton Schmidt (Politiker, IV), deutscher Politiker (Zentrum), MdL Saarland
- Anton Schmidt (Wien), Träger des Ehrenringes der Stadt Wien
- Anton Schmidt (Entomologe), österreichischer Entomologe
- Anton Schmidt (Landrat) (1882–1946), deutscher Politiker, Landrat in Waiblingen
- Anton Schmidt (Verleger) (1899–1966), deutscher Drucker und Verleger
- Antonia Schmidt (* 2001), deutsche Tennisspielerin
- Antonio Henrique Schmidt (1854–1922), deutscher Bau- und Regierungsrat brasilianischer Herkunft
- Armin Schmidt (Maler) (1886–1957), neuseeländischer Maler
- Armin Schmidt (Politiker) (1888–1978), deutscher Politiker (NSDAP)
- Armin Schmidt (Komponist) (* 1933), deutscher Komponist und Arrangeur
- Arne Schmidt, US-amerikanischer Filmproduzent
- Arno Schmidt (Historiker) (1879–1967), deutscher Historiker und Volkskundler
- Arno Schmidt (Admiral) (1890–1945), deutscher Konteradmiral
- Arno Schmidt (1914–1979), deutscher Schriftsteller
- Arno Schmidt (Altphilologe) (* 1934), deutscher Philologe
- Arno Schmidt (Politiker) (* 1945), deutscher Politiker (FDP)
- Arno Schmidt (Liedermacher) (* 1955), deutscher Liedermacher
- Arno Schmidt-Trucksäss (* 1960), deutscher Sportmediziner
- Arnold Schmidt (Mathematiker) (Hermann Arnold Schmidt; 1902–1967), deutscher Mathematiker
- Arnold Schmidt (Physiker) (1938–2024), österreichischer Physiker
- Arnold Schmidt (Maler) (* 1959), österreichischer Maler
- Arnold Schmidt-Brücken (1905–1986), deutscher Landwirt und Politiker (FDP/DVP)
- Arnold Schmidt-Niechciol (1893–1960), deutscher Maler
- Arthur Schmidt (Architekt) (1867–1945), deutscher Architekt und Bauunternehmer
- Arthur Schmidt (Offizier) (1895–1987), deutscher General
- Arthur Schmidt (Maler) (1908–2007), deutscher Maler und Zeichner
- Arthur Schmidt (Filmeditor, 1937) (1937–2023), US-amerikanischer Filmeditor
- Arthur Schmidt-Elsey (1893–nach 1965), deutscher Flötist, Pianist, Komponist und Dirigent
- Arthur Schmidt-Elskop (1875–1952), deutscher Diplomat
- Arthur Schmidt-Kügler (1883–1947), deutscher Verwaltungsjurist und Regierungspräsident
- Arthur Schmidt-Lawrenz (eigentlich Bruno A. Schmidt; 1897–1973), deutscher Maler
- Arthur Benno Schmidt (1861–1940), deutscher Jurist
- Arthur P. Schmidt (1912–1965), US-amerikanischer Filmeditor
- Artur von Schmidt (1849–1918), deutscher Generalleutnant
- Artur Schmidt (Boxer) (* 1985), deutscher Boxer
- Artur P. Schmidt (* 1961), deutscher Wirtschaftskybernetiker und Publizist
- Asmus Schmidt-Petersen (1891–1978), deutscher Vertrauensarzt und Linguist
- Astrid Schmidt-Neuhaus (1909–nach 1985), deutsche Pianistin und Hochschullehrerin
- Astrid Günther-Schmidt (* 1962), deutsche Ökonomin und Politikerin (Bündnis 90/Die Grünen)
- August Schmidt (Musiker, 1786) (1786–1858), deutscher Musiker, Kapellmeister, Chorleiter und Komponist
- August Schmidt (Soldat) (1795–1899), preußischer Soldat
- August von Schmidt (General, 1801) (1801–1868), deutsch-österreichischer Feldmarschalleutnant und Autor
- August Schmidt (Musiker, 1808) (1808–1891), österreichischer Musiker, Komponist und Musikschriftsteller
- August Schmidt (Bildhauer) (1811–1886), deutscher Bildhauer
- August Schmidt (Sammler) (1825–1911), deutscher Kunsthändler und -sammler
- August Schmidt (Postamtsdirektor) (1834–1913), deutscher Postamtsdirektor und Autor
- August Schmidt (Geophysiker) (1840–1929), deutscher Geophysiker und Meteorologe
- August von Schmidt (1844–1907), deutscher Jurist und Richter, siehe Friedrich August von Schmidt
- August Schmidt (Maler) (1852–1909), österreichischer Maler und Prokurist
- August Schmidt (General, 1863) (1863–1940), deutscher Generalmajor
- August Schmidt (Gewerkschafter) (1878–1965), deutscher Politiker (SPD) und Gewerkschafter
- August Schmidt (General, 1883) (1883–1955), deutscher General der Flakartillerie
- August Schmidt (Politiker) (1884–1939), deutscher Politiker (KPD)
- August Schmidt (General, 1892) (1892–1972), deutscher Generalleutnant
- August Schmidt, Geburtsname von August Torma (1895–1971), estnischer Diplomat, Offizier und Politiker
- August Schmidt von Luisingen (1884–1963), österreichischer Generalmajor
- August Gottlieb Schmidt (Kaufmann) (1753–nach 1810), deutscher Kaufmann und Autor
- August Gottlieb Schmidt (Maler) (vor 1800–nach 1866), deutscher Maler und Zeichenlehrer
- August Gustav Schmidt (1887–um 1965), deutscher Architekt
- August Heinrich von Schmidt (1760–1841), deutscher Superintendent
- August Hermann Schmidt (1858–1942), deutscher Architekt
- Augusta Schmidt (um 1800–nach 1831), deutsche Porträt- und Genremalerin
- Auguste Schmidt (1833–1902), deutsche Frauenrechtlerin
- Axel Schmidt (Musiker) (1940–2024), deutscher Englischhornist und Oboist
- Axel Schmidt (Fußballspieler) (* 1961), deutscher Fußballspieler
- Axel Schmidt-Gödelitz (* 1942), deutscher Politologe, Volkswirt, Landwirt und Journalist
- Axel G. Schmidt (1958–2010), deutscher Betriebswirtschaftler und Hochschullehrer

### B
- Barbara Schmidt (Schauspielerin) (* 1958), deutsche Schauspielerin
- Barbara Schmidt (Medizinerin) (* 1966/1967), deutsche Medizinerin und Virologin
- Barbara Schmidt (Designerin) (* 1967), deutsche Designerin
- Barbara Schmidt-Gaden (* 1971), deutsche Opernsängerin (Mezzosopran)
- Barbara Schmidt-Haberkamp (* 1958), deutsche Anglistin und Hochschullehrerin
- Barbara Schmidt-Heins (* 1949), deutsche Konzeptkünstlerin, siehe Barbara und Gabriele Schmidt Heins
- Barbara Schmidt-Thieme (* 1968), deutsche Mathematikdidaktikerin
- Bärbel Schmidt (* 1959), deutsche Textilpädagogin und Hochschullehrerin
- Bastienne Schmidt (* 1961), deutsche Fotografin
- Beate Schmidt (Richterin) (* 1955), deutsche Juristin, Präsidentin des Bundespatentgerichts
- Beate Schmidt (Serienmörderin) (Wolfgang Schmidt, * 1966), deutsche Serienmörderin
- Benedict Schmidt (1726–1778), deutscher Jurist
- Benedikt Schmidt-Busse (* 1976), deutscher Hockeyspieler und -trainer
- Benjamin Schmidt (* 1974), deutscher Jurist und Richter am Bundessozialgericht
- Benjamin Ernst Schmidt (vor 1766–1841), deutscher Archivar
- Benno Schmidt (Mediziner) (Benno Gottlob Schmidt; 1826–1896), deutscher Chirurg und Hochschullehrer
- Benno Schmidt, bekannt als Brocken-Benno (1932–2022), deutscher Bergwanderer
- Benno C. Schmidt Jr. (1942–2023), US-amerikanischer Verfassungsrechtler und Universitätsleiter
- Benny Schmidt (* 1929), dänischer Moderner Fünfkämpfer
- Bernd Schmidt (Ingenieur) (1928–2005), deutscher Ingenieur und Professor für Strömungslehre
- Bernd Schmidt (Informatiker) (* 1940), deutscher Informatiker, Mathematiker und Kunsthistoriker
- Bernd Schmidt (Fußballspieler, 1943) (1943–2024), deutscher Fußballspieler
- Bernd Schmidt (Schriftsteller) (1947–2016), österreichischer Schriftsteller
- Bernd Schmidt (Journalist) (* 1951), deutscher Journalist und Hochschullehrer
- Bernd Schmidt (Fußballspieler, 1955) (* 1955), deutscher Fußballspieler (FSV Frankfurt)
- Bernd Schmidt (Verleger) (* 1958), deutscher Bühnen- und Medienverleger und Übersetzer
- Bernd Schmidt (Künstler) (* 1964), deutscher Künstler
- Bernd Schmidt (Physiker) (* 1974), deutscher Physiker und Mathematiker
- Berndt Schmidt (* 1964), deutscher Kulturmanager und Intendant
- Bernhard Schmidt (Maler, 1712) (1712–1782), österreichischer Maler
- Bernhard Schmidt (Maler, 1820) (1820–1870), deutscher Maler
- Bernhard Schmidt (Jurist) (1822–1869), deutscher Jurist
- Bernhard Schmidt (Politiker, 1825) (1825–1887), deutscher Jurist, Rittergutsbesitzer und Politiker, MdR
- Bernhard Schmidt (Sänger) (1825–1892), deutscher Sänger und Schauspieler
- Bernhard Schmidt (Philologe) (1837–1917), deutscher Klassischer Philologe
- Bernhard Schmidt (General) (1862–1921), deutscher Generalmajor
- Bernhard Schmidt (Optiker) (1879–1935), baltendeutscher Optiker
- Bernhard Schmidt (SS-Mitglied) (1890–1960), deutscher SS-Obersturmbannführer
- Bernhard Schmidt (Mediziner) (1906–2003), deutscher Arzt, Hygieniker und Hochschullehrer
- Bernhard Schmidt (Politiker, II), deutscher Politiker (CDU), MdL Sachsen
- Bernhard Schmidt (Manager) (1909–2008), deutscher Ingenieur und Manager
- Bernhard Schmidt (Orgelbauer) (1930–2021), deutscher Orgelbauer, s. unter Orgelbau Andreas Schmidt
- Bernhard Schmidt (Maler, 1969) (* 1969), deutscher Maler und Zeichner
- Bernhard Schmidt-Hertha (* 1973), deutscher Erziehungswissenschaftler und Hochschullehrer
- Bernhard Schmidt-Rohlfing (* 1961), deutscher Chirurg
- Bernhard F. Schmidt (1904–1962), deutscher Filmkaufmann und Filmproduzent
- Bernhard Gottlob Schmidt (1822–1869), deutscher Jurist
- Bernward Schmidt (* 1977), deutscher Theologe und Kirchenhistoriker
- Berta Schmidt-Eller (1899–1987), deutsche Autorin
- Berthe Schmidt-Allard (1877–1953), Schweizer Emaillekünstlerin und Malerin
- Berthold Schmidt (1856–1929), deutscher Archivar und Historiker
- Berthold Schmidt (Prähistoriker) (1924–2014), deutscher Prähistoriker
- Bertram Schmidt-Friderichs (* 1959), deutscher Verleger und Typograf
- Bettina Schmidt (Politikerin), deutsche Jugendfunktionärin und Politikerin (SED/PDS), MdV
- Bettina Schmidt (Anthropologin) (* 1958), deutsche Religionsanthropologin
- Bettina Schmidt (Rennrodlerin) (1960–2019), deutsche Rennrodlerin
- Bettina Schmidt (Szenenbildnerin) (* 1965), deutsche Szenenbildnerin
- Bettina Schmidt (Sozialwissenschaftlerin) (* 1967), deutsche Sozialwissenschaftlerin
- Bettina Schmidt-Czaia (* 1960), deutsche Historikerin und Archivarin
- Betty Schmidt (1806–1887), deutsche Sopranistin und Schauspielerin, siehe Betty Schröder
- Bianca Schmidt (* 1990), deutsche Fußballspielerin
- Bill Schmidt (* 1947), US-amerikanischer Leichtathlet
- Birger Schmidt (* 1964), deutscher Erziehungswissenschaftler, Festivalgründer
- Birgit Schmidt (Literaturhistorikerin) (* 1960), deutsche Literaturhistorikerin
- Birgit Schmidt, zeitweiliger Name von Birgit Fischer (Kanutin) (* 1962), deutsche Kanutin
- Birgit Schmidt (Leichtathletin) (* 1963), deutsche Leichtathletin
- Birgit Schmidt am Busch (* 1960), deutsche Juristin und Hochschullehrerin
- Bobby Schmidt (1923–2014), deutscher Musiker und Musikproduzent
- Bodo Schmidt (Schauspieler), deutscher Schauspieler
- Bodo Schmidt (Schachspieler) (* 1950), deutscher Schachspieler
- Bodo Schmidt (Fußballspieler, 1965) (* 1965), deutscher Fußballspieler (KSV Hessen Kassel)
- Bodo Schmidt (Fußballspieler, 1967) (* 1967), deutscher Fußballspieler (Borussia Dortmund, 1. FC Köln)
- Boris Schmidt (* 1962), deutscher Basketballschiedsrichter und Sportfunktionär
- Boris Schmidt (Chemiker) (* 1962), Hochschullehrer
- Branko Schmidt (* 1957), kroatischer Drehbuchautor und Regisseur
- Brendan Schmidt (* 1994), US-amerikanischer Volleyballspieler
- Brian P. Schmidt (* 1967), US-amerikanisch-australischer Astronom
- Brigitta Schmidt-Lauber (* 1965), deutsche Ethnologin und Hochschullehrerin
- Brigitte Herrbach-Schmidt (* vor 1962), deutsche Kunsthistorikerin und Konservatorin
- Brita Schmidt-Essbach (?–2022), deutsch-schweizerische Organistin
- Bruno Schmidt (Baurat) (1845–1910), deutscher Architekt und Baubeamter
- Bruno von Schmidt (1846–1919), österreichischer Feldmarschalleutnant
- Bruno Schmidt (Politiker, 1906) (1906–1955), deutscher Politiker (SED), Oberbürgermeister von Rostock
- Bruno Schmidt (Politiker, 1924) (1924–2003), deutscher Politiker (CDU), MdL Niedersachsen
- Bruno Schmidt-Bleibtreu (1926–2018), deutscher Rechtswissenschaftler und Ministerialdirektor
- Bruno Schmidt-Hildebrandt (1919–nach 1971), deutscher Sportjournalist
- Bruno A. Schmidt (1897–1973), deutscher Maler, siehe Arthur Schmidt-Lawrenz
- Bruno Oscar Schmidt (* 1986), brasilianischer Beachvolleyballspieler
- Bryan Schmidt (* 1981), US-amerikanischer Eishockeyspieler
- Burghart Schmidt (Philosoph) (1942–2022), deutscher Philosoph
- Burghart Schmidt (Archäologe) (* 1943), deutscher Dendroarchäologe
- Burghart Schmidt (Historiker) (* 1962), deutscher Historiker

### C
- Callum Schmidt (* 1992), neuseeländischer Trampolinturner und -trainer
- Carl Schmidt (Politiker, I), deutscher Politiker, MdPL Schlesien
- Carl Schmidt (Porzellanmaler) (1791–1874), deutscher Porzellanmaler
- Carl Schmidt (Tiermediziner), deutscher Tiermediziner und Politiker
- Carl Schmidt (Schauspieler) (vor 1818–vor 1902), deutscher Schauspieler, Sänger, Tänzer und Theaterintendant
- Carl Schmidt (Politiker, II), deutscher Richter und Politiker, MdL Reuß älterer Linie
- Carl Schmidt (Oberkirchenrat) (1848–1912), deutscher Jurist und Kirchenfunktionär
- Carl Schmidt (Gärtner) (1848–1919), deutscher Gärtner, Samenzüchter und Unternehmer
- Carl Schmidt (Politiker, 1850) (1850–1915), deutscher Kaufmann und Politiker (NLP), MdR
- Carl Schmidt (Politiker, 1854) (1854–1909), deutscher Unternehmer und Politiker (FVP), MdR
- Carl Schmidt (Geologe) (1862–1923), Schweizer Geologe
- Carl Schmidt (Architekt) (1866–1945), russischer Architekt und Philatelist deutscher Abstammung
- Carl Schmidt (Koptologe) (1868–1938), deutscher Kirchenhistoriker und Koptologe
- Carl Schmidt (Politiker, 1885) (1885–1964), deutscher Politiker (WdF, BHE), MdBB
- Carl Schmidt (Politiker, 1895) (1895–1962), deutscher Politiker (BHE), MdBB
- Carl Schmidt (Bischof) (1912–1989), deutscher Geistlicher, Weihbischof in Trier
- Carl Schmidt (Boxer) (1919–1990), deutscher Boxer
- Carl Schmidt-Belden (1893–1969), deutscher Dirigent
- Carl Schmidt-Carlson (1806–1887), deutscher Maler und Fotograf
- Carl Schmidt-Helmbrechts (1872–1936), deutscher Maler und Radierer
- Carl Schmidt-Polex (1853–1919), deutscher Jurist und Industrieller
- Carl Schmidt-Polex (Journalist) (1935–2003), deutscher Journalist
- Carl Adolf Schmidt (Jurist) (1815–1903), deutscher Jurist und Hochschullehrer
- Carl Adolf Schmidt (1854–1909), deutscher Unternehmer, Mitglied des Deutschen Reichstags, siehe Carl Schmidt (Politiker, 1854)
- Carl August Schmidt († 1845), deutscher Schauspieler
- Carl Christian Schmidt (Mediziner) (1793–1855), deutscher Arzt, Journalist, Schauspieler, Theaterregisseur und Theaterdirektor
- Carl Christian Schmidt (Maler) (1868–1945), deutscher Maler und Grafiker
- Carl Christian Schmidt (Politiker), Bürgermeister von Apolda und Landtagsabgeordneter
- Carl-Christian Schmidt (* 1943), Landessuperintendent in Mecklenburg
- Carl Christian Gottlieb Schmidt, deutscher Missionsschriftsteller
- Carl Ernst Heinrich Schmidt (1822–1894), russischer Arzt und Chemiker
- Carl Eugen Schmidt (1865–1948), österreich-ungarischer Theologe
- Carl Frederic Schmidt (1893–1988), US-amerikanischer Pharmakologe
- Carl Friedrich Schmidt (Kunstsammler) (1740?–1822), deutscher Jurist und Kunstsammler
- Carl Friedrich Schmidt (Generalleutnant) (1792–1874), deutscher Generalleutnant
- Carl Friedrich Schmidt (Botaniker) (C. F. Schmidt; 1811–1890), deutscher Botaniker und Künstler
- Carl Friedrich Schmidt (1832–1908), baltischer Biologe und Geologe, siehe Friedrich Schmidt (Geologe)
- Carl Friedrich Schmidt (1852–1924), deutscher Instrumentenbauer, siehe Schmidt (Blechblasinstrumentenbauer) #C. F. Schmidt
- Carl Friedrich Anton Schmidt (1802–??), deutscher Mediziner und Hochschullehrer
- Carl Gottfried Schmidt (1923–2003), deutscher Onkologe
- Carl Heinrich Schmidt (1829–nach 1887), deutscher Klavierbauer
- Carl Jakob Ludwig Schmidt (1827–1905), österreichischer Klavierbauer
- Carl Theodor Schmidt (1817–1887), deutscher Pädagoge und Politiker (DFP), MdR
- Carl Traugott Schmidt († 1792), deutscher Bergbeamter
- Carl Walther Schmidt (1892–1946), deutscher Schriftsteller
- Carl Werner Schmidt-Luchs (* 1931), deutscher Fotograf und Journalist
- Carl Wilhelm Schmidt (Klavierbauer) (1794–1872), deutsch-österreichischer Klavierbauer
- Carl Wilhelm Schmidt (Entomologe) (1859–1924), deutscher Insektenkundler und Sammler
- Carl Wilhelm Philipp Schmidt (1811–1879), Kreisrat des Kreises Oppenheim im Großherzogtum Hessen
- Carlo Schmidt (* 1939), deutscher Schauspieler, siehe Karl-Richard Schmidt
- Carlo Schmidt (Künstler) (* 1958), Schweizer Künstler und Kurator
- Carlo Schmidt (Schauspieler, 1966) (* 1966), schwedischer Schauspieler
- Carmela Schmidt (* 1962), deutsche Schwimmerin
- Carola Schmidt (Musikerin) (1905–1986), Schweizer Organistin und Klavierpädagogin
- Carola Schmidt (Schauspielerin, I), Schauspielerin
- Carola Schmidt (Künstlerin), österreichische Künstlerin
- Carola Schmidt (Schauspielerin, II), Schauspielerin
- Carola Marie Schmidt (* 1983), österreichische Kunsthistorikerin und Museumsleiterin
- Carolina Schmidt (María Carolina Schmidt Zaldívar; * 1967), chilenische Politikerin
- Carsten Schmidt (Manager) (* 1963), deutscher Medienmanager und Sportfunktionär
- Carsten Schmidt (Leichtathlet) (* 1986), deutscher Geher
- Carsten Schmidt-Weber (* 1967), deutscher Allergologe, Immunologe und Hochschullehrer
- Casey Schmidt (* 1970), US-amerikanisch-deutscher Basketballspieler
- Cassian Schmidt (* 1963), deutscher Landschaftsarchitekt und Gärtnermeister
- Cerstin Schmidt (* 1963), deutsche Rodlerin
- Charles Schmidt (Theologe) (1812–1895), französischer Theologe
- Charles Schmidt (Archivar) (1872–1956), französischer Archivar
- Charles Schmidt (Politiker) (1906–1971), deutscher Politiker (CDU), Mitglied des Abgeordnetenhauses von Berlin
- Charlotte Schmidt (* 1933), deutsche Leichtathletin
- Chris Schmidt (Christopher Schmidt; * 1976), kanadischer Eishockeyspieler
- Chris Maico Schmidt (* 1966), deutscher DJ und Produzent
- Christa Schmidt (Politikerin) (* 1941), deutsche Politikerin (CDU)
- Christa Schmidt (Psychologin) (* 1949), deutsche Psychologin  und Autorin
- Christa Schmidt (Schriftstellerin) (* 1959), deutsche Schriftstellerin
- Christen Schmidt (1727–1804), norwegischer Geistlicher, Bischof von Oslo
- Christfried Schmidt (1932–2025), deutscher Komponist
- Christian Schmidt (Unternehmer, 1621) (1621–1689), deutscher Handelsmann und Unternehmer
- Christian Schmidt (Orgelbauer) (1685– vor 1757), deutscher Orgelbauer
- Christian Schmidt (Schreiner) (1708–1753), deutscher Schreiner
- Christian Schmidt (Brauer) (1832–1895), deutscher Brauer
- Christian Schmidt (Unternehmer, 1844) (1844–1884), deutscher Unternehmer
- Christian Schmidt (Fußballspieler, 1888) (1888–1917), deutscher Fußballspieler
- Christian Schmidt (Politiker, 1943) (1943–2021), deutscher Politiker (Bündnis 90/Die Grünen, zuvor SPD)
- Christian Schmidt (Journalist) (* 1955), Schweizer Journalist
- Christian Schmidt (Intendant) (1957–2023), deutscher Opernregisseur und Intendant
- Christian Schmidt (* 1957), deutscher Politiker (CSU)
- Christian Schmidt (Schauspieler, 1957) (* 1957), österreichischer Schauspieler
- Christian Schmidt (Schauspieler, 1958) (* 1958), österreichischer Schauspieler und Stuntman
- Christian Schmidt (Bühnenbildner) (* 1966), deutscher Bühnenbildner
- Christian Schmidt (Mediziner) (* 1967), deutscher Chirurg
- Christian Schmidt (Schauspieler, 1970) (* 1970), deutscher Schauspieler
- Christian Schmidt (Fußballspieler, 1971) (* 1971), deutscher Fußballspieler
- Christian Schmidt (Schriftsteller) (Klopfer; * 1980), deutscher Autor und Lektor
- Christian Schmidt (Fußballspieler, 2002) (* 2002), deutscher Fußballspieler
- Christian Schmidt-David (* 1967), deutscher Dokumentarfilmregisseur
- Christian Schmidt-Hamkens (* 1960), deutscher Jurist und Verleger
- Christian Schmidt-Häuer (* 1938), deutscher Journalist
- Christian Schmidt-Knatz (1844–1891), deutscher Architekt, Maler und Bauunternehmer
- Christian Schmidt-Leithoff (1935–2018), deutscher Jurist und Hochschullehrer
- Christian Schmidt-Timmermann (* 1958), deutscher Sänger (Bass) und Hochschullehrer
- Christian Benjamin Schmidt (1783–1838), deutscher Theologe und Pädagoge
- Christian Ernst Schmidt (1715–1786), deutscher evangelischer Theologe
- Christian Friedrich Schmidt (1741–1778), deutscher Philosoph und Theologe
- Christian Gottlieb Schmidt (Pfarrer, 1746) (1746–1825), deutscher Pfarrer
- Christian Gottlieb Schmidt (Pfarrer, 1755) (1755–1827), deutscher Pfarrer
- Christian Jacob Schmidt (1813–1897), deutscher Brauereibesitzer
- Christian Johann Heinrich Schmidt (1810–1885), deutscher Lokomotivführer
- Christian Ludwig Schmidt (1770–1855), preußischer Landrat des Kreises Simmern
- Christian Martin Schmidt (1942–2024), deutscher Musikwissenschaftler und Hochschullehrer
- Christian Sebastian Schmidt (1851–1921), deutscher Unternehmer
- Christian R. Schmidt (* 1943), deutscher Zoo-Direktor
- Christian Wilhelm Schmidt (1806–1883), deutscher Architekt
- Christian Y. Schmidt (* 1956), deutscher Journalist und Autor
- Christiane Schmidt (Malerin) (* 1956), deutsche Malerin
- Christiane Schmidt (Fußballspielerin) deutsche Fußballspielerin
- Christiane Schmidt (Filmemacherin) (* 1978), deutsche Kamerafrau und Filmemacherin
- Christiane Schmidt-Maiwald (* 1967), deutsche Kunsthistorikerin und Hochschullehrerin
- Christiane Schmidt-Rose (* 1959), deutsche Politikerin (CDU), Landrätin im Weimarer Land
- Christina Schmidt (Fußballspielerin) (* 1973), deutsche Fußballspielerin
- Christina Schmidt (Journalistin) (* 1985), deutsche Journalistin
- Christina Schmidt (Schauspielerin) (* 1987), kanadische Schauspielerin und Model
- Christine Schmidt (Politikerin), deutsche Politikerin (LDPD), MdV
- Christine Schmidt (Richterin) (* 1970), deutsche Richterin
- Christine Schmidt-Heck (1932–2019), deutsche Malerin und Illustratorin
- Christine Schmidt-Schaller (* 1947), deutsche Schauspielerin und Regisseurin, siehe Christine Krüger (Schauspielerin)
- Christl Schmidt-Lehnert (* 1940), deutsche Ruderin
- Christoph Schmidt (Unternehmer) (1803–1868), deutscher Unternehmer
- Christoph von Schmidt (General) (1809–1876), deutscher General der Infanterie
- Christoph Schmidt (Historiker) (* 1954), deutscher Historiker und Hochschullehrer
- Christoph Schmidt (Schauspieler) (* 1961), deutscher Schauspieler
- Christoph Schmidt (Musiker) (* 1962), deutscher Kontrabassist und Hochschullehrer
- Christoph Schmidt (Landschaftsarchitekt) (* 1968), deutscher Landschaftsarchitekt
- Christoph Schmidt-Krayer (* 1936), deutscher Unternehmer
- Christoph von Schmidt-Phiseldeck (auch Christoph Schmidt genannt Phiseldek; 1740–1801), deutscher Archivar, Jurist und Autor
- Christoph F. Schmidt (* 1958), deutscher Physiker und Hochschullehrer
- Christoph Hermann Schmidt (1832–1893), deutscher Theologe und Hochschullehrer
- Christoph M. Schmidt (* 1962), deutscher Volkswirt
- Christophe Schmidt (* 1983), deutscher Snowboarder
- Christopher Schmidt (Journalist) (1964–2017), deutscher Journalist und Literaturkritiker
- Christopher Schmidt (Maler) (* 1965), deutscher Maler, Zeichner und Illustrator
- Ciro E. Schmidt Andrade, chilenischer Philosoph
- Claude Schmidt (* 1965), deutscher Pianist
- Claudia Schmidt (Juristin) (* 1961), deutsche Richterin, Vizepräsidentin OVG Sachsen-Anhalt
- Claudia Schmidt (Politikerin) (* 1963), österreichische Politikerin (ÖVP)
- Claudia Schmidt (Schauspielerin) (* 1967), deutsche Schauspielerin und Synchronsprecherin
- Claudya Schmidt (* 1986), deutsche Comiczeichnerin
- Colette M. Schmidt (* 1971), kanadisch-österreichische Autorin und Journalistin
- Conrad Schmidt (1863–1932), deutscher Ökonom, Philosoph und Journalist
- Constantin Schmidt (* 1996), deutscher Leichtathlet
- Cordt Schmidt (1935–2021), deutscher Elektrochemiker

### D
- Dagmar Schmidt (Politikerin, 1948) (1948–2005), deutsche Politikerin (SPD), Meschede
- Dagmar Schmidt (Künstlerin) (* 1963), deutsche Künstlerin
- Dagmar Schmidt (Politikerin, 1973) (* 1973), deutsche Politikerin (SPD), Wetzlar
- Dagmar Schmidt Tartagli, Schweizer Diplomatin

- Dalia Mya Schmidt-Foß (* 2002), deutscher Synchronsprecherin und Influencerin
- Daniel Schmidt (Pastor) (1604–1660), deutscher Pastor
- Daniel Schmidt, eigentlicher Name von Daniel Schmid (Regisseur) (1941–2006), Schweizer Regisseur
- Daniel Schmidt (Komponist) (* 1969), deutscher Komponist und Kirchenmusiker
- Daniel Schmidt (Fußballspieler, 1975) (* 1975), deutscher Fußballspieler
- Daniel Schmidt (Basketballspieler) (* 1990), deutscher Basketballspieler
- Daniel Schmidt (Fußballspieler, 1992) (* 1992), japanischer Fußballspieler
- Daniel Schmidt-Rothmund (* 1963/1964), deutscher Ornithologe
- Daniela Schmidt (* 1981), deutsche Schriftstellerin und Journalistin
- Daniela Schmidt-Langels, deutsche Filmregisseurin, Drehbuchautorin und Journalistin
- Danny Schmidt (Schwimmer) (* 2001), deutscher Schwimmer
- Danny Schmidt (Fußballspieler) (* 2003), deutscher Fußballspieler
- David Schmidt (Handballspieler) (* 1993), deutscher Handballspieler
- David Peter Hermann Schmidt (1770–1856), deutscher Apotheker
- David Theodor Schmidt (* 1982), deutscher Pianist
- Deena Deardurff Schmidt (* 1957), US-amerikanische Schwimmerin
- Delf Schmidt (* 1945), deutscher Lektor
- Denis Schmidt (* 1980), deutscher Schauspieler und Synchronsprecher
- Dennis Schmidt (* 1988), deutscher Fußballspieler
- Dennis Schmidt-Foß (* 1970), deutscher Schauspieler und Synchronsprecher
- Derek Schmidt (* 1968), US-amerikanischer Politiker
- Detlef Schmidt (Politiker) (1882–1951), deutscher Politiker, Oberbürgermeister von Neumünster und von Hameln
- Detlef Schmidt (Manager) (* 1944), deutscher Manager
- Detlef Schmidt (Heimatforscher) (* 1945), deutscher Heimatforscher
- Detlef Schmidt (Schwimmer) (* 1959), deutscher Schwimmer
- Detlef Schmidt (Kanute) (* 1961), deutscher Kanute
- Detlef Dau-Schmidt (* 1925), deutscher Lehrer und Heimatforscher
- Diedrich Schmidt (Politiker) (1868–1939), deutscher Lehrer, Ziegeleibesitzer und MdL
- Diedrich Heinrich Schmidt (1933–2020), deutscher Autor
- Dierk Schmidt (* 1965), deutscher Künstler
- Dieter Schmidt (Fußballspieler, 1938) (* 1938), deutscher Fußballspieler
- Dieter Schmidt (Mediziner, 1939) (* 1939), deutscher Augenarzt
- Dieter Schmidt (Mediziner, 1947) (1947–2019), deutscher Neurologe und Epileptologe
- Dieter Schmidt (Fußballspieler, 1947) (* 1947), deutscher Fußballspieler
- Dieter Schmidt (Grafiker), deutscher Grafiker und Illustrator
- Dieter Schmidt-Sinns (1934–2024), deutscher Historiker und Pädagoge
- Dieter Schmidt-Volkmar (* 1940), deutscher Sportfunktionär
- Diether Schmidt (1930–2012), deutscher Kunsthistoriker und Kunstsammler
- Dietmar Schmidt (Journalist) (1911–1984), deutscher Journalist
- Dietmar Schmidt (Tischtennisspieler) (* um 1939), deutscher Tischtennisspieler
- Dietmar Schmidt (Handballspieler) (* 1952), deutscher Handballspieler
- Dietmar Schmidt (Autor) (* 1963), deutscher Autor und Übersetzer
- Dietmar N. Schmidt (1938–2007), deutscher Kulturmanager, Theaterkritiker, Autor und Regisseur
- Dietrich Schmidt (Botaniker) (1942–2004), deutscher Hydrobotaniker
- Dietrich Schmidt-Vogt (* 1954), deutscher Geowissenschaftler und Hochschullehrer
- Dietrich Zander-Schmidt (1959–2019), deutscher Tierarzt
- Dietrich W. Schmidt (* vor 1949), deutscher Bau- und Architekturhistoriker
- Dirk Schmidt (Heimatforscher) (* 1930), deutscher Heimatforscher und Denkmalschützer
- Dirk Schmidt (Schriftsteller) (* 1964), deutscher Schriftsteller
- Dirk Schmidt (Motivationstrainer) (* 1966), deutscher Motivationstrainer und Redner
- Dirk Schmidt (Sänger), deutscher Sänger (Bass) und Hochschullehrer
- Dirk Schmidt (Illustrator) (* 1980), deutscher Illustrator und Designer
- Dmitri Arkadjewitsch Schmidt (1896–1937), sowjetischer Oberst
- Dokkies Schmidt (* 1980), namibischer Fußballspieler
- Dominik Schmidt (* 1987), deutscher Fußballspieler
- Dora Schmidt (1895–1985), Schweizer Beamtin, Schriftstellerin und Frauenrechtlerin
- Doris Schmidt (1918–2008), deutsche Journalistin
- Dörte Schmidt (* 1964), deutsche Musikwissenschaftlerin und Hochschullehrerin
- Dylan Schmidt (* 1997), neuseeländischer Trampolinturner

### E
- E. Otto Schmidt (1892–1961), deutscher Unternehmer und Firmengründer
- E. Tamás Schmidt (1936–2016), ungarischer Mathematiker
- Eberhard Schmidt (Generalsuperintendent) (1711–1762), deutscher evangelischer Theologe und Generalsuperintendent
- Eberhard Schmidt (Rechtswissenschaftler) (1891–1977), deutscher Rechtswissenschaftler
- Eberhard Schmidt (Komponist) (1907–1996), deutscher Komponist
- Eberhard Schmidt (Produzent) (1908–1979), deutscher Filmproduktionsleiter, Kabarettgründer und Textilkaufmann
- Eberhard Schmidt (Ingenieur, 1908) (1908–1982), Schweizer Wirtschaftsingenieur, Hochschullehrer und Unternehmensberater
- Eberhard Schmidt (Mediziner) (1928–2005), deutscher Kinderarzt und Hochschullehrer
- Eberhard Schmidt (Musiker) (1930–2011), deutscher Lehrer, Chorleiter und Funktionär
- Eberhard Schmidt (Chemiker) (1933–1997), Schweizer Chemiker und Hochschullehrer
- Eberhard Schmidt (Politikwissenschaftler) (* 1939), deutscher Politikwissenschaftler
- Eberhard Schmidt (Ingenieur, 1949) (* 1949), deutscher Bauingenieur, Hydrologe und Herausgeber
- Eberhard Schmidt (Verfahrenstechniker) (* 1960), deutscher Verfahrenstechniker
- Eberhard Schmidt-Aßmann (* 1938), deutscher Rechtswissenschaftler
- Eberhard Schmidt-Elsaeßer (* 1955), deutscher Politiker (SPD), Staatssekretär in Schleswig-Holstein und Sachsen-Anhalt
- Eberhard Schmidt-Rost (1909–1982), deutscher Jurist und Richter
- Eberhard Schmidt-Schulz (um 1910–nach 1973), deutscher Jazzmusiker
- Eberhard Martin Schmidt (1926–1995), deutscher Maler, Grafiker und Bildhauer
- Eckart Schmidt (* 1936), deutscher Architekt
- Eckart Schmidt (Theologe) (* 1969), deutscher Neutestamentler und Hochschullehrer
- Eckhard Schmidt (* 1963), deutscher Trompeter
- Eckhard Schmidt-Dubro (* 1933), deutscher Autor
- Eckhart Schmidt (1938–2024), deutscher Filmemacher und Autor
- Edda Schmidt (* 1948), deutsche Politikerin (NPD), siehe Frauen im deutschen Rechtsextremismus
- Edeltrud Geiger-Schmidt (* vor 1963), deutsche Architektin und Landesdenkmalpflegerin
- Edgar Schmidt-Bredow (1913–1992), deutscher Kapellmeister und Komponist, siehe Edgar Bredow
- Edgar von Schmidt-Pauli (Schriftsteller) (1881–1955), deutscher Schriftsteller, Journalist und Literaturfunktionär
- Edgar von Schmidt-Pauli (Diplomat) (1915–2001), deutscher Diplomat
- Edgar Joachim Schmidt (1925–2017), deutscher Maler und Grafiker; siehe Joachim Schmidt (Maler)
- Edgar Walter Schmidt (1901–1971), deutscher Maler
- Edith Schmidt, deutsche Tischtennisspielerin
- Edmund Schmidt (Geistlicher) (Taufname Josef Schmidt; 1844–1916), deutscher Benediktiner
- Edmund Schmidt (Politiker, 1845) (1845–1924), deutscher Zigarrenfabrikant und Politiker (DNVP), MdR
- Edmund Schmidt (Politiker, 1858) (1858–1914), deutscher Politiker (Zentrum), MdL Baden
- Edmund Schmidt (Fußballspieler) (* 1943), tschechoslowakischer Fußballspieler
- Eduard Schmidt (Maler) (1806–1862), deutscher Marinemaler
- Eduard Schmidt (1830–1900), Hamburger Schlosser und Mitglied des Reichstags, siehe Hermann Joachim Eduard Schmidt
- Eduard Schmidt (Archäologe) (1879–1963), deutscher Klassischer Archäologe
- Eduard Schmidt (Politiker) (1887–1955), deutscher Politiker (SPD), MdL Danzig
- Eduard Schmidt (Unternehmer) (1905–1978), deutscher Fabrikant
- Eduard Schmidt, Geburtsname von Eduard Claudius (1911–1976), deutscher Schriftsteller
- Eduard Schmidt (Physiker) (1935–2021), tschechischer Physiker und Rektor der Masaryk-Universität (1992–1998)
- Eduard Schmidt von der Launitz (1797–1869), deutscher Bildhauer und Kunsthistoriker
- Eduard Schmidt-Ott (1898–1971), deutscher Unternehmer
- Eduard Schmidt-Polex (1795–1863), deutscher Bankier und Handelskammerpräsident
- Eduard Schmidt-Weißenfels (1833–1893), deutscher Schriftsteller und Politiker
- Eduard Johann Schmidt, Pseudonym Eduard Decarli (1846–1903), Opernsänger (Bass) und Schauspieler
- Eduard Oscar Schmidt (1823–1886), deutscher Zoologe
- Edwin Schmidt (1904–1988), deutscher Lehrer und vogtländischer Heimatforscher
- Edzard Schmidt-Jortzig (* 1941), deutscher Jurist und Politiker (FDP)
- Egon Schmidt (Intendant), deutscher Theater- und Festspielintendant
- Egon Schmidt (Schriftsteller) (1927–1983), deutscher Schriftsteller
- Egon Schmidt (Fußballspieler) (* 1930), deutscher Fußballspieler
- Egon Schmidt (Ornithologe) (1931–2023), ungarischer Ornithologe
- Ehrhard Schmidt (1863–1946), deutscher Admiral
- Eike Schmidt (Rechtswissenschaftler) (* 1939), deutscher Rechtswissenschaftler
- Eike Schmidt (Dichter) (* 1943), deutscher Dichter und Physiker
- Eike Schmidt (Kunsthistoriker) (* 1968), deutscher Kunsthistoriker
- Ekaterina Schmidt (* 1978), russisch-deutsche Komikerin, Schauspielerin und Model
- Ekkehard Schmidt (1942–2020), deutscher Politiker (CDU), Mitglied des Abgeordnetenhauses von Berlin
- Ekkhard Schmidt-Opper (* 1961), deutscher Hockeyspieler
- Elena Schmidt (* 1988), kasachische und deutsche Schönheitskönigin, Miss Deutschland 2013
- Eleonore Schmidt-Herrling (1877–1960), deutsche Bibliothekarin und Malerin
- Elias Schmidt (1630–1690), deutscher Mediziner
- Elijah Schmidt (* 1997), US-amerikanisch-deutscher Basketballspieler
- Elisa Schmidt (* 1990), deutsche Pop- und Jazzmusikerin, siehe Femme Schmidt
- Élisabeth Schmidt (1908–1986), französische Pastorin
- Elisabeth Schmidt (Politikerin, 1920) (1920–2012), österreichische Politikerin (ÖVP)
- Elisabeth Schmidt (Turnerin) (* 1929), deutsche Turnerin
- Elisabeth Schmidt (Politikerin, 1938) (* 1938), deutsche Politikerin (PDS), MdA Berlin
- Elisabeth Schmidt (Politikerin, 1974) (* 1974), österreichische Politikerin (FPÖ)
- Elisabeth von Schmidt-Pauli (1882–1956), deutsche Schriftstellerin
- Elisabeth Schmidt-Pecht (1857–1940), deutsche Keramikerin und Kunstgewerblerin
- Elisabeth Gräb-Schmidt (* 1956), deutsche Theologin und Hochschullehrerin
- Elise Schmidt (1824–1902), deutsche Schauspielerin, Schriftstellerin, Dichterin, Übersetzerin, Rezitatorin
- Elizabeth Silveira Schmidt (* 1951), brasilianische Pädagogin, Hochschullehrerin, Unternehmerin und Politikerin
- Elke-Annette Schmidt (* 1957), deutsche Politikerin (Die Linke), MdL
- Ellen Schmidt (Szenenbildnerin) (1922–1997), deutsche Szenenbildnerin
- Ellen Schmidt (Medizinerin) (1924–2012), deutsche Medizinerin und Chemikerin, erste Rektorin der Medizinischen Hochschule Hannover
- Elli Schmidt (1908–1980), deutsche Funktionärin von KPD, SED und DFD
- Elsa-Klara Schmidt (1891–1965), Unternehmerin und Kunstsammlerin
- Else Schmidt (Politikerin) (1911–nach 1963), deutsche Politikerin (DBD), MdV
- Else Schmidt, Geburtsname von Else Baker (* 1935), deutsche Zeitzeugin des Porajmos
- Elvira Schmidt (* 1970), österreichische Politikerin (SPÖ)
- Emil Schmidt (Architekt, 1867) (1867–1947), deutscher Architekt
- Emil Schmidt (Politiker), deutscher Politiker (SPD), MdL Sachsen-Altenburg
- Emil Schmidt (Architekt, 1912) (1912–1979), deutscher Architekt
- Emil Ludwig Schmidt (1837–1906), deutscher Anthropologe und Ethnologe
- Emil Otto Schmidt (1892–1961), deutscher Unternehmensgründer, siehe E. Otto Schmidt
- Emma Schmidt (* 1944), österreichische Pianistin
- Enno Schmidt (* 1958), deutscher Künstler und Sozialaktivist
- Enrique Schmidt Cuadra (1949–1984), nicaraguanischer Revolutionär und Politiker
- Erasmus Schmidt (Philologe) (1570–1637), deutscher Philologe, Mathematiker und Hochschullehrer
- Erasmus Schmidt (Mediziner) (1598–1649), deutscher Mediziner und Hochschullehrer
- Erhard Schmidt (Mathematiker) (1876–1959), deutscher Mathematiker
- Erhard Schmidt (Fußballspieler, I), deutscher Fußballspieler (Leipzig)
- Erhard Schmidt (Fußballspieler, II), deutscher Fußballtorwart (Augsburg)
- Erhard von Schmidt (1903–1994), deutscher Politiker (NSDAP), MdR
- Erhard Schmidt (Maler) (1933–2021), deutscher Maler, Grafiker und Hochschullehrer
- Erhard Schmidt (Fußballspieler, 1937) (1937–2006), deutscher Fußballspieler und -trainer
- Eric Von Schmidt (1931–2007), US-amerikanischer Maler, Illustrator und Musiker
- Eric Schmidt (* 1955), US-amerikanischer Manager
- Erica Schmidt (* 1975), US-amerikanische Theaterregisseurin, Autorin und Schauspielerin
- Erich Schmidt (Literaturwissenschaftler) (1853–1913), deutscher Literaturwissenschaftler
- Erich Schmidt (Schauspieler) (Erich August Schmidt; 1865–1905), österreichischer Schauspieler
- Erich Schmidt (Jurist) († 1945), deutscher Verwaltungsjurist, Landrat in der Neumark
- Erich Schmidt (Politiker, 1. Dezember 1882) (1882–1965), deutscher Politiker (CDU), Oberbürgermeister von Fulda
- Erich Schmidt (Politiker, 20. Dezember 1882) (1882–1964), deutscher Politiker, Oberbürgermeister von Göttingen
- Erich Schmidt (Entomologe) (1890–1969), deutscher Insektenkundler
- Erich Schmidt (Chemiker) (1890–1975), deutscher Chemiker
- Erich Schmidt (Regisseur) (1892–1971), deutscher Regisseur
- Erich Schmidt (Politiker, 1895) (1895–1952), deutscher Politiker, MdL Mecklenburg-Strelitz
- Erich Schmidt (Verleger) (1897–1952), deutscher Verleger und Politiker, MdR
- Erich Schmidt (NS-Funktionär) (1900–1981), deutscher Polizist und Beamter
- Erich Schmidt (Kirchenmusiker) (1910–2005), deutscher Kirchenmusiker und Domkantor
- Erich Schmidt (Widerstandskämpfer) (1910–2008), deutscher Widerstandskämpfer und Politiker (SPD)
- Erich Schmidt, bekannt als Erich Schmidtbochum (1913–1999), deutscher Bildhauer
- Erich Schmidt (Ringer) (1925–2009), deutscher Ringer
- Erich Schmidt (Politiker, 1943) (1943–2019), österreichischer Politiker (SPÖ) und Unternehmer
- Erich Schmidt (Mediziner) (* 1943), deutscher Chirurg und Hochschullehrer
- Erich Schmidt-Eenboom (* 1953), deutscher Publizist
- Erich Schmidt-Kabul (1897–1961), deutscher Bildhauer
- Erich Schmidt-Kestner (1877–1941), deutscher Bildhauer
- Erich Schmidt-Leichner (1910–1983), deutscher Strafverteidiger
- Erich Schmidt-Obenauer (1900–nach 1971), deutscher Unternehmer
- Erich Schmidt-Richberg (1899–1971), deutscher Generalmajor
- Erich Schmidt-Schaller (1889–1980), deutscher Maler und Grafiker
- Erich Schmidt-Schell (* 1935), deutscher Schriftsteller
- Erich Schmidt-Unterseher (1920–1990), deutscher Grafiker und Bildhauer
- Erich Kunhardt von Schmidt (1872–1939), deutscher Generalmajor
- Erich Friedrich Schmidt (1897–1964), deutschamerikanischer Archäologe
- Erich K. Schmidt (1890–??), deutscher Schriftsteller
- Erich L. Schmidt (Erich Ludwig Schmidt; 1902–1975), deutscher Heimatforscher
- Erik Schmidt (Künstler, 1925) (1925–2014), estnischer Maler und Schriftsteller
- Erik Schmidt (Fotograf) (1948–2015), Schweizer Fotograf
- Erik Schmidt (Künstler, 1968) (* 1968), deutscher Maler, Filmemacher und Fotograf
- Erik Schmidt (* 1977), deutscher Politiker (FDP), siehe Erik Roost
- Erik Schmidt (Handballspieler) (* 1992), deutscher Handballspieler
- Erika Schmidt (* 1944), deutsche Landschaftsarchitektin und Denkmalpflegerin
- Erika Schmidt-Thielbeer (1927–2011), deutsche Archäologin
- Ernst Schmidt (Offizier) (1798–1877), preußischer Offizier und provinzialrömischer Archäologe
- Ernst Schmidt (Mediziner) (1830–1900), deutsch-amerikanischer Mediziner
- Ernst Schmidt (Chemiker) (1845–1921), deutscher Chemiker und Hochschullehrer
- Ernst Schmidt (Landrat) (1846–1913), deutscher Politiker, Landrat von Coburg
- Ernst Schmidt (Musikpädagoge) (1864–1936), deutscher Musikpädagoge, Organist und Komponist
- Ernst Schmidt (1865–nach 1899), deutscher Architekt, siehe Hermann Wurzbach
- Ernst Schmidt (Oberamtmann) (1874–1932), deutscher Oberamtmann
- Ernst Schmidt (Komponist) (1878–1955), deutscher Konzertmeister und Komponist
- Ernst Schmidt (Entomologe) (1884–1962), deutscher Lehrer und Insektenforscher
- Ernst Schmidt (Architekt, 1884) (1884–um 1976), deutscher Architekt
- Ernst Schmidt (Politiker, 1889) (1889–1985), deutscher Maler und Politiker, Bürgermeister von Garching
- Ernst Schmidt (Thermodynamiker) (1892–1975), deutscher Thermodynamiker
- Ernst Schmidt (Manager) (1893–nach 1957), deutscher Manager
- Ernst Schmidt (Konstrukteur) (1905–1993), deutscher Konstrukteur
- Ernst Schmidt (Politiker, 1912) (1912–1955), deutscher Politiker (SPD)
- Ernst Schmidt (Ingenieur) (1914–1990), Schweizer Ingenieur
- Ernst Schmidt (Heimatforscher) (1918–2011), deutscher Heimatforscher und Genealoge
- Ernst Schmidt (Leichtathlet) (1920–2000), deutscher Leichtathlet
- Ernst Schmidt (Autor) (1924–2009), deutscher Historiker
- Ernst Schmidt jr. (1938–1988), österreichischer Filmregisseur
- Ernst Schmidt (Ornithologe) (* 1938), deutscher Ornithologe
- Ernst Schmidt (Bobfahrer) (* 1942), Schweizer Bobfahrer
- Ernst Schmidt-Dargitz (bis 1895 Ernst Schmidt; 1859–1924), deutscher Jurist, Ministerialdirigent und Kolonialbeamter
- Ernst Reiss-Schmidt (1902–1987), deutscher Bildhauer
- Ernst A. Schmidt (Unternehmer, September 1914) (1914–nach 1971), deutscher Unternehmer
- Ernst A. Schmidt (Unternehmer, November 1914) (1914–nach 1975), deutscher Unternehmer
- Ernst A. Schmidt (* 1937), deutscher Altphilologe
- Ernst Albert Schmidt (1845–1921), deutscher Chemiker, Pharmazeut und Hochschullehrer
- Ernst Alexander Schmidt (1801–1857), deutscher Historiker
- Ernst Anton Schmidt (1920–2008), deutscher Verleger
- Ernst Eugen Schmidt (* 1944), deutscher Autor, Ausgrabungstechniker und Instrumentenkundler
- Ernst-Georg Schmidt (1924–1992), deutscher Politiker (FDP)
- Ernst Gottfried Schmidt (1763–1795), deutscher Jurist und Hochschullehrer
- Ernst Günther Schmidt (1929–1999), deutscher Klassischer Philologe
- Ernst-Heinrich Schmidt (1937–2022), deutscher Offizier und Historiker
- Ernst Ludwig Schmidt (1855–1923), württembergischer Landtagsabgeordneter
- Ernst Oswald Schmidt (1839–1919), deutscher Theologe und Pädagoge
- Ernst Otto Schmidt (Baumeister) (1848–1923), deutscher Baumeister
- Ernst Otto Schmidt (Erfinder) (1872–1938), deutscher Erfinder
- Ernst Reinhold Schmidt (1819–1901), deutscher Lehrer und Emigrant
- Ernst Walter Schmidt (1894–1981), deutscher Pastor und Dichter
- Ernst Werner Schmidt (1927/1928–2010), deutscher Unternehmer
- Ernst Wilhelm Schmidt (1885–1966), deutscher Botaniker und Phytopathologe
- Erwin Schmidt (Heimatforscher) (1886–1956), deutscher Heimatforscher
- Erwin Schmidt (Politiker, 1906) (1906–?), deutscher Politiker (KPD), MdBB
- Erwin Schmidt (Politiker, 1924) (1924–1997), deutscher Politiker (SPD, MdBB) und Gewerkschaftsfunktionär
- Erwin Schmidt (Fußballspieler) (* 1929), deutscher Fußballspieler
- Erwin Schmidt (Pianist) (* 1955), österreichischer Jazzmusiker
- Eugen von Schmidt (1821–1905), deutscher Philologe, Schachmeister und Ratsherr
- Eugen Schmidt (Richter) (1834–vor 1929), deutscher Jurist und Richter
- Eugen Schmidt (Sportler) (1862–1931), dänischer Leichtathlet, Sportschütze und Tauzieher
- Eugen Schmidt (Unternehmer, 1906) (1906–1975), deutscher Polstermöbelfabrikant und Verbandsfunktionär
- Eugen Schmidt (Unternehmer, 1909) (1909–1979), deutscher Zellstoff-Unternehmer
- Eugen Schmidt (Politiker) (* 1975), deutscher Politiker (AfD)
- Eugen Schmidt-Herboth (1864–nach 1926), deutscher Maler
- Eusebius Schmidt (1810–1883), deutscher Pädagoge
- Eva Schmidt (Historikerin) (1897–1988), deutsche Historikerin und Schriftstellerin
- Eva Schmidt (Fliegerin) (1914–1945), deutsche Motor- und Segelfliegerin
- Eva Schmidt (Schriftstellerin) (* 1952), österreichische Schriftstellerin
- Eva Schmidt (Journalistin) (* 1969), deutsche Journalistin
- Eva Schmidt-Kolmer (1913–1991), österreichisch-deutsche Medizinerin und Sozialhygienikerin
- Evamaria Schmidt (1926–2014), deutsche Klassische Archäologin
- Eva Renate Schmidt (1929–2022), deutsche Theologin
- Evelyn Schmidt (Regisseurin) (* 1949), deutsche Regisseurin
- Evelyn Schmidt (Weinkönigin) (* 1983), deutsche Weinkönigin
- Ewald Schmidt (1912–nach 1988), deutscher Verleger
- Expeditus Schmidt (1868–1939), deutscher Franziskaner und Schriftsteller

### F
- Fabian Schmidt (Toningenieur) (* 1972), deutscher Toningenieur
- Fabian Schmidt (Fechter) (* 1975), deutscher Degenfechter
- Fabian Schmidt (Volleyballspieler) (* 1992), deutscher Volleyball- und Beachvolleyballspieler
- Fabien Schmidt (* 1989), französischer Radrennfahrer
- Felix Schmidt (Sänger) (1848–1927), deutscher Gesangspädagoge, Chorleiter und Sänger (Bass)
- Felix Schmidt (Maler) (1857–1927), deutscher Maler und Illustrator
- Felix Schmidt (Politiker) (1885–1932), deutscher Politiker
- Felix Schmidt (Journalist) (* 1934), deutscher Journalist
- Felix Schmidt (Jurist) (* 1979), deutscher Bundesrichter
- Felix Schmidt-Hering (1919–2004), deutscher Maler und Grafiker
- Femme Schmidt, eigentlich Elisa Schmidt (* 1990), deutsche Pop- und Jazzmusikerin
- Feodora Schmidt (1914–1997), deutsche Pilotin
- Ferdinand Schmidt (Komponist) (um 1693–1756), österreichischer Kirchenmusiker und Komponist
- Ferdinand Schmidt (Autor) (1816–1890), deutscher Schriftsteller und Pädagoge
- Ferdinand Schmidt (Politiker, 1818) (1818–1903), deutscher Förster und Politiker
- Ferdinand Schmidt (Fotograf) (1840–1909), deutscher Architekturfotograf
- Ferdinand Schmidt (Kirchenmusiker) (1883–1952), deutscher Kirchenmusiker
- Ferdinand Schmidt (Physiker) (1889–1960), deutscher Physiker und Hochschullehrer
- Ferdinand Schmidt (Apotheker) (1909–1981), deutscher Apotheker und Sammler pharmaziehistorischer Bücher
- Ferdinand Schmidt (Politiker, 1918) (1918–1980), deutscher Politiker (SPD)
- Ferdinand Schmidt (Onkologe) (1923–2006), deutscher Krebsforscher und Hochschullehrer
- Ferdinand Schmidt-Modrow (1985–2020), deutscher Schauspieler
- Ferdinand August Schmidt (1852–1929), deutscher Arzt und Sportphysiologe
- Ferdinand Jakob Schmidt (1860–1939), deutscher Philosoph und Pädagoge
- Ferdinand Josef Schmidt (1791–1878), österreich-ungarischer Kaufmann und Naturforscher in Krain
- Ferdinand Xaver Schmidt (1879–1953), Archivar und Journalist
- Ferenc Schmidt (* 1963), deutscher Fußballspieler
- Florens Schmidt (* 1984), deutscher Schauspieler
- Florian Schmidt (Dirigent) (1803–1872), österreichischer Dirigent und Komponist
- Florian Schmidt (Politiker) (* 1975), deutscher Politiker (Bündnis 90/Die Grünen) und Bezirksstadtrat in Berlin
- Florian Schmidt (Sportschütze) (* 1986), deutscher Sportschütze
- Florian Schmidt-Borcherding (* um 1970), deutscher Hochschullehrer für Pädagogische Psychologie
- Florian Schmidt-Foß (* 1974), deutscher Synchronsprecher
- Florian Schmidt-Gahlen (* 1980), deutscher Schauspieler
- Florian Schmidt-Sommerfeld (* 1990), deutscher Sportkommentator
- Frank Schmidt (Politiker, 1943) (* 1943), deutscher Politiker (CDU)
- Frank Schmidt (Politiker, 1966) (* 1966), deutscher Politiker (SPD)
- Frank Schmidt (Kunsthistoriker) (* 1970), deutscher Kunsthistoriker und Museumsdirektor
- Frank Schmidt (Fußballtrainer) (* 1974), deutscher Fußballtrainer
- Frank Schmidt (* 1975), deutscher Fernsehmoderator, siehe Franklin (Moderator)
- Frank Schmidt (Politiker, 1980) (* 1980), deutscher Politiker (SPD)
- Frank Schmidt (Schwimmer) (* 1985), deutscher Schwimmer
- Frank Schmidt-Döhl (* 1963), deutscher Baustoffwissenschaftler
- Franz Schmidt (Scharfrichter) (Meister Franz; um 1550–1635), deutscher Scharfrichter
- Franz Schmidt (Botaniker) (1751–1834), österreichischer Botaniker
- Franz Schmidt (Zoologe) (1814–1882), deutscher Arzt und Entomologe
- Franz von Schmidt (1816–1883), österreichischer Industrieller, siehe Franz von Schmitt
- Franz Schmidt (Politiker, 1818) (1818–1853), deutscher Theologe und Politiker
- Franz Schmidt (Mechaniker) (1825–1888), deutscher Mechaniker
- Franz von Schmidt (General) (1842–1929), deutscher Generalmajor
- Franz Schmidt (Architekt) (1851–1919), deutscher Architekt
- Franz Schmidt (Komponist) (1874–1939), österreichischer Komponist
- Franz Schmidt (Politiker, II), deutscher Politiker (DNVP), MdL Mecklenburg-Schwerin
- Franz Schmidt (Fabrikant) († 1942), deutscher Spielwarenfabrikant
- Franz Schmidt (Maler, 1884) (1884–1951), deutscher Maler
- Franz Schmidt (Politiker, 1891) (1891–nach 1932), deutscher Politiker (Wirtschaftspartei), MdL Preußen
- Franz Schmidt (Oberbürgermeister) († nach 1945), deutscher Politiker (NSDAP)
- Franz von Schmidt (Schriftsteller) (1895–nach 1960), deutscher Schriftsteller
- Franz Schmidt (Spielehersteller) (1895–1978), deutscher Spielehersteller
- Franz Schmidt (Politiker, 1899) (1899–1973), deutscher Politiker (CDU)
- Franz Schmidt, österreichischer Musikinstrumentenbauer, siehe Steirische Harmonika #Franz Schmidt
- Franz Schmidt-Glinz (1860–1929), deutscher Maler, Zeichner und Lithograf
- Franz Schmidt-Hagen (1875–1945), deutscher Komponist
- Franz Schmidt-Kahring († nach 1949), deutscher Maler und Illustrator
- Franz Schmidt-Kaufmann (1909–nach 1950), deutscher Komponist
- Franz von Schmidt-Zabiérow (1826–1899), österreichischer Politiker
- Franz Bernhard Schmidt (?–1863), deutscher Porzellanmaler
- Franz Ludwig Schmidt-Knatz (1913–2002), deutscher Jurist
- Franz Willibald Schmidt (1764–1796), böhmischer Botaniker und Pflanzenmaler
- Franz Xaver Schmidt (Maler) (1750–1822), deutscher Maler und Grafiker
- Franz Xaver Schmidt (Politiker) (1828–1914), deutscher Jurist und Politiker, MdR
- Franz Xaver Schmidt (Architekt) (1857–1916), österreichischer Baumeister und Architekt
- Franziska Schmidt (Politikerin) (1899–1979), deutsche Publizistin und Politikerin (SPD)
- Franziska Schmidt (Eiskunstläuferin) (Fränzi; * 1943), Schweizer Eiskunstläuferin
- Franziska Schmidt-Dick (1944–2025), österreichische Numismatikerin
- Fred Schmidt (Schriftsteller) (Alfred Eduard Schmidt; 1902–1957?), deutscher Seeoffizier, Schriftsteller, Herausgeber und Lehrer
- Fred Schmidt (Entertainer) (1935–2010), deutscher Entertainer und Sänger
- Fred Schmidt (Schwimmer) (* 1943), US-amerikanischer Schwimmer
- Fred Schmidt (Schauspieler), deutscher Schauspieler
- Frederick Schmidt (* 1984), britischer Schauspieler
- Friedel Schmidt (* 1946), deutscher Maler, Zeichner und Schriftsteller
- Friedemann Schmidt (Apotheker) (* 1964), deutscher Apotheker und Fernsehmoderator
- Friedemann Schmidt-Mechau (* 1955), deutscher Komponist und Musikwissenschaftler
- Frieder Schmidt (* 1952), deutscher Papierhistoriker
- Friedrich Schmidt (Legationsrat) (1779–1864), deutscher Prinzenerzieher
- Friedrich von Schmidt (Theologe) (1785–1841), deutscher Theologe und Pastor
- Friedrich Schmidt (Theologe, 1797) (1797–1885), deutscher Theologe und Superintendent
- Friedrich Schmidt (Kommerzienrat) (1801–1878), deutscher Kommerzienrat
- Friedrich Schmidt (Politiker, 1804) (1804–1869), deutscher Politiker, Mitglied der Frankfurter Nationalversammlung
- Friedrich Schmidt (Botaniker), deutscher Botaniker und Agronom
- Friedrich Schmidt (Missionar) (1807–1883), deutscher Missionar
- Friedrich Schmidt (Apotheker) (1819–1863), deutscher Apotheker, Naturwissenschaftler und Politiker, MdL Bayern
- Friedrich von Schmidt (1825–1891), deutsch-österreichischer Architekt
- Friedrich Schmidt (Baumeister), deutscher Baumeister und Architekt
- Friedrich Schmidt (Geologe) (1832–1908), russischer Botaniker und Geologe
- Friedrich Schmidt (Komponist) (1840–1923), deutscher Komponist und Domkapitular
- Friedrich von Schmidt (General) (1843–1916), deutscher General der Artillerie
- Friedrich Schmidt (Theologe, 1868) (1868–1916), österreichischer Theologe
- Friedrich Schmidt (Politiker, 1874) (1874–nach 1923), österreichischer Politiker
- Friedrich Schmidt (Politiker, 1880) (1880–1950), deutscher Gewerkschafter und Politiker (SPD)
- Friedrich Schmidt (Landrat) (1882–1965), deutscher Jurist und Landrat
- Friedrich Schmidt (Widerstandskämpfer) (1888–1966), Lehrer, Privatsekretär von Leonard Nelson und Mitglied des Internationalen Sozialistischen Kampfbundes
- Friedrich Schmidt (Politiker, 1902) (1902–1973), deutscher Politiker (NSDAP)
- Friedrich Schmidt-Bleek (1932–2019), deutscher Chemiker und Umweltforscher
- Friedrich Schmidt-Junck († um 1935), deutscher Illustrator
- Friedrich Schmidt-Knatz (1873–1950), deutscher Justizrat, Bankdirektor und Mitglied der Bekennenden Kirche
- Friedrich Schmidt-La Baume (1892–1973), deutscher Dermatologe
- Friedrich Schmidt-Ott (1860–1956), deutscher Jurist, Politiker und Wissenschaftsorganisator
- Friedrich Schmidt-Sibeth (1912–2007), deutscher Jurist und Genealoge
- Friedrich Schmidt von Werneuchen (1764–1838), deutscher Dichter
- Friedrich Schmidt-Ziethen (1870–1943), deutscher Geistlicher und Heimatforscher
- Friedrich Spiegel-Schmidt (1912–2016), ungarndeutscher Pfarrer, Theologe und Historiker
- Friedrich-Adolf Schmidt-Künsemüller (1910–1993), deutscher Bibliothekar und Hochschullehrer
- Friedrich Albert Schmidt (1846–1916), deutscher Maler
- Friedrich August Schmidt (Lexikograf) (Georg Friedrich August Schmidt; 1785–1858), deutscher Geistlicher, Bibliograf und Lexikograf
- Friedrich August Schmidt (Kupferstecher) (1787–1855), deutscher Kupferstecher, Lithograf und Maler
- Friedrich August Schmidt (Maler) (1796–1866), deutscher Maler und Lithograf
- Friedrich August von Schmidt (1844–1907), deutscher Jurist und Richter
- Friedrich August Christian Schmidt (1777–1844), deutscher Advokat und Stifter
- Friedrich Christian Schmidt (Autor) (1755–1830), deutscher Kameralist, Naturforscher und Autor
- Friedrich Christian Schmidt (Richter) (1776–1862), deutscher Richter
- Friedrich G. G. Schmidt (Friedrich Georg Gottlob Schmidt; 1868–1945), deutsch-amerikanischer Sprach- und Literaturforscher
- Friedrich Georg Schmidt, deutscher Staatssekretär
- Friedrich Gottlieb Adolph Schmidt (1825–vor 1884), deutscher Opernsänger und Schauspieler, siehe Adolph Benda
- Friedrich Heinz Schmidt (1902–1971), deutscher Volkskundler und Heimatforscher
- Friedrich Josef Schmidt (* 1920), deutscher Musiker und Komponist
- Friedrich Karl Schmidt (Offizier) (1773–1812), deutscher Offizier
- Friedrich Karl Schmidt (Maler) (1881–1950), deutscher Maler
- Friedrich Karl Schmidt (Mathematiker) (1901–1977), deutscher Mathematiker
- Friedrich Karl Hellwig von Schmidt (1773–1841), deutscher Generalleutnant, siehe Karl von Schmidt (General, 1773)
- Friedrich Lorenz Schmidt (1886–1970), deutscher Lehrer, Archivar, Schriftsteller und Historiker
- Friedrich Ludwig Schmidt (Schauspieler, 1772) (1772–1841), deutscher Schauspieler und Schriftsteller
- Friedrich Ludwig Schmidt (Schauspieler, 1833) (1833–1890), deutscher Schauspieler, Sänger (Bariton) und Regisseur
- Friedrich Philipp Schmidt (1844–1903), deutscher Brauereibesitzer und Stifter
- Friedrich Reinhard Schmidt (* 1937), deutscher Ingenieur und Philosoph
- Friedrich Samuel Schmidt (1737–1796), deutsch-schweizerischer Gelehrter und Diplomat
- Friedrich Traugott Schmidt (1899–1944), deutscher Konteradmiral
- Friedrich Werner Schmidt (1926–2007), deutscher Gastroenterologe
- Friedrich Wilhelm Schmidt (Kupferstecher) (1756–1798), deutscher Kupferstecher
- Friedrich Wilhelm Schmidt (Offizier) (1786–1846), deutscher Offizier und Provinzialrömischer Archäologe
- Friedrich Wilhelm von Schmidt (1825–1891), deutsch-österreichischer Architekt, siehe Friedrich von Schmidt
- Friedrich Wilhelm Schmidt (Prälat) (1831–1902), deutscher Theologe und Prälat
- Friedrich Wilhelm Schmidt (Lazarist) (1833–1907), deutscher Ordensgeistlicher und Pädagoge
- Friedrich Wilhelm Schmidt (Ingenieur) (1880–nach 1929), deutscher Ingenieur
- Friedrich Wilhelm Schmidt (Theologe) (1893–1945), deutscher Theologe und Hochschullehrer
- Friedrich Wilhelm Valentin Schmidt (1787–1831), deutscher Literaturwissenschaftler
- Frithjof Schmidt (* 1953), deutscher Politiker (B’90/Grüne)
- Fritz Schmidt (Schauspieler, 1842) (1842–1898), deutscher Schauspieler
- Fritz Schmidt (Heimatforscher) (1861–1930), deutscher Archivar und Heimatforscher
- Fritz Schmidt (Fotograf) (1861–1937), deutscher Fotograf
- Fritz Schmidt (Schauspieler, 1872) (1872–nach 1902), deutscher Schauspieler
- Fritz Schmidt (Medailleur) (1876–1935), deutscher Medailleur
- Fritz Schmidt (Verleger) (1878–1954), deutscher Drucker, Verleger und Zeitungsherausgeber
- Fritz Schmidt (Betriebswirt) (1882–1950), deutscher Wirtschaftswissenschaftler
- Fritz Schmidt (Politiker, 1882) (1882–1964), deutscher Politiker (SPD), Mitglied der Stadtverordnetenversammlung von Groß-Berlin
- Fritz Schmidt (Kirchenmusiker) (1886–1977), deutscher Musiker, Musiklehrer, Kirchenmusiker und Organist
- Fritz Schmidt (Politiker, 1888) (1888–1968), deutscher Politiker (NSDAP)
- Fritz Schmidt (Zoologe) (1892–1986), deutscher Zoologe
- Fritz Schmidt (Politiker, 1896) (1896–1968), deutscher Politiker (CDU), MdA Berlin
- Fritz Schmidt (Politiker, 1899) (1899–1942), deutscher Politiker (NSDAP)
- Fritz Schmidt (Ingenieur) (1900–1982), deutscher Ingenieur, Wärmetechniker und Hochschullehrer
- Fritz Schmidt (Generalkommissar) (1903–1943), deutscher Politiker (NSDAP)
- Fritz Schmidt (Journalist) (1904–nach 1978), deutscher Journalist und Zeitungsherausgeber
- Fritz Schmidt (Gestapo) (1908–1983), deutscher Gestapo-Beamter und SS-Sturmbannführer
- Fritz Schmidt (Fußballspieler, 1919) (1919–??), deutscher Fußballspieler
- Fritz Schmidt (Fußballspieler, 1927) (* 1927), deutscher Fußballspieler
- Fritz Schmidt (Hockeyspieler) (1943–2024), deutscher Hockeyspieler
- Fritz Schmidt-Clausing (1902–1984), deutscher Theologe
- Fritz Schmidt-Hieber (1918–1999), deutscher Ingenieur und Techniker
- Fritz Schmidt-Hoensdorf (1889–1967), deutscher Veterinärmediziner und Zoodirektor
- Fritz Schmidt-König (1906–1983), deutscher Theologe, Autor, Dichter und Herausgeber
- Fritz Ludwig Schmidt (1922–2008), deutscher Maler und Grafiker
- Fritz-Philipp Schmidt (1869–1945), deutscher Illustrator
- Fritz-Ulrich Schmidt-Ott (1908–1976), deutscher Jurist und Ministerialdirigent

### G
- Gabi Schmidt (* 1968), deutsche Politikerin (Freie Wähler)
- Gabriel Sauberzweig-Schmidt (1859–1906), deutscher Pfarrer, Missionsinspektor und theologischer Lehrer
- Gabriele Schmidt (Politikerin) (* 1956), deutsche Politikerin (CDU)
- Gabriele Schmidt-Heins (* 1949), deutsche Konzeptkünstlerin, siehe Barbara und Gabriele Schmidt Heins
- Gabriele Schmidt-Lauber (* 1962), deutsche evangelische Theologin
- Gavin Schmidt, US-amerikanischer Klimatologe
- Geo A. Schmidt (Georg Albert Ferdinand Schmidt; 1870–1943), deutscher Kolonialbeamter
- Georg Schmidt (Missionar) (1709–1785), deutscher Missionar
- Georg Schmidt (Politiker, 1752) (1752–1795), deutscher Politiker, Senator in Frankfurt am Main
- Georg Schmidt (Politiker, 1807) (1807–1874), deutscher Politiker, MdL Hessen
- Georg Schmidt (Maler, 1811) (1811–1867), deutscher Maler und Fotograf
- Georg von Schmidt (Mediziner, 1829) (1829–1878), deutscher Militärarzt und russischer Staatsrat
- Georg Schmidt (Genealoge) (1838–1920), deutscher Genealoge
- Georg Schmidt (Maler, 1847) (1847–1922), Nürnberger Maler und Fotograf
- Georg Schmidt (Elektrotechniker) (1871–1955), deutscher Elektrotechniker und Hochschullehrer
- Georg Schmidt (Mediziner, 1872) (1872–1933), deutscher Chirurg und Hochschullehrer
- Georg Schmidt (Politiker, 1875) (1875–1946), deutscher Politiker (SPD), MdR
- Georg Schmidt (Politiker, 1877) (1877–1941), deutscher Politiker (NSDAP)
- Georg Schmidt (Maler, 1895) (1895–1969), deutscher Maler und Grafiker
- Georg Schmidt (Kunsthistoriker) (1896–1965), Schweizer Kunsthistoriker
- Georg Schmidt (Politiker, 1902) (1902–1962), deutscher Politiker (Zentrum), MdL Nordrhein-Westfalen
- Georg Schmidt, bekannt als Alexander Ott (1908–1978), deutscher Schriftsteller
- Georg Schmidt (Politiker, V), deutscher Politiker (LDP), MdV
- Georg Schmidt (Mediziner, 1923) (1923–2010), deutscher Rechtsmediziner und Hochschullehrer
- Georg Schmidt (Fußballtrainer) (1927–1990), österreichischer Fußballtrainer
- Georg Schmidt (Historiker) (* 1951), deutscher Historiker
- Georg Schmidt (Journalist) (1952–2011), deutscher Journalist und Übersetzer
- Georg Schmidt (Jurist) (* 1957), deutscher Jurist und Richter
- Georg Schmidt (Maler, 1962) (* 1962), deutscher Maler, Zeichner und Fotograf
- Georg Schmidt (Diplomat) (* 1963), deutscher Diplomat
- Georg Schmidt-Abels (1942–2022), deutscher Journalist und Publizist
- Georg Schmidt-Arzberg (1920–2006), deutscher Musiker und Komponist
- Georg Schmidt-Brücken (1884–1976), deutscher Jurist und Richter
- Georg Schmidt-Rohr (1890–1945), deutscher Germanist und Soziologe
- Georg Schmidt von Schmiedebach (1545–1594), deutscher Richter und Politiker, Bürgermeister von Görlitz
- Georg Schmidt-Westerstede (1921–1982), deutscher Maler
- Georg von Dehn-Schmidt (1876–1937), deutscher Diplomat
- Georg Albert Ferdinand Schmidt (1870–1943), deutscher Kolonialbeamter, siehe Geo A. Schmidt
- Georg Benno Schmidt (1860–1935), deutscher Mediziner und Professor der Chirurgie in Heidelberg
- Georg Christian Schmidt (1773–1848), deutscher Buchdrucker
- Georg Christoph Schmidt (1740–1811), deutscher Kupferstecher und Mechaniker
- Georg David Schmidt (1818–nach 1887), deutscher Ökonom und Politiker, MdL Nassau
- Georg Franz Schmidt (1791–1857), deutscher Generalmajor
- Georg Friedrich Schmidt (1712–1775), deutscher Maler und Kupferstecher
- Georg Friedrich August Schmidt (1785–1858), deutscher Pfarrer, Autor, Bibliograf und Lexikograf, siehe Friedrich August Schmidt (Lexikograf)
- Georg Gottlieb Schmidt (1768–1837), deutscher Mathematiker und Physiker
- Georg Philipp Schmidt von Lübeck (1766–1849), deutscher Lyriker
- Georg-Winfried Schmidt (1917–2008), deutscher Kinderarzt und Hochschullehrer
- Gérard Schmidt (1945–1995), deutscher Journalist, Autor und Theaterleiter
- Gerd Schmidt (Mathematiker) (1936–2010), deutscher Mathematiker
- Gerd Schmidt (Fußballspieler) (* 1946), deutscher Fußballspieler
- Gerd Schmidt (Politiker) (* 20. Jahrhundert), deutscher Politiker
- Gerda Schmidt (Politikerin), deutsche Politikerin
- Gerda Anger-Schmidt (1943–2017), österreichische Schriftstellerin
- Gerda Schmidt-Panknin (1920–2021), deutsche Malerin
- Gerhard Schmidt (Fußballspieler, 1899) (1899–??), deutscher Fußballspieler
- Gerhard Schmidt (Theologe) (1899–1950), deutscher evangelischer Theologe
- Gerhard Schmidt (Biochemiker) (1901–1981), US-amerikanischer Biochemiker und Ernährungswissenschaftler
- Gerhard Schmidt (Mediziner, 1904) (1904–1991), deutscher Psychiater, Neurologe und Hochschullehrer
- Gerhard Schmidt (Politiker, 1914) (1914–1990), deutscher Politiker (SPD), Bezirksbürgermeister von Berlin-Wilmersdorf
- Gerhard Schmidt (General) (1914–2006), deutscher Brigadegeneral
- Gerhard Schmidt (Chemiker) (1919–1971), israelischer Chemiker
- Gerhard Schmidt (Politiker, 1919) (1919–1984), deutscher Politiker (SPD), MdA Berlin
- Gerhard Schmidt (Rechtsanwalt) (1919–2009), deutscher Rechtsanwalt
- Gerhard Schmidt (Historiker) (1920–2001), deutscher Historiker und Archivar
- Gerhard Schmidt (Fußballspieler, 1921) (* 1921), deutscher Fußballspieler
- Gerhard Schmidt (Kunsthistoriker) (1924–2010), österreichischer Kunsthistoriker
- Gerhard Schmidt (Agrarwissenschaftler) (1926–1953), deutscher Agrarwissenschaftler
- Gerhard Schmidt (Archäologe) (1928–1987), deutscher Archäologe
- Gerhard Schmidt (Entomologe) (1928–2009), deutscher Entomologe
- Gerhard Schmidt (Verbandsfunktionär) (1932–2008), deutsch-dänischer Verbandsfunktionär
- Gerhard Schmidt (Mediziner, 1932) (1932–2021), deutscher Pharmakologe und Hochschullehrer
- Gerhard Schmidt (Politiker) (* 1935), deutscher Politiker (DBD), MdV
- Gerhard Schmidt (Fußballspieler, 1937) (* 1937), deutscher Fußballspieler
- Gerhard Schmidt (Politiker, 1940) (1940–2023), deutscher Politiker (SPD), MdL Rheinland-Pfalz
- Gerhard Schmidt (Produzent) (* 1941), deutscher Filmproduzent, Drehbuchautor und Regisseur
- Gerhard Schmidt (Sportwissenschaftler) (* 1942), deutscher Sportwissenschaftler, Hochschullehrer und Basketballtrainer
- Gerhard Schmidt (Grafiker), deutscher Grafiker
- Gerhard Schmidt (Leichtathlet) (* 1961), deutscher Stabhochspringer
- Gerhard Schmidt (Fußballspieler, 1972) (* 1972), deutscher Fußballspieler
- Gerhard Schmidt-Burbach (1936–2010), deutscher Hygienemediziner und Hochschullehrer
- Gerhard Schmidt-Gaden (* 1937), deutscher Dirigent, Chorleiter und Stimmpädagoge
- Gerhard Schmidt-Henkel (1925–2011), deutscher Germanist
- Gerhard Schmidt-Kaler (1920–2008), deutscher Maler und Grafiker
- Gerhard Schmidt-Oechtering (* 1957), deutscher Veterinärmediziner, siehe Gerhard Oechtering
- Gerhard Carl Schmidt (1865–1949), deutscher Chemiker
- Gerhard Joachim Schmidt (1742–1801), deutscher Kunstsammler und Kaufmann
- Gerhart Schmidt (1925–2017), deutscher Philosoph
- Gernot Schmidt (Sprachwissenschaftler) (* 1931), deutscher Sprachwissenschaftler
- Gernot Schmidt (Schauspieler) (* 1962), deutscher Schauspieler und Regisseur
- Gernot Schmidt (Landrat) (* 1962), deutscher Politiker (SPD) und Landrat
- Gero Schmidt-Oberländer (* 1963), deutscher Musikpädagoge und Hochschullehrer für Schulpraktisches Klavierspiel/Musikdidaktik (Schwerpunkt Jazz)
- Gerrit Schmidt-Foß (* 1975), deutscher Schauspieler und Synchronsprecher
- Gert Schmidt (* 1943), deutscher Soziologe
- Gertrud Schmidt (* 1942), deutsche Leichtathletin
- Giovanni Schmidt (1775–1839), italienischer Librettist
- Gisela Schmidt-Reuther (1915–2009), deutsche Keramikerin
- Gordon Schmidt (* 1984), deutscher Schauspieler und Musiker
- Gottfried Heinrich Schmidt (1744–nach 1796), deutscher Schauspieler und Theaterdirektor
- Gottlieb Schmidt (1882–1960), deutscher Politiker, MdL Bayern
- Götz Schmidt-Bremme (* 1958), deutscher Diplomat
- Gregory Schmidt (* 1976), kanadischer Eishockeyspieler
- Greta Sophie Schmidt (* 1999), deutsche Schauspielerin
- Gudrun Schmidt (Schauspielerin) (Gudrun Schmidt-Ahrends; * 1939), deutsche Schauspielerin
- Gudrun Schmidt (Journalistin) (* 1941), deutsche Journalistin
- Gudrun Schmidt (Skilangläuferin) (* 1941), deutsche Skilangläuferin
- Gudrun Schmidt-Kärner (* 1941), deutsche Musikpädagogin
- Guido Schmidt (1901–1957), österreichischer Diplomat und Politiker
- Guido Schmidt (Richter) (1890–1971), deutscher Richter
- Guido Schmidt-Chiari (1932–2016), österreichischer Bankier
- Gunna Schmidt (* 1971), deutsche Künstlerin
- Gunnar Schmidt (* 1965), deutscher Handballspieler.
- Günter Schmidt (Jurist) (1911–nach 1975), deutscher Jurist, langjähriger Präsident des Landesarbeitsgerichts München
- Günter Schmidt (Arachnologe) (1926–2016), deutscher Arachnologe
- Günter Schmidt (MfS-Mitarbeiter) (1929–2016), deutscher Mitarbeiter der DDR-Staatssicherheit
- Günter Schmidt (Mediziner) (1940–2018), deutscher Mediziner, Autor und Herausgeber
- Günter Schmidt (Journalist) (1941–2010), österreichischer Journalist
- Günter Schmidt (Grafiker) (1945–2001), deutscher Grafiker und Grafikdesigner
- Günter Schmidt (Informatiker) (* 1951), deutscher Wirtschaftsinformatiker
- Günter Schmidt (Fußballspieler) (* 1952), deutscher Fußballspieler
- Günter Schmidt (Historiker), deutscher Historiker
- Günter Schmidt-Gönner (* 1949), deutscher Ingenieur und Hochschullehrer
- Günter Schmidt-Kastner (1926–2018), deutscher Ingenieur und Biochemiker
- Günter Schmidt-Klör (* 1945), deutscher Maler, Lithograf und Bildhauer
- Günter Schmidt-Lonhart (1918–nach 1984), deutscher Jurist und Philatelist
- Günter Erik Schmidt (1922–nach 2007), österreichischer Journalist und Archivar
- Günter R. Schmidt (* 1935), deutscher evangelischer Theologe und Hochschullehrer
- Günther Schmidt (Dirigent) (1903–1954), deutscher Musiker, Dirigent und Orchestergründer
- Günther Schmidt (Entomologe) (1909–1997), deutscher Entomologe
- Günther Schmidt (Physiker) (1921–2017), deutscher Physiker
- Günther Schmidt (Fußballspieler) (1924–2013), deutscher Fußballspieler
- Günther Schmidt (General) (1925–2017), Generalmajor der NVA
- Günther Schmidt (Ornithologe) (1928–1992), deutscher Lehrer und Ornithologe
- Günther Schmidt (Ingenieur) (1935–2025), deutscher Ingenieur
- Günther Schmidt-Bohländer (1915–nach 1970), deutscher Chorleiter und Dirigent
- Günther Schmidt-Hern (1914–nach 1952), deutscher Architekt
- Günther Schmidt-Jescher (1909–1959), deutscher Kapellmeister und Musikdirektor
- Günther Schmidt-Räntsch (1921–1996), deutscher Jurist und Ministerialdirektor
- Günther Schmidt-Weyland (* 1927), deutscher Jurist und Fachautor
- Günther J. Schmidt (1918–2009), deutscher Unternehmer
- Gunter Schmidt (Sexualwissenschaftler) (* 1938), deutscher Sexualwissenschaftler
- Gunter Schmidt (Politiker) (* 1954), deutscher Politiker (DBD, CDU)
- Gunter Schmidt (* 1958), deutscher Kabarettist, siehe Herrchens Frauchen
- Gunter Schmidt-Riedig (* 1943), deutscher Holzbildhauer
- Gunther Schmidt (Basketballtrainer) (* 1935), deutscher Basketballtrainer und -funktionär
- Gunther Schmidt (Mathematiker) (* 1939), deutscher Mathematiker und Informatiker
- Gunther Schmidt (Mediziner) (* 1945), deutscher Psychotherapeut
- Gustav Schmidt (Politiker, 1813) (1813–1881), deutscher Politiker, MdL Schwarzburg-Rudolstadt
- Gustav Schmidt (Komponist, 1816) (1816–1882), deutscher Komponist und Hofkapellmeister
- Gustav Schmidt (Ingenieur) (1826–1883), deutscher Maschinenbauer und Hochschullehrer
- Gustav Schmidt (Unternehmer) (1844–1901), deutscher Zuckerfabrikant
- Gustav Schmidt (Admiral) (1851–1931), deutscher Admiral der Kaiserlichen Marine
- Gustav Schmidt (Sänger) (1856–1914), französischer Sänger
- Gustav Schmidt (Politiker, 1863) (1863–1924), deutscher Politiker (SPD), MdL
- Gustav Schmidt (Komponist, 1865) (1865–1931), böhmisch-österreichischer Komponist, Militär- und Kurkapellmeister
- Gustav Schmidt (Übersetzer) (1877–1945), deutscher Übersetzer aus dem Finnischen
- Gustav Schmidt (Künstler) (1888–1972), deutscher Maler, Graphiker und Plastiker
- Gustav Schmidt (General) (1894–1943), deutscher Offizier, zuletzt Generalleutnant im Zweiten Weltkrieg
- Gustav Schmidt (Landrat) (1895–1943), sudetendeutscher Jurist, Rechtsanwalt und Landrat
- Gustav Schmidt (Politiker, 1898) (1898–1972), deutscher Politiker (NSDAP)
- Gustav Schmidt (Kanute) (1926–2016), deutscher Kanute
- Gustav Schmidt (Historiker, 1938) (* 1938), deutscher Historiker und Politikwissenschaftler
- Gustav Schmidt (Schauspieler) (* 1996), deutscher Schauspieler
- Gustav Schmidt-Cassel (1867–1954), deutscher Bildhauer
- Gustav Schmidt-Küster (1902–1988), deutscher Buchhändler, Verleger und Honorarkonsul
- Gustav Schmidt-Sommerfeld (1836–1911), deutscher Lehrer, Pfarrer und Schriftsteller
- Gustav Friedrich Schmidt (1883–1941), deutscher Komponist und Musikwissenschaftler
- Gustav Johann Leopold Schmidt (1826–1883), österreichischer Techniker
- Gustavo Becerra-Schmidt (1925–2010), chilenischer Komponist und Musikpädagoge

### H
- Hagen Schmidt (* 1970), deutscher Fußballspieler und -trainer
- Hajo Schmidt (* 1947), deutscher Philosoph
- Hank Schmidt in der Beek (* 1978), deutscher Künstler
- Hanna Schmidt-Foß (* 2007), deutsche Synchron- und Hörspielsprecherin
- Hannah Schmidt (* 1994), kanadische Freestyle-Skierin
- Hannelore Schmidt (1919–2010), deutsche Pädagogin, Botanikerin und Ehefrau des deutschen Bundeskanzlers Helmut Schmidt, siehe Loki Schmidt
- Hannelore Schmidt (Badminton) (1927–2019), deutsche Badmintonspielerin
- Hannelore Schmidt (Medizinerin) (* 1935), deutsche Paradontologin
- Hannes Schmidt (1909–1998), deutscher Medien- und Kulturwissenschaftler, Journalist und Redakteur
- Hanno Schmidt (1893–1972), deutscher Politiker (CDU), MdL Schleswig-Holstein
- Hanns-Dietrich Schmidt (* 1955), deutscher Dramaturg, Theaterwissenschaftler und Hochschullehrer
- Hanns H. F. Schmidt (1937–2019), deutscher Schriftsteller, Komponist und Maler
- Hanns-Ludwig Schmidt (* 1930), deutscher Chemiker
- Hanns-Michael Schmidt (* 1944), deutscher Schauspieler
- Hanns-Peter Schmidt (auch Hannspeter Schmidt; 1930–2017), deutscher Indologe, Iranist und Hochschullehrer
- Hans Schmidt (Bürgermeister), deutscher Politiker, Bürgermeister der Neustadt Hildesheim
- Hans Schmidt (Maler) (1826–1877), deutscher Maler
- Hans Schmidt (Musiker) (1854–1923), deutsch-baltischer Musiker und Dichter
- Hans Schmidt (Schriftsteller) (1873–1931), deutscher Schriftsteller
- Hans Schmidt (General) (1877–1948), deutscher General der Infanterie
- Hans Schmidt (Theologe, 1877) (1877–1953), deutscher Theologe
- Hans Schmidt (Bildhauer) (1878–1944), deutscher Bildhauer
- Hans Schmidt (Landschaftsarchitekt) (1879–1958), deutscher Gartenarchitekt
- Hans Schmidt (Priester) (1881–1916), deutscher Priester
- Hans Schmidt (Philosoph) (1882–1933), deutscher Freidenker
- Hans Schmidt (Mediziner) (Hans Schmidt-Schleicher; 1882–1975), deutscher Immunologe
- Hans Schmidt (Physiker) (1883–nach 1931), deutscher Physiker
- Hans Schmidt (Politiker, 1886) (1886–1942), deutscher Politiker (SPD)
- Hans Schmidt (Chemiker) (1886–1959), deutscher Chemiker
- Hans Schmidt (Fußballspieler, 1887) (1887–1916), deutscher Fußballspieler
- Hans Schmidt (Fußballspieler, 1893) (Bumbes; 1893–1971), deutscher Fußballspieler und -trainer
- Hans Schmidt (Architekt) (1893–1972), Schweizer Architekt
- Hans Schmidt (Generalleutnant) (1895–1971), deutscher Offizier
- Hans Schmidt (Komponist) (1902–1982), deutscher Komponist, Musikpädagoge und Dirigent
- Hans Schmidt (Theologe, 1902) (1902–1992), deutscher Theologe und Rundfunkprediger
- Hans Schmidt (Politiker, 1910) (1910–1984), deutscher Politiker (SPD), MdL Niedersachsen
- Hans Schmidt (Biologe) (1912–nach 1964), deutscher Entomologe
- Hans Schmidt (Heimatpfleger) (1912–2009), deutscher Lehrer und Regionalhistoriker
- Hans Schmidt (Bobfahrer), deutscher Bobfahrer
- Hans Schmidt (Politiker, 1903) (1903–1948), deutscher Politiker (CVP)
- Hans Schmidt (Politiker, 1915) (1915–1995), deutscher Politiker (SED)
- Hans Schmidt (Astronom) (1920–2003), deutscher Astronom
- Hans Schmidt (Gewerkschafter) (1923–1985), deutscher Gewerkschafter (FDGB)
- Hans Schmidt (Schriftgestalter) (1923–2019), deutscher Schriftentwerfer und Grafiker
- Hans Schmidt (Techniker) (1924–2012), deutscher Schweißtechniker und Hochschullehrer
- Hans Schmidt (Fußballspieler, 1926) (* 1926), deutscher Fußballspieler
- Hans Schmidt (Antisemit) (1927–2010), deutsch-amerikanischer SS-Veteran, Holocaustleugner und Geschäftsmann
- Hans Schmidt (Historiker) (1930–1998), deutscher Historiker
- Hans Schmidt (Musikwissenschaftler) (1930–2019), deutscher Musikwissenschaftler
- Hans Schmidt (Gewichtheber) (1949–2014), deutscher Gewichtheber und Trainer
- Hans Schmidt (Theologe, 1950) (* 1950), deutscher Theologe und Landessuperintendent
- Hans Schmidt (Künstler) (* 1951), österreichischer Künstler
- Hans Schmidt (Eishockeyspieler) (* 1952), deutscher Eishockeyspieler
- Hans Schmidt-Annaberg (1876–nach 1930), deutscher Architekt
- Hans Schmidt-Charlottenburg (1877–nach 1958), deutscher Maler und Zeichner
- Hans Schmidt-Gorsblock (1889–1982), deutsch-dänischer Heimatdichter, Herausgeber und Landwirt
- Hans Schmidt-Hieber (* 1949), deutscher Maler
- Hans Schmidt-Horix (1909–1970), deutscher Diplomat
- Hans Schmidt-Isserstedt (1900–1973), deutscher Dirigent
- Hans Schmidt-Kestner (1882–1915), deutscher Dichter und Schriftsteller
- Hans Schmidt-Leonhardt (1886–1945), deutscher NS-Funktionär
- Hans Schmidt-Mannheim (1931–2023), deutscher Komponist, Organist und Musikschriftsteller
- Hans Schmidt-Oxbüll (1899–1978), dänisch-deutscher Landwirt und Politiker
- Hans Schmidt Petersen (* 1962), deutsch-dänischer Autor
- Hans Schmidt-Wartenberg (1861–1922), deutscher Germanist und Baltist
- Hans Boy-Schmidt (1907–1976), deutscher Maler, Grafiker und Autor
- Hans Hansen-Schmidt (1902–1996), deutscher Fabrikant und Verleger
- Hans Christian Schmidt (* 1953), dänischer Lehrer und Politiker (Venstre)
- Hans Christian Schmidt-Banse (* 1942), deutscher Musikwissenschaftler und Hochschullehrer
- Hans-Christoph Schmidt am Busch (* 1967), deutscher Philosoph und Hochschullehrer
- Hans-Christoph Schmidt-Lauber (1928–2009), deutscher Theologe
- Hans-Dieter Schmidt (Regisseur) (1926–1988), deutscher Schauspieler und Regisseur
- Hans-Dieter Schmidt (Psychologe) (1927–2007), deutscher Psychologe und Hochschullehrer
- Hans Dieter Schmidt (Schriftsteller) (1930–2005), deutscher Gymnasiallehrer und Schriftsteller
- Hans-Dieter Schmidt (Mediziner) (1940/41–2025), deutscher Arzt
- Hans-Dieter Schmidt (Fußballtrainer) (* 1948), deutscher Fußballtrainer
- Hans-Dieter Schmidt (Bildhauer) (* 1952), deutscher Bildhauer
- Hans-Dietrich Schmidt-Ott (1905–2004), deutscher Physiker und Ingenieur
- Hans-Erich Schmidt-Uphoff (1911–2002), deutscher Maler und Grafiker
- Hans Fritz Schmidt (1896–1990), Schweizer Klavierbauer
- Hans-Georg Schmidt (* 1951), deutscher General
- Hans Georg Schmidt von Altenstadt (1904–1944), deutscher General
- Hansgeorg Schmidt-Bergmann (* 1956), deutscher Literatur- und Kulturwissenschaftler und Hochschullehrer
- Hans-Günter Schmidt (1926–1993), deutscher Maler
- Hans-Günther Schmidt (Jurist) (1889–1965), deutscher Jurist und Ministerialdirigent
- Hans-Günther Schmidt (1942–2023), deutscher Handballspieler, siehe Hansi Schmidt
- Hansheinrich Schmidt (1922–1994), deutscher Politiker (FDP)
- Hans Joachim Schmidt (1907–1981), deutscher Zahnarzt und Verbandsfunktionär
- Hans Joachim Schmidt (Kieferchirurg, 1912) (1912–nach 1950), deutscher Kieferchirurg
- Hans-Joachim Schmidt (Fußballspieler) (* 1924), deutscher Fußballspieler
- Hans-Joachim Schmidt (Politikwissenschaftler) (* 1952), deutscher Politikwissenschaftler
- Hans-Joachim Schmidt (Historiker) (* 1955), deutscher Historiker
- Hans-Joachim Schmidt-Clausen (* 1935), deutscher Ingenieur und Hochschullehrer
- Hans-Joachim Schmidt-Haude (* 1950), deutscher Maler
- Hans-Jochen Schmidt (* 1947), deutscher Diplomat
- Hans Jochim Schmidt (* 1938), deutscher Pädagoge, Hochschullehrer, Sprecher und Verleger
- Hans-Jörg Schmidt (* 1953), deutscher Journalist
- Hansjörg Schmidt (* 1974), deutscher Politiker (SPD)
- Hans-Jörg Schmidt-Trenz (* 1959), deutscher Wirtschaftswissenschaftler, Kammerfunktionär und Hochschullehrer
- Hansjürgen Schmidt (1935–2022), deutscher Komponist
- Hans-Jürgen Schmidt (Pianist), deutscher Pianist, Organist, Komponist und Arrangeur
- Hans-Jürgen Schmidt (Fußballspieler) (* 1965), deutscher Fußballspieler
- Hans Jürgen Schmidt-Schicketanz (1936–2023), deutscher Architekt
- Hans-Jürgen Frank-Schmidt (1925/1926–2012), deutscher Internist, Nuklearmediziner und Verbandsfunktionär
- Hans M. Schmidt (Hans Martin Schmidt; * 1936), deutscher Kunsthistoriker
- Hans-Martin Schmidt (Verleger) (* 1929), deutscher Jurist, Verleger und Mäzen
- Hans-Martin Schmidt (Mediziner) (* 1941), deutscher Anatom, Hochschullehrer und Fotograf
- Hans-Otto Schmidt (1945–2025), deutscher Maler und Grafiker
- Hans-Otto Schmidt-Neuhaus (1907–1971), deutscher Pianist und Hochschullehrer
- Hans-Peter Schmidt (Ruderer) (1939–2012), deutscher Ruderer und Rudertrainer
- Hans-Peter Schmidt (Unternehmer) (* 1942), deutscher Unternehmer, Versicherungsmanager und Kammerfunktionär
- Hans-Peter Schmidt (Radsportler) (* 1964), deutscher Radrennfahrer
- Hans-Peter Schmidt (Literaturwissenschaftler) (* 1972), deutscher Literaturwissenschaftler
- Hans-Reiner Schmidt (* 1958), deutscher Musiker
- Hans-Theodor Schmidt (1899–1951), deutscher SS-Hauptsturmführer
- Hans Theodor Schmidt (1908–1973), deutscher Archivar und Historiker
- Hans-Thilo Schmidt (1888–1943), deutscher Spion
- Hans-Ulrich Schmidt (Gärtner) (1912–2006), deutscher Gärtner und Verbandsfunktionär
- Hans-Ulrich Schmidt (Architekt) (1920–2017), deutscher Architekt
- Hans Ulrich Schmidt (* 1958), deutscher Psychotherapeut, Musiktherapeut und Hochschullehrer
- Hans Walter Schmidt (Schriftsteller) (1885–1974), deutscher Schriftsteller
- Hans Walter Schmidt (1912–1934), deutscher SA-Führer
- Hans-Walter Schmidt-Hannisa (* 1958), deutscher Germanist, Literaturwissenschaftler und Hochschullehrer
- Hans Walter Schmidt-Polex (1900–1978), deutscher Unternehmer
- Hans Werner Schmidt (Maler) (1859–1950), deutscher Maler
- Hans Werner Schmidt (Kunsthistoriker, 1904) (1904–1991), deutscher Kunsthistoriker
- Hans-Werner Schmidt (Regisseur), deutscher Filmregisseur
- Hans-Werner Schmidt (Kunsthistoriker, 1951) (* 1951), deutscher Kunsthistoriker und Kurator
- Hans-Werner Schmidt (Chemiker) (* 1956), deutscher Chemiker und Hochschullehrer
- Hans Wilhelm Schmidt (1903–1991), deutscher Theologe
- Hans Wolfgang Schmidt (Komponist) (1915–1983), österreichischer Pianist und Komponist
- Hans Wolfgang Schmidt (Jurist) (1920–1987), deutscher Jurist und Richter
- Harald Schmidt (* 1957), deutscher Entertainer, Kabarettist und Moderator
- Harald Schmidt (Mediziner) (* 1959), deutscher Pharmakologe
- Harold von Schmidt (1893–1982), US-amerikanischer Zeichner und Illustrator
- Harro Schmidt (Musikwissenschaftler) (1929–1999), deutscher Musikwissenschaftler, Lehrbeauftragter und Sachbuchautor
- Harro Schmidt (Künstler) (* 1957), deutscher Bildender Künstler und Ausstellungskurator
- Harry Schmidt (Kunsthistoriker) (1883–1964), deutscher Kunsthistoriker
- Harry Schmidt (General) (1886–1968), US-amerikanischer General
- Harry Schmidt (Mathematiker) (1894–1951), deutscher Mathematiker
- Harry Schmidt (Chemiker) (1897–1980), deutscher Chemiker
- Harry Schmidt (Moderner Fünfkämpfer) (1916–1977), südafrikanischer Moderner Fünfkämpfer
- Harry Schmidt (Holzschnitzer) (1927–2003), deutscher Holzschnitzer
- Harry Schmidt (Fußballspieler) (* 1929), deutscher Fußballspieler
- Harry Schmidt (Schauspieler) (* 1960), deutscher Schauspieler und Musiker
- Harry Schmidt-Schaller (1913–1988), deutscher Gebrauchsgrafiker, Grafiker und Maler
- Hartmut Schmidt (Kirchenmusiker) (1930–2006), deutscher Kirchenmusiker, Chorleiter und Hochschullehrer
- Hartmut Schmidt (Germanist) (* 1934), deutscher Germanist
- Hartmut Schmidt (Ökonom) (* 1941), deutscher Betriebswirt und Hochschullehrer (Universität Hamburg)
- Hartmut Schmidt (Journalist) (* 1942), deutscher Journalist und Historiker
- Hartmut Schmidt (Komponist) (* 1946), österreichischer Komponist und Musiker deutscher Herkunft
- Hartmut Schmidt (Fußballspieler) (* 1953), deutscher Fußballspieler
- Hartmut Schmidt-Petri (* 1935), deutscher Generalmajor
- Hartwig Schmidt (1942–2016), deutscher Ingenieur, Bauforscher und Denkmalpfleger
- Harvey Schmidt (1929–2018), US-amerikanischer Komponist
- Hauke Schmidt (* 1988), deutscher Rapper, siehe Crystal F
- Hauke Schmidt (Reiter), deutscher Reiter
- Heather Schmidt (* 1974), kanadisch-US-amerikanische Komponistin, Pianistin und Filmschaffende
- Héctor Schmidt (* 1992), argentinischer Fußballspieler
- Hedwig-Alice Lotter-Schmidt (1876–1955), Schweizer Journalistin und Schriftstellerin
- Heide Schmidt (* 1948), österreichische Politikerin
- Heide Schmidt-Crome (1943–1996), deutsche Slawistin und Hochschullehrerin für Russisch-Deutsche Übersetzungswissenschaft
- Heidi Schmidt (1972–2010), deutsche Schriftstellerin
- Heike Schmidt (* 1971), deutsche Handballspielerin und -trainerin, siehe Heike Horstmann
- Heike Hennig-Schmidt (* 1945), deutsche Wirtschaftswissenschaftlerin und Hochschullehrerin
- Heike Eva Schmidt (* 1969), deutsche Drehbuchautorin und Schriftstellerin
- Heiner Schmidt (1926–1985), deutscher Schauspieler, Sprecher und Regisseur
- Heinrich Schmidt (Landschöffe) (um 1250–1320), Getreuer des Fürsten Heinrich II. von Mecklenburg, Lehnsmann von Cölpin, Landtagsplatz Herzogtum Stargard
- Heinrich Schmidt (Lieddichter) (1756–1846), deutscher Pfarrer und Lieddichter
- Heinrich Schmidt (Architekt, 1761) (1761–1812), deutscher Architekt und Baumeister
- Heinrich Schmidt (Schauspieler, 1779) (1779–1857), deutscher Schauspieler und Theaterintendant
- Heinrich Schmidt (General) (1788–1850), deutscher Generalmajor und Politiker
- Heinrich Schmidt (Porzellanmaler) (um 1788–1842), deutscher Porzellanmaler
- Heinrich Schmidt (Politiker, 1795) (1795–1878), deutscher Politiker, MdL Schwarzburg-Rudolstadt
- Heinrich Schmidt (Schauspieler, 1809) (1809–1870), deutscher Schauspieler, Sänger und Komponist
- Heinrich Schmidt (Publizist) (Pseudonym Poinz; 1815–1870), österreichisch-ungarischer Publizist und Kameralwissenschaftler
- Heinrich Schmidt (Architekt, 1823) (1823–1883), deutsch-österreichischer Architekt
- Heinrich Schmidt (Gärtner) (1841–1890), deutscher Gärtner und Unternehmer
- Heinrich Schmidt (Mediziner, 1849) (1849–1895), österreichischer Zahnarzt
- Heinrich von Schmidt (1850–1928), deutscher Architekt und Hochschullehrer
- Heinrich Schmidt (Architekt, um 1853) (um 1853–1910), deutscher Architekt und Bauunternehmer
- Heinrich Schmidt (Richter) (1856–1927), deutscher Jurist und Richter
- Heinrich Schmidt (Komponist, 1861) (1861–1923), deutscher Komponist
- Heinrich Schmidt (Architekt, 1867) (1867–1947), deutsch-dänischer Architekt
- Heinrich Schmidt (Architekt, 1871) (1871–1935), deutscher Architekt
- Heinrich Schmidt (Politiker, 1871) (1871–1941), deutscher Politiker (SPD)
- Heinrich Schmidt (Rechtsanwalt) (1873–?), deutscher Rechtsanwalt und Notar
- Heinrich Schmidt (Philosoph) (1874–1935), deutscher Philosoph
- Heinrich Schmidt (Politiker, 1876) (1876–1931), deutscher Politiker (DDP) und Bürgermeister
- Heinrich Schmidt (Germanist) (1877–1953), donauschwäbischer Germanist, Lehrer, Genealoge und Mundartforscher
- Heinrich Schmidt (Archivar) (1883–1964), deutscher Lehrer und Archivar
- Heinrich Schmidt (Politiker, 1894) (1894–1970), deutscher Politiker (KPD), MdL Preußen
- Heinrich Schmidt (Politiker, 1899) (1899–nach 1968), deutscher Politiker (DBD), MdV
- Heinrich Schmidt (Politiker, 1900) (1900–1977), deutscher Politiker (CDU), MdL Hessen
- Heinrich Schmidt (Politiker, 1902) (1902–1960), deutscher Politiker (NSDAP)
- Heinrich Schmidt (Komponist, 1904) (1904–1988), österreichischer Dirigent und Komponist
- Heinrich Schmidt (Politiker, 1910) (1910–1988), deutscher Politiker (CDU), MdL Niedersachsen
- Heinrich Schmidt (Fußballspieler) (1912–1988), deutscher Fußballspieler
- Heinrich Schmidt (Mediziner, 1912) (1912–2000), deutscher Arzt und SS-Hauptsturmführer
- Heinrich Schmidt (Historiker) (1928–2022), deutscher Historiker und Archivar
- Heinrich Schmidt (Schauspieler, III), deutscher Schauspieler
- Heinrich Schmidt-Barrien (1902–1996), deutscher Schriftsteller
- Heinrich Schmidt-Eberstein (1828–1894), deutscher Richter und Landgerichtsdirektor
- Heinrich Schmidt-Gayk (1944–2007), deutscher Labormediziner und Osteologe
- Heinrich Schmidt-Matthiesen (1923–2006), deutscher Gynäkologe und Geburtshelfer
- Heinrich Schmidt-Pecht (1854–1945), deutscher Maler und Galerist
- Heinrich Schmidt-Rom (1877–1965), deutscher Maler
- Heinrich Sauer-Schmidt (1901–1995), deutscher Ingenieur und Wirtschaftsmanager, Ehrenmitglied der DGF
- Heinrich-Aloysius Schmidt-Wilcke (* 1934), deutscher Mediziner
- Heinrich Ernst Schmidt (1834–1926), deutschamerikanischer Arzt
- Heinrich Friedrich Thomas Schmidt (1780–1845), deutscher Maler, Kupferstecher und Radierer
- Heinrich Jakob Schmidt (1897–1974), deutscher Kunsthistoriker
- Heinrich Josef Schmidt (1889–1945), deutscher Politiker (Zentrum)
- Heinrich Philipp Schmidt (1863–1933), Mitglied des Provinziallandtages der Provinz Hessen-Nassau
- Heinrich Richard Schmidt (* 1952), deutscher Historiker
- Heinrich Rudolph Schmidt (1814–1867), deutscher Gymnasiallehrer und Naturkundler
- Heinrich Theodor Schmidt (1843–1904), deutscher Architekt
- Heinz Schmidt (1882/1883–1932), Amokläufer an einer Bremer Schule 1913, siehe Amoklauf in Bremen
- Heinz Schmidt (Journalist) (1906–1989), deutscher Widerstandskämpfer und Redakteur
- Heinz Schmidt (Politiker, I), deutscher Gewerkschafter und Politiker, MdV
- Heinz Schmidt (Maueropfer) (1919–1966), deutsches Todesopfer an der Berliner Mauer
- Heinz Schmidt (Pilot) (1920–1943), deutscher Luftwaffenoffizier
- Heinz Schmidt (Politiker, 1929) (* 1929), deutscher Politiker (SED) und Staatssekretär
- Heinz Schmidt (General) (1930–2012), deutscher Bezirksverwaltungsleiter des Ministeriums für Staatssicherheit
- Heinz Schmidt (Theologe) (1943–2025), deutscher Theologe
- Heinz Schmidt (Ringer), deutscher Ringer
- Heinz Schmidt (Skispringer) (* 1948), deutscher Skispringer
- Heinz Schmidt-Bachem (1940–2011), deutscher Papierhistoriker
- Heinz Schmidt-Berg (1911–1993), deutscher Maler und Karikaturist
- Heinz Schmidt-Falkenberg (1926–2020), deutscher Geodät
- Heinz Schmidt-Kloiber (* 1940), österreichischer Physiker
- Heinz Schmidt-Reinecke (1875–1935), deutscher Violinist
- Heinz Schmidt-Walter (* 1949), deutscher Ingenieur und Hochschullehrer
- Heinz-Ludwig Schmidt (1920–2008), deutscher Fußballtrainer
- Heinz-Ulrich Schmidt-Ropertz (* 1952), deutscher Geistlicher, Theologe und Autor
- Helena Schmidt (* 1963), ungarische Ärztin und Universitätsprofessorin
- Helene Nonné-Schmidt (1891–1976), deutsche Künstlerin
- Helfried Schmidt (* 1957), deutscher Verleger
- Helga Schmidt (Schwimmerin) (1937–2018), deutsche Schwimmerin
- Helga Schmidt (Intendantin) (* 1941), österreichische Opernintendantin
- Helga Schmidt-Glassner (1911–1998), deutsche Architekturfotografin
- Helga Schmidt-Thomsen (* 1938), deutsche Architektin und Autorin
- Helge Kjærulff-Schmidt (1906–1982), dänischer Schauspieler
- Helle Thorning-Schmidt (* 1966), dänische Politikerin
- Hellmut Schmidt (1957–2008), deutscher Kaufmann, Schriftsteller und Verleger
- Hellmuth Schmidt (1910–nach 1971), deutscher Ingenieur und Wirtschaftsmanager
- Hellmuth Schmidt-Breitung (1884–1928), deutscher Historiker und Oberstudiendirektor
- Helmut Schmidt (Mediziner, 1895) (1895–1979), deutscher Chirurg und Hochschullehrer
- Helmut Schmidt (Mediziner, 1914) (1914–1994), deutscher Internist und Hochschullehrer
- Helmut Schmidt (Turner) (* 1916; † nach 1951), deutscher Turner
- Helmut Schmidt (1918–2015), deutscher Politiker (SPD), Bundeskanzler von 1974 bis 1982
- Helmut Schmidt (Sportfunktionär) (1920–2010), deutscher Sportfunktionär
- Helmut Schmidt (Parapsychologe) (1928–2011), deutsch-amerikanischer Physiker und Parapsychologe
- Helmut Schmidt (Zahnmediziner) (1929–2023), deutscher Zahnmediziner und Hochschullehrer
- Helmut Schmidt (Fußballspieler, 1938) (* 1938), deutscher Fußballspieler
- Helmut Schmidt (Ingenieur) (* 1943), deutscher Ingenieur, Hochschullehrer und Politiker (SPD)
- Helmut Schmidt (Fußballspieler, 1949) (* 1949), deutscher Fußballspieler
- Helmut Schmidt (Hockeytrainer) (* 1958), deutscher Hockeytrainer und Funktionär
- Helmut Schmidt (Dramatiker) (* 1963), deutscher Theaterautor
- Helmut Schmidt-Garre (1907–1989), deutscher Musikkritiker und -forscher
- Helmut Schmidt-Harries (1925–2015), deutscher Dorfschullehrer, Politiker (FDP) und Heimatforscher
- Helmut Schmidt-Kapell (* 1915; † nach 1962), deutscher Dirigent und Musikpädagoge
- Helmut Schmidt-Kirstein (1909–1985), deutscher Maler und Grafiker
- Helmut Schmidt-Pilger (* 1928), deutscher Bildhauer
- Helmut Schmidt Rhen (1936–2025), deutscher Maler der Konkreten Kunst, Kommunikationsdesigner und Hochschullehrer
- Helmut Schmidt-Vogt (1918–2008), deutscher Forstwissenschaftler
- Helmut J. Schmidt (* 1953), deutscher Zoologe und Hochschullehrer
- Helmuth Schmidt (Mediziner) (* 1930), deutscher Internist und Hochschullehrer
- Helmuth Schmidt (Verleger) (* 1953), deutscher Musikverleger
- Helwig Schmidt-Glintzer (* 1948), deutscher Sinologe
- Henessi Schmidt (* 1995), estnische Schauspielerin
- Henner Schmidt (* 1964), deutscher Politiker (FDP)
- Henning Schmidt, bekannt als Plemo (* 1973), deutscher Musiker
- Henning Schmidt-Semisch (* 1964), deutscher Soziologe und Kriminologe
- Henri Schmidt (* 1983), deutscher Politiker (CDU), MdB
- Henriette Schmidt (Schauspielerin) (* 1984), deutsche Schauspielerin
- Henriette Schmidt-Bonn (1873–1946), deutsche Künstlerin
- Henriette Schmidt-Burkhardt (1926–2014), deutsche Unternehmerin und Mäzenin
- Henry Schmidt (1912–1996), deutscher SS-Obersturmführer
- Herbert Schmidt (Mediziner) (1892–1975), deutscher HNO-Arzt und Hochschullehrer
- Herbert Schmidt (Fußballspieler), deutscher Fußballspieler
- Herbert Schmidt (Jurist) (1906–1985), deutscher Jurist
- Herbert Schmidt (Handballspieler), deutscher Handballspieler
- Herbert Schmidt (Ruderer) (1914–2002), deutscher Ruderer und Sportjournalist
- Herbert Schmidt, Pseudonym von Walter Düpmann (1919–1995), deutscher Pädagoge und Autor
- Herbert Schmidt (Historiker) (1928–2019), deutscher Historiker
- Herbert Schmidt (Orgelbauer) (1932–2018), luxemburgischer Orgelbauer
- Herbert Schmidt (Handballspieler, 1938) (* 1938), deutscher Handballspieler
- Herbert Schmidt (Maler) (* 1948), deutscher Maler und Objektkünstler
- Herbert Schmidt (Autor) (* 1971), österreichischer Waffenhistoriker und Buchautor
- Herbert Schmidt-Kaspar (1929–2008), deutscher Lehrer und Schriftsteller
- Herbert Schmidt-Walter (1904–1980), deutscher Maler
- Herbert B. Schmidt (1931–2024), deutscher Wirtschaftswissenschaftler
- Herbert G. Schmidt (Herbert Gustav Schmidt; 1893–1966), deutscher Sportfunktionär
- Heribert Schmidt (1920–2008), sauerländischer Heimatdichter und Kommunalpolitiker
- Herman Schmidt (* 1930), ehemaliger Schweizer Bundesrichter
- Hermann Schmidt (Komponist) (1810–1845), deutscher Komponist und Dirigent
- Hermann von Schmidt (Landrat) (1811–1873), deutscher Verwaltungsjurist und Polizeibeamter
- Hermann Schmidt (Maler) (1819–1903), deutscher Maler
- Hermann Schmidt (Politiker, 1828) (1828–1904), deutscher Beamter und Politiker, MdL Schwarzburg-Sondershausen
- Hermann Schmidt (Mediziner, 1839) (1839–1915), deutscher Generalarzt
- Hermann von Schmidt (General) (1850–1914), deutscher Generalleutnant
- Hermann Schmidt (Politiker, 1851) (1851–1921), deutscher Politiker, Oberbürgermeister von Erfurt
- Hermann Schmidt (Bryologe) (1855–1930), deutscher Lehrer und Botaniker
- Hermann Schmidt (Politiker, 1859) (1859–1937), deutscher Kaufmann und Landtagsabgeordneter
- Hermann Schmidt (Mediziner, 1862) (1862–??), deutscher Mediziner und Komponist
- Hermann von Schmidt (Beamter) (1862–??), deutscher Ministerialrat
- Hermann Schmidt (Politiker, 1868) (1868–1932), deutscher Mühlenbesitzer und Politiker
- Hermann Schmidt (Politiker, 1870) (1870–1928), deutscher Politiker, MdL Schaumburg-Lippe
- Hermann Schmidt (Heimatforscher, 1871) (1871–1925), deutscher Lehrer und Heimatforscher
- Hermann Schmidt (Politiker, 1871) (1871–1929), Landgerichtspräsident, Mitglied des Provinziallandtages der Provinz Hessen-Nassau
- Hermann Schmidt (Politiker, 1877) (1877–1963), deutscher Jurist und Politiker, Oberbürgermeister von Lüneburg
- Hermann Schmidt (Politiker, 1880) (1880–1945), deutscher Jurist und Politiker, MdL Preußen
- Hermann Schmidt (Dirigent) (1885–1950), deutscher Dirigent
- Hermann Schmidt (Geologe) (1892–1978), deutscher Geologe
- Hermann Schmidt (Kybernetiker) (1894–1968), deutscher Kybernetiker
- Hermann Schmidt (Mathematiker) (1902–1993), deutscher Mathematiker und Hochschullehrer
- Hermann Schmidt (Theologe) (1912–1982), niederländischer römisch-katholischer Theologe
- Hermann Schmidt (Politiker, 1917) (1917–1983), deutscher Kaufmann und Politiker, MdB
- Hermann Schmidt (Verleger) (* 1919), deutscher Verleger
- Hermann Schmidt (Architekt) (1921–1992), Schweizer Architekt und Kirchenrestaurator
- Hermann Schmidt (Pädagoge) (* 1932), deutscher Pädagoge
- Hermann Schmidt (Heimatforscher, 1939) (1939–2022), deutscher Heimatforscher
- Hermann Schmidt (Autor) (1949–2025), deutscher Verlagsmanager und Autor
- Hermann Schmidt (Instrumentenbauer), deutscher Instrumentenbauer und Unternehmensgründer
- Hermann Schmidt-Fellner (1892–1940), deutscher Unternehmer (Lurgi, Metallgesellschaft, Degussa)
- Hermann Schmidt-Hebbel (1910–2006), chilenischer Nahrungsmittelchemiker, Pharmazeut und Hochschullehrer
- Hermann Schmidt-Kaler (1933–2015), deutscher Geologe
- Hermann Schmidt zur Nedden (1893–1973), deutscher Jurist
- Hermann Schmidt-Rahmer (* 1960), deutscher Theaterschaffender
- Hermann Schmidt-Rimpler (1838–1915), deutscher Mediziner
- Hermann Schmidt-Scharff (1904–1984), deutscher Architekt und Genealoge
- Hermann Schmidt-Schmied (1924–2010), deutscher Maler
- Hermann Schmidt-Stiebitz (1911–1970), deutscher Ingenieur
- Hermann Schmidt-Teich (1893–nach 1937), deutscher Komponist
- Hermann Adolf Alexander Schmidt (1831–1894), russischer Physiologe
- Hermann Joachim Eduard Schmidt (1830–1900), deutscher Politiker (NLP), MdR
- Hermann Josef Schmidt (* 1939), deutscher Philosoph
- Hermann Max Schmidt-Goebel (1809–1882), österreichischer Entomologe und Hochschullehrer
- Hermann Thomas Schmidt (1902–1989), deutscher Maler und Grafiker
- Herrad Schmidt (* 1948), deutsche Wirtschaftsinformatikerin und Hochschullehrerin
- Herrmann Schmidt (1803–1867), deutscher Unternehmer
- Herta Schmidt (1900–1992), deutsche Paläontologin
- Hertha Schmidt (1920–2013), deutsche Sängerin
- Herwarth Schmidt von Schwind (1866–1941), deutscher Vizeadmiral der Kaiserlichen Marine
- Hildegard Schmidt-Fischer (1906–nach 1976), deutsche Medizinerin
- Hildi Schmidt Heins (1915–2011), deutsche Malerin, Bildhauerin und Fotografin
- Hilmar Schmidt von Schmidtseck (1863–1912), deutscher Verwaltungsbeamter
- Hinrich Schmidt-Henkel (* 1959), deutscher Übersetzer
- Holger Schmidt (Leichtathlet) (* 1957), deutscher Zehnkämpfer und Trainer
- Holger Schmidt (Stadtplaner) (* 1959), deutscher Stadtplaner und Hochschullehrer
- Holger Schmidt (Journalist, 1966) (* 1966), deutscher Wirtschaftsjournalist
- Holger Schmidt (Journalist, 1971) (* 1971), deutscher Hörfunkjournalist und Autor
- Holger Schmidt (Regisseur) (auch Holger T. Schmidt), deutscher Regisseur und Drehbuchautor
- Holger Schmidt (Journalist, III), deutscher Sportjournalist
- Holger Karsten Schmidt (* 1965), deutscher Drehbuchautor
- Holker Schmidt (1952–2016), deutscher Rockmusiker und Frontmann, siehe Tiger B. Smith
- Horst Schmidt (Fußballspieler, 1924) (* 1924), deutscher Fußballspieler
- Horst Schmidt (Politiker, 1925) (1925–1976), deutscher Arzt und Politiker (SPD), MdB
- Horst Schmidt (Politiker, 1931) (* 1931), deutscher Politiker (SPD), MdHB
- Horst Schmidt (Tierzüchter) (* 1940), deutscher Tierzüchter und Pädagoge
- Horst Schmidt (Fußballspieler, 1948) (1948–1990), deutscher Fußballspieler
- Horst Schmidt-Böcking (* 1939), deutscher Physiker
- Horst Schmidt-Dornedden (* 1921), deutscher Diplomat
- Horst Schmidt-Elmendorff (1933–2003), deutscher Gynäkologe und Hochschullehrer
- Horst-Günter Schmidt (1920/1921–2010), deutscher Kriegsdienstverweigerer
- Horst R. Schmidt (* 1941), deutscher Fußballfunktionär
- Hubert Schmidt (Prähistoriker) (1864–1933), deutscher Prähistoriker
- Hubert Schmidt (Politiker) (1910–1989), deutscher Politiker (CDU), MdL Nordrhein-Westfalen
- Hubert Schmidt (Jurist) (* 1958), deutscher Jurist und Hochschullehrer
- Hubert Schmidt (Basketballtrainer), österreichischer Basketballtrainer
- Hubert Schmidt-Gigo (1919–2004), deutscher Conferencier, Parodist, Moderator und Reporter
- Hubertus Schmidt (Musiker) (* 1951), deutscher Komponist, Pianist und Sänger
- Hubertus Schmidt (* 1959), deutscher Dressurreiter und Ausbilder
- Hugo Schmidt (Politiker) (1844–1907), sudetendeutscher Politiker und Gewerkschafter
- Hugo Schmidt (General) (1885–1964), deutscher General
- Hugo Schmidt-Luchs (1890–nach 1964), deutscher Fotograf
- Hugo Karl Schmidt (1909–2009), deutscher Pfarrer und Autor
- Hugo Wolfram Schmidt (1903–1975), deutscher Musiklehrer, Komponist und Arrangeur

### I
- Ilse Schmidt (1892–1964), deutsche Politikerin (Deutsche Staatspartei, CDU)
- Ilse Hannes-Schmidt (1916–2006), deutsche Künstlerin
- Imke Schmidt, Geburtsname von Imke Heymann (* 1973), deutsche Politikerin (CDU)
- Ina Schmidt (* 1973), deutsche Kulturwissenschaftlerin und Philosophin
- Ines Schmidt (* 1960), deutsche Politikerin (Die Linke.)

- Inga Schmidt (Richterin) (1928–2001), deutsche Juristin und Richterin am Bundesverwaltungsgericht
- Inga Schmidt, Geburtsname von Inga Hosp (* 1943), deutsch-italienische Publizistin
- Inga Schmidt-Ross (* 1973), deutsche Wirtschaftswissenschaftlerin und Hochschullehrerin
- Inga Schmidt-Syaßen (* 1942), deutsche Juristin und Richterin
- Inge Schmidt (1909–nach 1986), deutsche Schauspielerin und Theaterregisseurin
- Ingo Schmidt (Wirtschaftswissenschaftler) (1932–2020), deutscher Wirtschaftswissenschaftler
- Ingo Schmidt (Ökonom), deutscher Ökonom und Leiter das Labour Studies Program der Athabasca University in Kanada
- Ingo Schmidt-Lucas (* 1972), deutscher Tonmeister
- Ingo Schmidt-Wolf (* vor 1961), deutscher Onkologe und Hochschullehrer
- Ingrid Schmidt (Badminton), deutsche Badmintonspielerin
- Ingrid Schmidt, Geburtsname von Ingrid Olef (1939–2023), deutsche Politikerin (SPD)
- Ingrid Schmidt (Ethnologin) (* 1940), deutsche Ethnologin
- Ingrid Schmidt (Schwimmerin) (1945–2023), deutsche Schwimmerin
- Ingrid Schmidt, Geburtsname von Ingrid Brendel, deutsche Sprinterin
- Ingrid Schmidt (Juristin) (* 1955), deutsche Richterin
- Inka-Gabriela Schmidt (geb. Inka-Gabriela Räbiger; * 1959), deutsche Schriftstellerin
- Inken Schmidt-Voges (* 1973), deutsche Historikerin und Hochschullehrerin
- Irena Schmidt-Regener (* 1956), deutsche Germanistin und Soziolinguistin
- Irmgard Schmidt-Sommer (1927–2013), deutsche Kulturwissenschaftlerin
- Irmgard Scheitler-Schmidt (* 1950), deutsche Germanistin und Musikwissenschaftlerin
- Irmin Schmidt (* 1937), deutscher Musiker
- Isaac Schmidt (* 1999), Schweizer Fußballspieler
- Isaak Schmidt (Maler) (1740–1818), niederländischer Maler
- Isaak Jakob Schmidt (1779–1847), deutscher Mongolist und Tibetologe
- Isabell Schmidt (* 1989), deutsche Sängerin
- Isabelle Schmidt (* 1972), deutsche Schauspielerin und Sprecherin
- Isak Schmidt (1887–1947), grönländischer Landesrat

### J
- J. Alexander Schmidt (1949–2024), deutscher Stadtplaner, Architekt und Hochschullehrer
- Jacques Schmidt (1933–1996), französischer Kostümbildner
- Jakob Schmidt (Mediziner) (1653–1705), deutscher Mediziner
- Jakob Schmidt (Kirchenhistoriker) (1871–1964), deutscher Kirchenhistoriker
- Jakob Schmidt (Autor) (* 1978), deutscher Übersetzer, Schriftsteller und Buchhändler
- Jakob Schmidt (Regisseur) (* 1989), deutscher Regisseur
- Jakob Schmidt (Schauspieler) (* 1999), deutscher Schauspieler
- Jakob Engel-Schmidt (* 1983), dänischer Politiker
- Jakob Friedrich Schmidt (1730–1796), deutscher Pfarrer, Lehrer und Dichter
- Jakob Heinrich Schmidt (1897–1974), deutscher Kunsthistoriker
- Jan Schmidt (Badminton) (* um 1915), dänischer Badmintonspieler
- Jan Schmidt (Regisseur) (1934–2019), tschechischer Filmregisseur
- Jan Schmidt (Fußballspieler, 1937) (* 1937), polnischer Fußballspieler
- Jan Schmidt (Mediziner) (* 1961), deutscher Chirurg
- Jan Schmidt (Physiker) (* 1967), deutscher Physiker
- Jan Schmidt (Fußballspieler, 1971) (* 1971), deutscher Fußballspieler
- Jan Schmidt (Künstler) (* 1973), deutscher Künstler
- Jan Schmidt (Moderator) (* 1993), deutscher Moderator und Poetry-Slammer
- Jan Schmidt (Dartspieler) (* 2004), deutscher Dartspieler
- Jan Schmidt-Garre (* 1962), deutscher Filmregisseur und Produzent
- Jan-Ulrich Schmidt (* 1976), deutscher Künstler
- Jan Wenzel Schmidt (* 1991), deutscher Politiker (AfD)
- Jana Schmidt (* 1972), deutsche Leichtathletin
- Jana Müller-Schmidt (* 1964), deutsche Leichtathletin
- Jana Catharina Schmidt (* 1983), deutsche Schauspielerin
- Jann Schmidt (* 1948), deutscher Theologe
- Jared Schmidt (* 1997), kanadischer Freestyle-Skier
- Jaspar Schmidt (1828–1895), deutscher Verwaltungsjurist
- Jean Schmidt (* 1951), US-amerikanische Politikerin
- Jeanette Schmidt (1794–1862), österreichische Theaterschauspielerin, siehe Johanna Carolina Schmidt
- Jeffrey Schmidt (* 1994), Schweizer Automobilrennfahrer
- Jens Schmidt (* 1963), deutscher Fußballspieler
- Jens-Uwe Schmidt (* 1937), deutscher Altphilologe
- Jes Schmidt (1916–1979), dänischer Journalist und Politiker
- Jesper Schmidt (Poolbillardspieler), dänischer Poolbillardspieler
- Jesper Schmidt (Handballspieler) (* 2002), deutscher Handballspieler
- Jessica Schmidt (* 1979), deutsche Schachspielerin
- Jessica Schmidt (Juristin) (* 1979), deutsche Rechtswissenschaftlerin
- Jewgeni Petrowitsch Schmidt-Otschakowski (1889–1951), russischer Marineoffizier
- Jimmy Schmidt (* 1981), uruguayischer Fußballspieler
- Joachim Schmidt (Politiker, † 1572) († 1572), deutscher Politiker, Bürgermeister von Görlitz
- Joachim Schmidt (Politiker, † 1669) († 1669), deutscher Politiker, Bürgermeister der Altstadt Hildesheim
- Joachim Schmidt (Maler) (1925–2017), deutscher Maler und Grafiker
- Joachim Schmidt (Phytopathologe) (1925–2019), deutscher Phytopathologe
- Joachim Schmidt (Mediziner, 1925) (1925–2019/2020), deutscher Augenarzt und Hochschullehrer
- Joachim Schmidt (Mediziner, 1933) (1933–2018), deutscher Pharmakologe und Hochschullehrer
- Joachim Schmidt (Politiker, 1934) (1934–2009), deutscher Politiker (SPD), MdA Berlin
- Joachim Schmidt (Politiker, 1936) (* 1936), deutscher Politiker (CDU), MdB
- Joachim Schmidt (Manager) (* 1948), deutscher Industriemanager und Fußballfunktionär
- Joachim Schmidt (Diplomat) (1955–2017), deutscher Diplomat
- Joachim Schmidt (Biologe) (* um 1959), deutscher Biologe und Hochschullehrer
- Joachim Alfred Schmidt (* 1922), deutscher Virologe
- Joachim B. Schmidt (* 1981), Schweizer Journalist und Schriftsteller
- Joachim Erdmann Schmidt (1710–1776), deutscher Rechtswissenschaftler und Historiker
- Joachim Friedrich Schmidt (1670–1724), deutscher Theologe und Superintendent
- João Schmidt (* 1993), brasilianischer Fußballspieler
- João Carlos Schmidt (* 1967), Theologe und Superintendent
- Jochen Schmidt (Schauspieler) (1928–2001), deutscher Schauspieler
- Jochen Schmidt (Tanzkritiker) (1936–2010), deutscher Publizist und Tanzkritiker
- Jochen Schmidt (Germanist) (1938–2020), deutscher Germanist und Literaturwissenschaftler
- Jochen Schmidt (Journalist) (* 1964), deutscher Fernsehjournalist
- Jochen Schmidt (Autor) (* 1970), deutscher Schriftsteller
- Jochen Schmidt (Informatiker) (* 1972), deutscher Informatiker
- Jochen Schmidt (Theologe) (* 1975), deutscher Theologe
- Jochen Schmidt-Hambrock (* 1955), deutscher Komponist
- Jochen Schmidt-Rüdt (* 1949), deutscher Maler, Zeichner und Pädagoge
- Jochen Frank Schmidt (* 1979), deutscher Komponist und Theaterintendant
- Jochen W. Schmidt (1931–2000), deutscher Mathematiker
- Joe Schmidt (1932–2024), US-amerikanischer American-Football-Spieler und -Trainer
- Joël Schmidt (* 1937), französischer Schriftsteller, Historiker und Herausgeber
- Joel Schmidt (* 1971), US-amerikanischer Wirtschaftspsychologe, -pädagoge und Hochschullehrer (HAM)
- Joey Schmidt-Muller (* 1950), schweizerisch-australischer Künstler
- Johan Michaël Schmidt Crans (1830–1907), niederländischer Historien- und Genremaler, Radierer und Lithograf
- Johann Schmidt (1574–1629), deutscher Anatom und Botaniker, siehe Johannes Faber (Mediziner)
- Johann Schmidt (Theologe, 1594) (1594–1658), deutscher Theologe und Hochschullehrer
- Johann Schmidt (Theologe, 1639) (1639–1689), deutscher Theologe, Geistlicher und Gastwirt
- Johann Schmidt (Politiker) (1870–1949), deutscher Politiker (SPD)
- Johann Schmidt (Sprachforscher) (1895–1977), deutscher Sprachforscher
- Johann Schmidt (Theologe, 1907) (1907–1981), deutscher Theologe
- Johann Schmidt (Jurist) (1922–2010), deutscher Jurist
- Johann Adam Schmidt (Musiker) († 1782), deutscher Querflötist
- Johann Adam Schmidt (Mediziner) (1759–1809), deutscher Chirurg und Augenarzt
- Johann Adam Schmidt (Politiker), deutscher Politiker, MdL Bayern
- Johann Adolph Erdmann Schmidt (1769–1851), deutscher Philologe und Hochschullehrer
- Johann Andreas Schmidt (auch Schmidius; 1652–1726), deutscher Theologe, Kirchenhistoriker und Mediziner
- Johann Anton Schmidt (1823–1905), deutscher Botaniker
- Johann Carl Schmidt (1793–1850), deutsch-schweizerischer Mykologe, siehe Johann Karl Schmidt
- Johann Christian Schmidt (Kammerdiener) (1692–??), deutscher Kammerdiener und Autor
- Johann Christian Schmidt (Bildhauer) (1701–1759), deutscher Bildhauer
- Johann Christian Schmidt (Kaufmann) (1735-?), deutscher Kaufmann
- Johann Christian Schmidt (Theologe) (1706–1763), deutscher Theologe und Geistlicher
- Johann Christian Leberecht Schmidt (1778–1830), deutscher Geologe
- Johann Christian Ludwig von Schmidt (1769–1833), deutscher Generalmajor
- Johann Christoph Schmidt (Komponist) (1664–1728), deutscher Komponist
- Johann Christoph Schmidt (Mediziner) (1700–1724), deutscher Mediziner
- Johann Christoph Schmidt (Kanzleidirektor) (1704–1781), deutscher Hof- und Bergrat und Kanzleidirektor
- Johann Christoph Schmidt (1712–1795), deutsch-britischer Komponist, siehe John Christopher Smith
- Johann Christoph Schmidt (Kammerpräsident) (1727–1807), deutscher Kammerpräsident
- Johann Christoph Schmidt (Gärtner) (1753–1829), deutscher Gärtner und Unternehmer
- Johann Eduard Friedrich Schmidt von Altenstadt (1836–1925), deutscher Generalmajor, siehe Eduard Schmidt von Altenstadt
- Johann Ernst Christian Schmidt (1772–1831), deutscher Theologe
- Johann Ferdinand Schmidt von Bergenhold (1786–1873), böhmisch-österreichischer Jurist und Autor
- Johann Friedrich Schmidt (Töpfer) (1818–1899), deutscher Töpfer und Ofenfabrikant
- Johann Friedrich Julius Schmidt (1825–1884), deutscher Astronom und Geologe
- Johann Friedrich Theodor Schmidt (1822–1883), deutscher Zeichner, Porzellanmaler und Lithograf
- Johann Georg Schmidt (Apotheker) (1660–1722), deutscher Apotheker und Schriftsteller
- Johann Georg Schmidt (Maler) (um 1685–1748), österreichischer Maler
- Johann Georg Schmidt (Kupferstecher) (1694–1767), deutscher Kupferstecher
- Johann Georg Schmidt (Theologe, 1694) (1694–1781), deutscher Theologe
- Johann Georg Schmidt (Mediziner) (1746–1819), deutscher Mediziner und Politiker
- Johann Georg Schmidt (Theologe, 1763) (1763–1820), deutscher Theologe
- Johann Georg Max Schmidt (1840–1925), deutscher Jurist und Politiker
- Johann Georg Theodor Schmidt (1847–1922), deutscher Zeichner
- Johann George Schmidt (1707–1774), deutscher Baumeister
- Johann Gottfried Schmidt (Generalmajor) (1660–1736), königlich polnischer und kursächsischer Generalmajor
- Johann Gottfried Schmidt (Bildhauer), deutscher Bildhauer
- Johann Gottfried Schmidt (Kupferstecher, † 1799) († 1799), deutscher Kupferstecher
- Johann Gottfried Schmidt (Papiermacher) (um 1751–1816), deutscher Papiermacher
- Johann Gottfried Schmidt (Kupferstecher, 1764) (1764–1803), deutscher Zeichner und Kupferstecher
- Johann-Gottfried Schmidt (Instrumentenbauer) (* 1970/1971), deutscher Instrumentenbauer und Restaurator
- Johann Gottlieb Schmidt (Kupferstecher) (um 1720–1800), deutscher Kupferstecher
- Johann Gottlieb Schmidt (Mathematiker) (1742–1820), deutscher Mathematiker
- Johann Gottlieb Schmidt (Maler) (1801–um 1860), deutscher Maler
- Johann Heinrich Schmidt (Mediziner) (1660–1723), deutscher Mediziner
- Johann Heinrich Schmidt (Pfarrer) (1671–1725), deutscher lutherischer Pfarrer
- Johann Heinrich Schmidt (Instrumentenbauer) (1678–1695), deutscher Blasinstrumentenbauer
- Johann Heinrich Schmidt (Maler, 1749) (1749–1829), deutscher Maler
- Johann Heinrich Schmidt (Maler, 1757) (Pseudonym Fornaro; 1757–1821), deutscher Maler
- Johann Heinrich Schmidt (Fabrikant, 1767) (1767–1830), deutscher Kaufmann und Fabrikant
- Johann Heinrich Schmidt (Fabrikant, 1785) (1785–1858), deutscher Fabrikant und Firmengründer
- Johann Heinrich Friedrich Schmidt (1830–1914), deutscher Lehrer
- Johann Heinrich Otto von Schmidt (1758–1841), deutscher Generalleutnant
- Johann Helmut Schmidt-Rednitz (1930–2015), deutscher Maler und Künstler
- Johann Hermann Heinrich Schmidt (1834–?), deutscher Klassischer Philologe
- Johann Jochen Schmidt (1764–1842), deutscher Orgelbauer
- Johann Karl Schmidt (1793–1850), deutsch-schweizerischer Naturforscher
- Johann-Karl Schmidt (* 1942), deutscher Kunsthistoriker
- Johann Lorenz Schmidt (Theologe) (Pseudonym Johann Ludwig Schroed[t]er; 1702–1749), deutscher Theologe
- Johann-Lorenz Schmidt (geb. Laszlo Radvanyi; 1900–1978), deutscher Soziologe, Politikwissenschaftler und Ökonom
- Johann Ludwig Schmidt (Geistlicher) (1643–1721), deutscher Theologe und Pfarrer
- Johann Ludwig Schmidt (Rechtswissenschaftler) (1726–1792), deutscher Rechtswissenschaftler
- Johann Martin Schmidt (um 1700–1763), deutscher Baumeister
- Johann Michael Schmidt (Musikwissenschaftler) (1728–1799), deutscher Musikwissenschaftler
- Johann Michael Schmidt (Orgelbauer) (1798–1876), deutscher Orgelbauer
- Johann Michael Schmidt (Theologe) (* 1934), deutscher Theologe und Hochschullehrer
- Johann N. Schmidt (* 1945), deutscher Anglist
- Johann Peter Schmidt (1708–1790), deutscher Jurist und Hochschullehrer
- Johann Philipp Samuel Schmidt (1779–1853), deutscher Jurist, Journalist, Musikschriftsteller und Komponist
- Johann Wilhelm Schmidt-Japing (1886–1960), deutscher Theologe
- Johann Wilhelm Richard Schmidt (1866–1939), deutscher Indologe und Übersetzer, siehe Richard Schmidt (Indologe)
- Johanna Schmidt (Malerin) (1893–1966), deutsche Malerin und Grafikerin
- Johanna Schmidt (Geographin) (Johanna Gertrud Alice Schmidt; 1909–nach 1972), deutsche Altphilologin, historische Geographin und Topographin
- Johanna Schmidt-Grohe (1924–2009), deutsche Bildhauerin und Journalistin
- Johanna Schmidt-Räntsch (* 1957), deutsche Juristin und Richterin am Bundesgerichtshof
- Johanna Carolina Schmidt (Jeanette Schmidt; 1794–1862), österreichische Schauspielerin
- Johanna Magdalena Schmidt (* 1980), deutsche Drehbuchautorin, Regisseurin und Schauspielerin
- Johanne Schmidt-Nielsen (* 1984), dänische Politikerin (Enhedslisten)
- Johanne Louise Schmidt (* 1983), dänische Schauspielerin
- Johannes Schmidt (Theologe) (1639–1689), deutscher Theologe
- Johannes Schmidt (Bildhauer) (1684–1761), österreichischer Bildhauer
- Johannes Schmidt (Politiker, 1765) (1765–1830), deutscher Politiker Freie Stadt Frankfurt
- Johannes Schmidt (Pfarrer) (1824–1881), deutscher Pfarrer und Heimatdichter
- Johannes Schmidt (Philologe, 1841) (1841–1925), deutscher Lehrer und Philologe
- Johannes Schmidt (Sprachwissenschaftler) (1843–1901), deutscher Sprachwissenschaftler
- Johannes Schmidt (Epigraphiker) (1850–1894), deutscher Klassischer Philologe und Epigraphiker
- Johannes Schmidt (Philologe, 1861) (1861–1926), deutscher Klassischer Philologe
- Johannes Schmidt (Architekt, 1870) (1870–nach 1929), deutscher Architekt
- Johannes Schmidt (Tiermediziner) (1870–1953), deutscher Veterinärmediziner und Hochschullehrer
- Johannes Schmidt (Biologe) (1877–1933), dänischer Meeresbiologe und Hochschullehrer
- Johannes Schmidt (Politiker, 1889) (1889–1949), deutscher Tischler, Gewerkschaftsfunktionär und Politiker
- Johannes Schmidt (Politiker, 1894) (1894–1971), Mitglied des Provinziallandtages der Provinz Hessen-Nassau
- Johannes Schmidt (Architekt, 1900) (1900–nach 1961), deutscher Architekt
- Johannes Schmidt (Politiker, 1902) (1902–1977), deutscher Pastor und Politiker
- Johannes Schmidt (Bildhauer, 1903) (1903–1989), deutscher Bildhauer
- Johannes Schmidt (SS-Mitglied) (1908–1976), deutscher Jurist und SS-Sturmbannführer
- Johannes Schmidt (Fußballspieler) (1923–2004), dänischer Fußballspieler
- Johannes Schmidt (Geistlicher) (* 1931), deutscher Geistlicher
- Johannes Schmidt (Architekt, Frankfurt), deutscher Architekt
- Johannes Schmidt (Kunsthistoriker) (* 1969), deutscher Kunsthistoriker und Kustos
- Johannes Schmidt (Tennisspieler) (* 1980), deutscher Tennisspieler
- Johannes Schmidt (Ruderer) (* 1982), deutscher Ruderer
- Johannes Schmidt-Tophoff (* 1963), deutscher Wirtschaftsmanager
- Johannes Schmidt-Wodder (1869–1959), dänischer Theologe und Politiker
- Johannes Alexander Schmidt (1949–2024), Stadtplaner, Architekt und Hochschullehrer, siehe J. Alexander Schmidt
- John Schmidt (Billardspieler) (* 1973), US-amerikanischer Poolbillardspieler
- John J. Schmidt (1928–2020), US-amerikanischer Manager im Eisenbahnbereich
- Jon Schmidt (* 1966), US-amerikanischer Pianist und Komponist
- Jonas Schmidt (Zoologe) (1885–1958), deutscher Agrarwissenschaftler und Tierzüchter
- Jonas Schmidt (Schauspieler) (* 1973), dänischer Schauspieler und Synchronsprecher
- Jonas Schmidt-Chanasit (* 1979), deutscher Virologe und Hochschullehrer
- Jonas Schmidt-Foß (* 2002), deutscher Synchron- und Hörspielsprecher
- Joost Schmidt (1893–1948), deutscher Typograf, Maler und Lehrer
- Jordana Schmidt (* 1969), deutsche Ordensschwester
- Jörg Schmidt (Theologe) (* 1949), Generalsekretär des Reformierten Bundes
- Jörg Schmidt (Politiker, 1960) (* 1960), deutscher Kommunalpolitiker
- Jörg Schmidt (Kanute) (1961–2022), deutscher Kanute
- Jörg Schmidt (Politiker, 1963) (* 1963), deutscher Kommunalpolitiker und Bürgermeister
- Jörg Schmidt (Leichtathlet) (* 1963), deutscher Langstreckenläufer, Marathonläufer
- Jörg Schmidt (Fußballspieler) (* 1970), deutscher Fußballspieler
- Jörg Schmidt (Politiker, 1973) (* 1973), deutscher Politiker (CDU), MdL Sachsen
- Jörg Schmidt-Reitwein (1939–2023), deutscher Kameramann
- Jörg-Werner Schmidt (1941–2010), deutscher Installationskünstler und Maler
- Jorge Schmidt (* 1985), deutscher Basketballspieler
- Jørgen Schmidt (* 1945), dänischer Radrennfahrer
- Jörgen Schmidt-Voigt (1917–2004), deutscher Arzt und Herzspezialist
- Jörn-Peter Schmidt-Thomsen (1936–2005), deutscher Architekt
- Joost Schmidt (1893–1948), deutscher Typograph und Maler
- Josef Schmidt (Schauspieler) (1797–1866), Wiedner Theater, k.k. Hof-Burgtheater
- Josef Schmidt, Taufname von Edmund Schmidt (Geistlicher) (1844–1916), deutscher Benediktiner
- Josef Schmidt (Märtyrer) (1876–1949), banatschwäbischer römisch-katholischer Geistlicher und Märtyrer

- Josef Schmidt (Rennfahrer) (1885–1911), deutscher Automobilrennfahrer und Motorsportschriftsteller
- Josef Schmidt (Politiker, 1889) (1889–1978), österreichischer Politiker (CSP)
- Josef Schmidt (General) (1893–1943), deutscher Generalmajor
- Josef Schmidt (Entomologe) (1904–1994), österreichischer Entomologe
- Josef Schmidt (Politiker, 1908) (1908–1979), deutscher Politiker (SPD)
- Josef Schmidt (Funktionär) (1913–1993), deutscher Verbandsfunktionär
- Josef Schmidt (Fußballspieler) (1922–2007), deutscher Fußballspieler
- Josef Schmidt (Ringer, Österreich), österreichischer Ringer
- Josef Schmidt (Ringer, Saarland), saarländisch-deutscher Ringer
- Josef Schmidt (Unternehmer) (1932–2021), deutscher Unternehmer und Firmengründer
- Josef Schmidt (Politiker, 1934) (* 1934), deutscher Politiker (CDU), MdL Rheinland-Pfalz
- Josef Schmidt (1935–2024), deutsch-polnischer Leichtathlet, siehe Józef Szmidt
- Josef Schmidt (Politiker, 1939) (* 1939), österreichischer Politiker (SPÖ)
- Josef Schmidt (Philosoph) (* 1946), deutscher Jesuit und Philosoph
- Josef Schmidt (Theologe) (* 1949), deutscher Theologe
- Josef Schmidt-Diemel (1898–1960), deutscher Politiker (CDU), MdL Nordrhein-Westfalen
- Josef Schmidt-Thomé (1909–1999), deutscher Chemiker
- Josef Friedrich Schmidt (1871–1948), deutscher Unternehmer
- Josef Maximilian Schmidt (* 1954), deutscher Mediziner, Medizinhistoriker und Philosoph
- Joseph von Schmidt (1760–1810), österreichischer Generalmajor
- Joseph Schmidt (Politiker) (1808–1868), deutscher Politiker, Mitglied der Frankfurter Nationalversammlung
- Joseph Schmidt (Sänger) (1904–1942), österreichischer Opernsänger (Tenor)
- Joseph Schmidt-Görg (1897–1981), deutscher Musikwissenschaftler
- Joseph Hermann Schmidt (1804–1852), deutscher Mediziner
- Joseph Paul Schmidt (1932–2024), siehe Joe Schmidt (1932–2024), US-amerikanischer American-Football-Spieler und -Trainer
- Josephine Schmidt (* 1980), deutsche Schauspielerin
- Jost Schmidt (1802–1863), deutscher Kommunalpolitiker, MdL Nassau
- Jozef Schmidt (* 1935), polnischer Leichtathlet, siehe Józef Szmidt
- Julia Schmidt (Schauspielerin) (* 1973), deutsche Schauspielerin
- Julia Schmidt (Malerin) (* 1976), deutsche Malerin
- Julia Schmidt (Inlineskaterin), deutsche Inline-Speedskaterin
- Julia Schmidt (Politikerin) (* 1993), deutsche Politikerin (Bündnis 90/Die Grünen)
- Julia Schmidt (Leichtathletin) (* 2004), deutsche Geherin
- Julia A. Schmidt-Funke (* 1976), deutsche Historikerin und Hochschullehrerin
- Julian Schmidt (Literaturhistoriker) (1818–1886), deutscher Literaturhistoriker
- Julian Schmidt (Politiker) (* 1989), deutscher Politiker (AfD)
- Julian Schmidt (Radsportler) (* 1994), deutscher BMX-Fahrer
- Julian Günther-Schmidt (* 1994), deutscher Fußballspieler
- Julius Schmidt (Mediziner) (1817–1899), deutscher Mediziner, Wohltäter und MdL Rheinprovinz
- Julius Schmidt (Prähistoriker) (1823–1897), deutscher Bergbauingenieur, Kunsthistoriker und Prähistoriker
- Julius von Schmidt (1827–1908), preußischer Generalleutnant
- Julius Schmidt (Unternehmer) (1830–1904), deutscher Tuchfabrikant und Betriebsgründer
- Julius Schmidt (Heimatforscher) (1866–1930), deutscher evangelischer Pfarrer und Heimatforscher
- Julius Schmidt (Chemiker) (1872–1933), deutscher Chemiker und Hochschullehrer
- Julius Schmidt (Bildhauer) (1923–2017), US-amerikanischer Bildhauer
- Julius Paul Schmidt-Felling (1835–1920), deutscher Bildhauer
- Julius Theodor Schmidt (1814–1861), deutscher Politiker
- Jürgen Schmidt (Mathematiker) (1918–1980), deutscher Mathematiker
- Jürgen Schmidt (Archäologe) (1929–2010), deutscher Archäologe
- Jürgen Schmidt (Schauspieler) (1938–2004), deutscher Schauspieler
- Jürgen Schmidt (Politiker, 1939) (1939–2023), deutscher Politiker (SPD)
- Jürgen Schmidt (Jurist) (1941–2024), deutscher Jurist
- Jürgen Schmidt (Eisschnellläufer) (* 1941), deutscher Eisschnellläufer
- Jürgen Schmidt (Politiker, 1951) (* 1951), deutscher Politiker (CDU)
- Jürgen Schmidt (Priester) (* 1956), deutscher Priester
- Jürgen Schmidt (Biologe) (* 1956), deutscher Biologe, Zoologe und Ichthyologe
- Jürgen Schmidt (Fußballspieler, 1959) (* 1959), deutscher Fußballspieler
- Jürgen Schmidt (General) (* 1961), deutscher Brigadegeneral
- Jürgen Schmidt (Historiker, 1963) (* 1963), deutscher Historiker
- Jürgen Schmidt (Fußballspieler, 1965) (* 1965), deutscher Fußballspieler
- Jürgen Schmidt-André (* 1960), deutscher Bühnenbildner und Designer
- Jürgen Schmidt-Petersen (1860–1950), deutscher Mediziner und Sprachforscher
- Jürgen Schmidt-Radefeldt (* 1939), deutscher Romanist und Linguist
- Jürgen Schmidt-Troje (* 1944), deutscher Jurist und Richter
- Jürgen E. Schmidt (Jürgen Ernst Johannes Schmidt; 1937–2010), deutsch-österreichischer Aufnahmeleiter und Musikproduzent
- Jürgen Erich Schmidt (* 1954), deutscher Sprachwissenschaftler
- Jürgen-Heinrich Schmidt (* 1942), deutscher Politiker (SPD), Oberbürgermeister von Backnang
- Jürgen W. Schmidt (* 1958), deutscher Offizier und Historiker
- Juri Markowitsch Schmidt (1937–2013), russischer Anwalt und Menschenrechtler
- Justin O. Schmidt (1947–2023), US-amerikanischer Insektenforscher
- Justus Schmidt (Botaniker) (1851–1930), deutscher Lehrer und Florist
- Justus Schmidt (Kunsthistoriker) (1903–1970), österreichischer Kunsthistoriker und Kunstsammler
- Justus von Schmidt-Phiseldeck (1769–1851), deutscher Jurist und Politiker
- Jutta Schmidt (* 1943), deutsche Politikerin (CDU)

### K
- Kadie Schmidt-Hackenberg (* 1968), deutsche Zeichnerin und Collagistin
- Käthe Gerda Johanna Ilse Schmidt, siehe Dinah Grace
- Kai Schmidt (Schauspieler) (1900–1938), dänischer Schauspieler
- Kai Schmidt (Schriftsteller) (* 1963), deutscher Schriftsteller
- Kai Schmidt (* 1979), deutscher Webvideoproduzent, siehe Lehrerschmidt
- Kai Schmidt-Eisenlohr (* 1978), deutscher Politiker (Bündnis 90/Die Grünen), MdL
- Kai Schmidt-Ott (* 1972), deutscher Molekularmediziner und Hochschullehrer
- Kai Phillip Schmidt (* 1975), deutscher Physiker und Hochschullehrer
- Kaja Schmidt-Tychsen (* 1981), deutsche Schauspielerin
- KaPe Schmidt (* 1966), deutscher Fotograf und Kameramann
- Karin Schmidt (Politikerin, 1939) (1939–1997), deutsche Politikerin (CDU), MdL Hessen
- Karin Schmidt (Politikerin, 1955) (* 1955), deutsche Pädagogin und Politikerin (PDS, Die Linke), MdL Mecklenburg-Vorpommern
- Karin Schmidt (Sängerin), deutsche Sängerin (Sopran)
- Karin Schmidt-Friderichs (* 1960), deutsche Verlegerin
- Karin Schmidt-Ruhland (* 1958), deutsche Produktdesignerin und Hochschullehrerin
- Karl von Schmidt (General, 1773) (1773–1841), deutscher Generalleutnant
- Karl Schmidt (Theologe) (1812–1895), deutsch-französischer Theologe und Kirchenhistoriker
- Karl von Schmidt (General, 1817) (1817–1875), deutscher Generalmajor
- Karl Schmidt (Politiker, I), deutscher Politiker, MdL Anhalt-Köthen
- Karl Schmidt (Pädagoge) (1819–1864), deutscher Pädagoge
- Karl Schmidt (Wagenbauer) (1834–1909), deutscher Wagenfabrikant
- Karl Schmidt (Architekt) (1836–1888), deutscher Architekt
- Karl Schmidt (Rechtshistoriker) (1836–1894), deutscher Rechtshistoriker
- Karl von Schmidt (General, 1840) (1840–1917), deutscher Generalleutnant
- Karl Schmidt (Politiker, 1846) (1846–1908), deutscher Brauereibesitzer und Politiker, MdR
- Karl Schmidt (Bürgermeister) (Carol Schmidt; 1846–1928), russisch-bessarabiendeutscher Politiker, Bürgermeister von Chișinău
- Karl Schmidt (Volkskundler) (1853–1922), deutscher Volkskundler
- Karl Schmidt (auch Károly Schmidt; 1854–1919), ungarischer Bildhauer, siehe Károly Senyei
- Karl Schmidt (Politiker, 1855) (1855–??), deutscher Lehrer und Politiker
- Karl Schmidt (Physiker) (1862–1946), deutscher Physiker
- Karl Schmidt (Politiker, 1866) (1866–1927), deutscher Seiler und Politiker
- Karl Schmidt (Dirigent, 1872) (1872–1950), deutscher Dirigent
- Karl Schmidt (Elektroingenieur) (1875–1941), deutscher Elektroingenieur
- Karl Schmidt (Unternehmer) (1876–1954), deutscher Unternehmer
- Karl Schmidt (Ringer), österreichischer Ringer
- Karl Schmidt (Techniker) (1885–1959), deutscher Nachrichtentechniker
- Karl Schmidt (Politiker, 1885) (1885–1986), deutscher Landwirt und Politiker
- Karl Schmidt (Politiker, 1891) (1891–??), deutscher Politiker (SPD)
- Karl Schmidt (Sänger) (1895–1950), österreichischer Opernsänger (Bariton)
- Karl Schmidt (Parteifunktionär, 1897) (1897–1938), deutscher Parteifunktionär (KPD)
- Karl Schmidt (Regierungspräsident) (1898–1969), deutscher Verwaltungsjurist
- Karl Schmidt (Jurist) (1898–1972), deutscher Richter
- Karl Schmidt (Mediziner) (1899–1980), deutscher Augenarzt und Hochschullehrer
- Karl Schmidt (Widerstandskämpfer) (1902–1945), deutscher Widerstandskämpfer
- Karl Schmidt (Dirigent, 1905) (1905–1988), österreichischer Musikpädagoge, Dirigent und Pianist
- Karl Schmidt (Politiker, VI), deutscher Politiker (SED), MdL Thüringen
- Karl Schmidt (Tiermediziner) (1918/1919–1990), deutscher Veterinärmediziner und Biologe
- Karl Schmidt (Fußballspieler, 1932) (1932–2018), deutscher Fußballspieler und -funktionär
- Karl Schmidt (Fußballspieler, 1935) (1935–2011), deutscher Fußballspieler
- Karl Schmidt (Politiker, 1937) (* 1937), deutscher Politiker (CDU)
- Karl Schmidt-Buhl (1855–1936), deutscher Lehrer, Schriftsteller und Politiker
- Karl Schmidt-Hellerau (1873–1948), deutscher Möbelfabrikant und Sozialreformer
- Karl Schmidt-Klewitz (1867–1936), deutscher Generalmajor
- Karl von Schmidt-Phiseldeck (1835–1895), deutscher Jurist und Archivar
- Karl Schmidt-Römer (1905–1977), deutscher Rechtsanwalt und Parteifunktionär (NSDAP)
- Karl Schmidt-Rottluff (1884–1976), deutscher Maler
- Karl Schmidt-Wolfratshausen (1891–1971), deutscher Maler, Grafiker und Holzschneider
- Karl Alexander Schmidt (1811–1865), deutscher Pfarrer und Politiker
- Karl August Schmidt (1830–1901), deutscher Unternehmer, Fabrikant und Stifter
- Karl August von Schmidt auf Altenstadt (Pseudonym Karl Stugau; 1816–1890), deutsch-österreichischer Lehrer und Schriftsteller
- Karl August Vorsteher-Schmidt (auch Carl August Vorsteher-Schmidt; 1841–1903), deutscher Fabrikant und Schriftsteller
- Karl Christian Schmidt (1808–1892), deutscher Maler
- Karl Christian Gottlieb Schmidt (1776–??), deutscher Philologe
- Karl Christian Ludwig Schmidt (1763–1815), deutscher Pfarrer, Mundartforscher und Schriftsteller
- Karl-Ernst Schmidt (* 1949), deutscher Politiker
- Karl Ernst August Schmidt (1799–1869), deutscher Klassischer Philologe
- Karl Eugen Schmidt (1866–1953), deutscher Reporter und Schriftsteller
- Karlfranz Schmidt-Wittmack (1914–1987), deutscher Politiker (CDU)
- Karl Friedrich Schmidt (Chemiker) (1887–1971), deutscher Chemiker, Namensgeber der Schmidt-Reaktion
- Karl Friedrich Rudolf Schmidt (1817–1888), deutscher Kommunalpolitiker, ab 1852 Bürgermeister von Hameln
- Karl Georg Schmidt (Politiker) (1904–1940), deutscher Politiker (NSDAP)
- Karl Georg Schmidt (Maler) (1914–1987), deutscher Maler und Grafiker
- Karl Gerhard Schmidt (* 1935), deutscher Bankier
- Karl Gustav Schmidt (1829–1892), deutscher Lehrer und Regionalhistoriker
- Karl Hans Schmidt (1879–1958), deutscher Landschaftsarchitekt, siehe Hans Schmidt (Landschaftsarchitekt)
- Karl Hans Schmidt (Manager) (auch Karl-Hans Schmidt; 1903–??), deutscher Ingenieur und Industriemanager
- Karl Heinrich Schmidt (Theologe) (1753–nach 1805), deutscher Geistlicher und Publizist
- Karl Heinrich Schmidt (1817–1882), deutscher Jurist und Politiker (NLP), MdR
- Karl-Heinrich Schmidt (* 1958), deutscher Mathematiker und Hochschullehrer
- Karl-Heinz Schmidt (Fälscher) (* 1924), deutscher Augenarzt und Geldfälscher
- Karl-Heinz Schmidt (Fußballspieler, 1925) (* 1925), deutscher Fußballspieler
- Karl-Heinz Schmidt (Hockeyspieler) (1928–1999), deutscher Hockeynationalspieler
- Karl-Heinz Schmidt (Astrophysiker) (1932–2005), deutscher Astrophysiker
- Karl-Heinz Schmidt (Maler) (* 1936), deutscher Maler und Grafiker
- Karl-Heinz Schmidt (Wirtschaftswissenschaftler) (* 1936), deutscher Wirtschaftswissenschaftler und Hochschullehrer
- Karl-Heinz Schmidt (Pfarrer) (1938–2016), deutscher evangelischer Pfarrer und Mundartautor
- Karl-Heinz Schmidt (Politiker) (1940–2020), deutscher Politiker (SPD)
- Karl-Heinz Schmidt (Fußballspieler, DDR), deutscher Fußballspieler
- Karl-Heinz Schmidt-Lauzemis (* 1947), deutscher Journalist, Film- und Hörspielproduzent
- Karl Horst Schmidt (1929–2012), deutscher Indogermanist
- Karl Joachim Schmidt-Tiedemann (1929–2014), deutscher Physiker
- Karl Johann Schmidt (1867–1926), österreichischer Architekt und Bauunternehmer
- Karl Ludwig Schmidt (Theologe, 1719) (1719–1756), deutscher Theologe und Pfarrer
- Karl Ludwig Schmidt (1891–1956), deutscher Theologe
- Karl Matthäus Schmidt (* 1969), deutscher Bankier
- Karl Matthias Schmidt (* 1970), deutscher Theologe
- Karl Otto Schmidt (1904–1977), deutscher Esoteriker
- Karl Patterson Schmidt (1890–1957), US-amerikanischer Zoologe
- Karl-Richard Schmidt (Pseudonym Carlo Schmidt; * 1939), deutscher Schauspieler
- Karl Theodor Schmidt (Bibliothekar) (1884–1969), deutscher Bibliothekar
- Karl Ulrich Bartz-Schmidt (* 1960), deutscher Augenarzt
- Karl Wilhelm Schmidt (Archivar) (1802–1883), deutscher Jurist und Archivar
- Karl Wilhelm Schmidt (Architekt) (1883–1972), deutsch-österreichischer Architekt
- Karla Schmidt (Pseudonym Charlotte Freise; * 1974), deutsche Schriftstellerin und Literaturwissenschaftlerin
- Karsten Schmidt (Rechtswissenschaftler) (* 1939), deutscher Rechtswissenschaftler und Hochschullehrer
- Karsten Schmidt (Richter) (* 1973), deutscher Richter
- Katarina Schmidt (* 1988), deutsche Schauspielerin
- Kate Schmidt (* 1953), US-amerikanische Leichtathletin
- Katharina Schmidt (Kunsthistorikerin) (* 1935), deutsche Kunsthistorikerin und Kuratorin
- Katharina Schmidt (Filmeditorin) (* um 1970), deutsche Filmeditorin
- Katharina Schmidt (Illustratorin), deutsche Illustratorin und Autorin
- Katharina Schmidt (Schauspielerin) (* 1982), deutsche Schauspielerin
- Katharina Schmidt (Autorin) (* 1983), österreichische Autorin und Journalistin
- Katharina Schmidt (Archäologin), deutsche Vorderasiatische Archäologin
- Katharina Schmidt-Loske (* 1965), deutsche Biologin und Künstlerin
- Katharina Kriegel-Schmidt (* 1979), deutsche Sozialpädagogin, Mediatorin und Hochschullehrerin
- Käthe Schmidt, Geburtsname von Käthe Kollwitz (1867–1945), deutsche Grafikerin, Malerin und Bildhauerin
- Käthe von Schuch-Schmidt (1885–1973), deutsche Sängerin (Sopran)
- Kathrin Schmidt (* 1958), deutsche Schriftstellerin
- Katja Schmidt-Piller (1941–2007), österreichische Schriftstellerin
- Katja Oldenburg-Schmidt (* 1959), deutsche Kommunalpolitikerin (parteilos)
- Katrin Schmidt (Badminton) (* 1967), deutsche Badmintonspielerin
- Katrin Schmidt (Regisseurin) (* 1975), deutsche Regisseurin
- Katrin Schmidt (Fußballspielerin) (* 1986), deutsch-schwedische Fußballspielerin
- Katrin Schmidt (Tennisspielerin) (* 1991), deutsche Tennisspielerin
- Kendall Schmidt (* 1990), US-amerikanischer Schauspieler und Sänger
- Kenneth Schmidt (* 2002), deutscher Fußballspieler
- Kenny Schmidt (* 1987), deutscher Fußballspieler
- Kerstin Schmidt (Amerikanistin) (* 1971), deutsche Amerikanistin
- Kevin Schmidt (Eishockeyspieler) (* 1986), kanadisch-deutscher Eishockeyspieler
- Kevin Schmidt (Handballspieler) (* 1988), deutscher Handballspieler
- Kevin Schmidt (Schauspieler) (* 1988), US-amerikanischer Schauspieler
- Kim Schmidt (* 1965), deutscher Cartoonzeichner
- Kim Schmidt (Badminton) (* 2003), luxemburgische Badmintonspielerin
- Kjeld Schmidt (* 1945), dänischer Techniksoziologe, Programmierer und Hochschullehrer
- Klamer Eberhard Karl Schmidt (1746–1824), deutscher Dichter
- Klaus Schmidt (Autor) (1922–1992), deutscher Science-Fiction-Autor (Pseudonym: Klaus Fischer)
- Klaus Schmidt (Geologe) (1928–1983), deutscher Geologe
- Klaus Schmidt (Pfarrer) (* 1935), deutscher Pfarrer und Sachbuchautor
- Klaus Schmidt (Fußballspieler) (* 1941), deutscher Fußballspieler
- Klaus Schmidt (Jurist) (* 1941), deutscher Richter
- Klaus Schmidt (Mathematiker) (* 1943), österreichischer Mathematiker
- Klaus Schmidt (Manager) (1946?–2007), deutscher Manager
- Klaus Schmidt (Archäologe) (1953–2014), deutscher Archäologe
- Klaus Schmidt (Fußballtrainer) (* 1967), österreichischer Fußballtrainer
- Klaus Schmidt-Hebbel (* 1955), chilenischer Wirtschaftswissenschaftler und Hochschullehrer
- Klaus Schmidt-Koenig (1930–2009), deutscher Ornithologe und Verhaltensforscher
- Klaus-Dieter Schmidt (Fußballspieler, 1950) (* 1950), deutscher Fußballspieler (Rot-Weiß Lüdenscheid)
- Klaus-Dieter Schmidt (Schriftsteller), deutscher Schriftsteller
- Klaus-Dieter Schmidt (Fußballspieler, 1958) (* 1958), deutscher Fußballspieler (FC St. Pauli)
- Klaus-Dieter Schmidt (Fußballspieler, 1960) (* 1960), deutscher Fußballspieler (TuS Schloß Neuhaus)
- Klaus F. Schmidt-Mâcon (1936–2001), deutscher Schriftsteller
- Klaus F. K. Schmidt (Klaus Friedrich Karl Schmidt; * 1942), Steuerberater und Kunstsammler
- Klaus-Joachim Lorenzen-Schmidt (1948–2015), deutscher Historiker und Archivar
- Klaus Jürgen Schmidt (* 1944), deutscher Rundfunkjournalist
- Klaus-Jürgen Schmidt (1953–2010), deutscher Politiker (KPD/AO, AL), MdA Berlin
- Klaus Louis Schmidt (* 1936), deutscher Rheumatologe
- Klaus M. Schmidt (* 1961), deutscher Wirtschaftswissenschaftler
- Klaus Peter Schmidt (* 1966), deutscher Photograph und Kameramann, siehe KaPe Schmidt
- Klaus-Peter Schmidt-Deguelle (* 1950), deutscher Journalist und Medienberater
- Knut Schmidt-Nielsen (1915–2007), norwegischer Tierphysiologe
- Konrad Schmidt (Politiker) (1810–1884), Politiker des österreichischen Abgeordnetenhauses aus Siebenbürgen
- Konrad Schmidt (Schriftsteller) (1926–1995), deutscher Schriftsteller und Germanist
- Konrad von Schmidt-Phiseldeck (1770–1832), deutsch-dänischer Politiker, Theologe und Philosoph
- Konrad Schmidt-Torner (1907–1992), deutscher Verwaltungsjurist
- Konstantin Schmidt (Maler) (1817–1851), deutscher Landschaftsmaler der Düsseldorfer Schule
- Konstantin Schmidt (Eishockeyspieler) (* 1990), deutsch-Schweizer Eishockeyspieler
- Konstantin Schmidt (* 2003/2004), Schauspieler, siehe Leopold und Konstantin Schmidt
- Konstantin Schmidt von Knobelsdorf (1860–1936), deutscher General der Infanterie
- Kordula Schmidt (* 1958), österreichische Politikerin (SPÖ)
- Kristin Schmidt (* 1983), deutsche Skispringerin
- Kristina Schmidt (Juristin) (* 1968), deutsche Juristin und Richterin
- Kristina Schmidt (* 1989), Geburtsname von Kristina Dumitru, deutsche Schauspielerin und Sängerin
- Kristina Kühnbaum-Schmidt (* 1964), deutsche evangelisch-lutherische Geistliche
- Kurt Schmidt (Journalist) (1879–1975), deutscher Journalist und Redakteur
- Kurt Schmidt (Tiermediziner) (1880–1950), deutscher Veterinärmediziner und Hochschullehrer für Tierärztliche Nahrungsmittelkunde
- Kurt Schmidt (General) (1891–1945), deutscher Generalleutnant
- Kurt Schmidt (Politiker, I) (1898/1899–nach 1964), deutscher Jurist und Politiker, Oberbürgermeister von Brieg
- Kurt Schmidt (Maler) (1901–1991), deutscher Maler und Bauhauskünstler
- Kurt Schmidt, Pseudonym von Hans Sommer (Komponist, 1904) (1904–2000), deutscher Filmkomponist
- Kurt Schmidt (Widerstandskämpfer, 1905) (1905–1938), deutscher Widerstandskämpfer gegen das Franco-Regime
- Kurt Schmidt (Widerstandskämpfer, 1913) (1913–1947), deutscher Widerstandskämpfer gegen den Nationalsozialismus und Politiker (SPD)
- Kurt Schmidt (Diplomat) (1918–1989), deutscher Diplomat
- Kurt Schmidt (Jurist) (1921–1981), deutscher Jurist, siehe Alpmann Schmidt
- Kurt Schmidt (Fußballspieler) (1922–2016), österreichischer Fußballspieler
- Kurt Schmidt (Finanzwissenschaftler) (1924–2008), deutscher Finanzwissenschaftler und Hochschullehrer
- Kurt Schmidt (Politiker, II), deutscher Politiker (SED), MdV
- Kurt Schmidt-Clausen (1920–1993), deutscher Theologe
- Kurt Schmidt-Klevenow (1906–1980), deutscher Jurist und SS-Führer
- Kurt Dietrich Schmidt (1896–1964), deutscher Kirchenhistoriker
- Kurt Oskar Schmidt, eigentlicher Name von Kurt Oskar Buchner (1912–1994), deutscher Jugendbuchautor

### L
- Lara Schmidt (Synchronsprecherin) (* 1999), deutsche Synchronsprecherin
- Lara Schmidt (Tennisspielerin) (* 1999), deutsche Tennisspielerin
- Lara Schmidt (Fußballspielerin) (* 2000), deutsche Fußballspielerin
- Lars Schmidt (Produzent) (1917–2009), schwedischer Filmproduzent
- Lars Schmidt (Fußballspieler) (* 1965), deutscher Fußballspieler
- Lars Schmidt (Richter) (* 1970), deutscher Richter
- Lars-Henrik Schmidt (1953–2021), dänischer Philosoph
- Lars Peter Schmidt (1967–2017), deutscher Politikwissenschaftler
- Lauritz Schmidt (1897–1970), norwegischer Segler
- Leni Schmidt (1906–1985), deutsche Sprinterin
- Leo Schmidt (Sänger) (1878–nach 1929), österreichischer Sänger (Bass)
- Leo Schmidt (Kunsthistoriker) (* 1953), deutscher Denkmalpfleger und Kunsthistoriker
- Leonhard Schmidt (1892–1978), deutscher Maler
- Leopold Schmidt (Kupferstecher) (1824–??), österreichischer Kupferstecher
- Leopold Schmidt (Philologe) (1824–1892), deutscher Klassischer Philologe
- Leopold Schmidt (Musikhistoriker) (1860–1927), deutscher Musikhistoriker, Musikkritiker und Dirigent
- Leopold Schmidt (Ingenieur) (1868–1947), österreichischer Ingenieur und Musiker
- Leopold Schmidt (Theologe) (1884–1935), österreichischer Theologe und Ordensgeistlicher
- Leopold Schmidt (Volkskundler) (1912–1981), österreichischer Volkskundler und Kulturwissenschaftler
- Leopold Schmidt (* 2003/2004), Schauspieler, siehe Leopold und Konstantin Schmidt
- Leopold Friedrich von Schmidt (1792–??), österreichischer Offizier und Dichter
- Leopoldine Schmidt (* 1898), erste Doktorin der Rechtswissenschaften an der Universität Graz
- Lesch Schmidt (* 1957), deutscher Komponist
- Lilith Schmidt (* 2006), deutsche Fußballspielerin
- Lilly Schmidt (* 1996), deutsche Volleyballspielerin
- Lilo Schmidt-Wiedenroth (* 1942), deutsche Malerin, Zeichnerin, Grafikerin, Bildhauerin und Galeristin
- Lina Schmidt-Michel (1872–1944), deutsche Rosenmalerin
- Lisa Marei Schmidt (* 1978), deutsche Kunsthistorikerin, Kuratorin und Museumsdirektorin
- Liselotte Schmidt (* um 1925), österreichische Sängerin und Schauspielerin
- Lissy Schmidt (1959–1994), deutsche Journalistin
- Lorenz Schmidt (Theologe) (1702–1749), deutscher Theologe
- Lorenz-Peter Schmidt (* 1949), deutscher Hochfrequenztechniker und Hochschullehrer
- Lothar Schmidt (Schriftsteller) (Lothar Goldschmidt; 1862–1931), deutscher Schriftsteller und Dramatiker
- Lothar Schmidt (Mediziner) (1921–2020), deutscher Mediziner
- Lothar Schmidt (Politikwissenschaftler) (1922–2015), deutscher Politikwissenschaftler, Jurist und Hochschullehrer
- Lothar Schmidt (General) (1949–2020), deutscher General
- Lothar Schmidt (Musikwissenschaftler) (1960–2023), deutscher Musikwissenschaftler und Hochschullehrer
- Lothar Schmidt-Atzert (* 1951), deutscher Psychologe und Hochschullehrer
- Lothar R. Schmidt (1936–2020), deutscher Psychologe und Hochschullehrer für Medizinische Psychologie
- Louis Schmidt (Politiker, I), deutscher Politiker, MdL Sachsen-Coburg/Gotha
- Louis Schmidt (Politiker, 1844) (1844–1935), kanadischer Politiker
- Louis Schmidt (Drehbuchautor) (1885–1952), dänischer Drehbuchautor
- Louis Schmidt (Rugbyspieler) (1936–1999), südafrikanischer Rugbyspieler
- Louise Schmidt (Schauspielerin) (1805–1892), deutsche Schauspielerin
- Louise Schmidt, Ehename von Louise Kellberg (1826–1917), deutsche Sängerin (Sopran)
- Louise Schmidt (Malerin) (1855–1924), deutsche Malerin, Zeichnerin und Grafikerin
- Lucia Fels-Schmidt (1908–1982), deutsche Holocaustüberlebende und Autorin
- Ludger Schmidt (* 1969), Maschinenbauingenieur und Hochschullehrer
- Ludwig Schmidt (Kupferstecher) (1753–1828), deutscher Kupferstecher
- Ludwig Schmidt (Historiker) (1862–1944), deutscher Historiker
- Ludwig Schmidt (Fabrikant) (1865–1928), deutscher Fabrikant
- Ludwig Schmidt (Politiker) (1868–1945), deutscher Landwirt und Mitglied des Provinziallandtages der preußischen Provinz Hessen-Nassau
- Ludwig Schmidt (Mediziner) (Ludwig Schmidt-Kehl; 1891–1941), deutscher Rassenhygieniker, Mediziner und Hochschullehrer
- Ludwig Schmidt (Politiker) (1900–1987), deutscher Jurist und Politiker
- Ludwig Schmidt (Widerstandskämpfer) (1913–1943), österreichischer Widerstandskämpfer
- Ludwig Schmidt (Rechtswissenschaftler) (1928–2011), deutscher Rechtswissenschaftler
- Ludwig Schmidt (Theologe) (* 1940), deutscher Theologe
- Ludwig Schmidt-Herb (* 1945), deutscher Heimatforscher und Literaturhistoriker
- Ludwig Friedrich von Schmidt (1764–1857), deutscher Theologe
- Luís Eduardo Schmidt (* 1979), brasilianischer Fußballspieler, siehe Edu (Fußballspieler, 1979)
- Luise Schmidt (Malerin) (auch Louise Schmidt; 1855–1924), deutsche Malerin, Zeichnerin und Grafikerin
- Luise Schmidt (Schriftstellerin) (* 1955), deutsche Schriftstellerin
- Luise Schmidt-Gronau (1894–1966), Mezzosopranistin
- Luise Schäfer-Schmidt (1865–1922), Schweizer Schriftstellerin
- Lukas Schmidt (Badminton) (* 1988), deutscher Badmintonspieler
- Lukas Schmidt (Schauspieler) (* 1998), deutscher Schauspieler
- Lukas Schmidt-Mende (* 1972), deutscher Physiker und Hochschullehrer
- Lukas David Schmidt (* 1996), deutscher Schauspieler, Sprecher und Theatermusiker
- Lutz Schmidt (1962–1987), deutsches Todesopfer an der Berliner Mauer

### M
- Maarten Schmidt (1929–2022), niederländischer Astronom
- Mads Würtz Schmidt (* 1994), dänischer Radrennfahrer
- Magdalena Schmidt (Philologin) (1885–1966), deutsche Klassische Philologin und Lehrerin
- Magdalena Schmidt (Turnerin) (* 1949), deutsche Turnerin
- Maike Elena Schmidt (* 1988), deutsche Schauspielerin
- Mandy Schmidt (* 1985), deutsche Radiomoderatorin
- Manfred Schmidt (Comiczeichner) (1913–1999), deutscher Comic-Zeichner und Reiseschriftsteller
- Manfred Schmidt (Synchronsprecher) (1921–2008), deutscher Schauspieler, Hörspiel- und Synchronsprecher
- Manfred Schmidt (Sänger) (* 1928), deutscher Sänger (Tenor)
- Manfred Schmidt (Politiker, 1929) (1929–2005), deutscher Theologe und Politiker (CDU)
- Manfred Schmidt (Diplomat) (* 1930), deutscher Diplomat
- Manfred Schmidt (Politiker, 1936) (1936–2016), deutscher Politiker (SPD)
- Manfred Schmidt (Manager) (* 1938), deutscher Industriemanager
- Manfred Schmidt (Maler) (1940–2003), deutscher Maler und Bildhauer
- Manfred Schmidt (Kulturmanager) (1949–2024), deutscher Eventmanager
- Manfred Schmidt (Chemiker) (* 1950), deutscher Chemiker
- Manfred Schmidt (Drehbuchautor) (* 1951), deutscher Tontechniker und Drehbuchautor
- Manfred Schmidt (Beamter) (* 1959), deutscher Jurist und Verwaltungsbeamter
- Manfred Schmidt (Autor) (* 1959), deutscher Autor und Theologe
- Manfred Schmidt-Mende (1929–2021), deutscher Chirurg und Urologe
- Manfred G. Schmidt (Politikwissenschaftler) (Manfred Gustav Schmidt; * 1948), deutscher Politikwissenschaftler
- Manfred G. Schmidt (Epigraphiker) (Manfred Gerhard Schmidt; * 1952), deutscher Epigraphiker
- Mange Schmidt (* 1973), schwedischer Rapper
- Manni Schmidt (* 1964), deutscher Heavy-Metal-Gitarrist und Songwriter
- Manuela Schmidt (* 1963), deutsche Politikerin
- Marc Schmidt-Supprian (* 1972), deutscher Hämatologe und Hochschullehrer
- Marcella Schmidt di Friedberg (* 1958), italienische Humangeografin
- Marco Schmidt (* 1983), deutscher Leichtathlet
- Marcus T. R. Schmidt (* 1967), deutscher Manager
- Mareike Schmidt (* 1983), deutsche Rechtswissenschaftlerin und Hochschullehrerin
- Margarete Schmidt († 1915), deutsche zum Tode verurteilte Spionin
- Margarethe Schmidt (* 1948), Kunstwissenschaftlerin
- Margot Schmidt (1932–2004), deutsche Klassische Archäologin
- Maria Schmidt (Schauspielerin) (1750–1810), niederländische Schauspielerin
- Maria Schmidt (Sängerin) (1807–1875), deutsche Schauspielerin, Opernsängerin (Sopran) und Harfenspielerin
- Maria Schmidt (Gewerkschafterin) (1903–1988), deutsche Gewerkschafterin und Widerstandskämpferin
- Mária Schmidt (Historikerin) (* 1953), ungarische Historikerin
- Maria Gertraude Schmidt († 1753), Magd und Mörderin
- Marianne Schmidt (1929–2017), deutsche Schriftstellerin und Literaturwissenschaftlerin
- Marianne Schmidt (Journalistin) (* 1943), deutsche Journalistin
- Marie Schmidt (Schriftstellerin, 1847) (1847–1920), deutsche Schriftstellerin , Marie von Ekensteen
- Marie Schmidt (Schauspielerin, 1851) (1851–1933), dänische Schauspielerin
- Marie Schmidt (Schauspielerin, 1853) (1853–1935), deutsche Theaterschauspielerin
- Marie Schmidt (1856–nach 1899), deutsche Opernsängerin (Sopran), siehe Marie Basta
- Marie Schmidt (Schriftstellerin, 1861) (1861–1942), deutsche Schriftstellerin
- Marie Schmidt (Politikerin) (1895–1971), deutsche Politikerin (KPD Hessen)
- Marie Schmidt (Journalistin) (* 1983), deutsche Journalistin und Literaturkritikerin
- Marie Schmidt-Koehne (1854–1947), deutsche Sängerin (Mezzosopran)
- Marie-Luise Schmidt (* 1958), deutsche Künstleragentin, Journalistin und Politikerin (Bündnis 90/Die Grünen)
- Marie Wilhelmine Schmidt (1781–1827), deutsche Schriftstellerin
- Mario Schmidt (* 1960), deutscher Physiker, Umweltwissenschaftler und Hochschullehrer
- Mario Schmidt (Schauspieler), deutscher Schauspieler
- Mark Schmidt (* 1978), deutscher Sportmediziner
- Markus Schmidt (Journalist) (* 1957), deutscher Fernsehjournalist
- Markus Schmidt (Pilot) (* 1963), deutscher Kunstflugpilot
- Markus Schmidt (Rennrodler) (* 1968), österreichischer Rennrodler
- Markus Schmidt (Schiedsrichter) (* 1973), deutscher Fußballschiedsrichter
- Markus Schmidt (Fußballspieler) (* 1977), österreichischer Fußballspieler
- Markus Schmidt (Basketballspieler) (* 1977), deutscher Basketballspieler
- Markus Schmidt (Eishockeyspieler) (* 1985), deutscher Eishockeyspieler
- Markus Schmidt (Theologe) (* 1986), deutscher evangelisch-lutherischer Theologe
- Markus Schmidt-Heydt (* 1974), deutscher Molekularbiologe und Mikrobiologe
- Markus Schmidt-Märkl (* 1959), deutscher Fernsehproduzent und Regisseur
- Markwart Schmidt (1937–1980), deutscher Politiker (SPD), Mitglied des Niedersächsischen Landtages
- Marlene Schmidt (* 1934/1937/1939), deutsche Schönheitskönigin und Schauspielerin
- Marlene Schmidt (Juristin) (* 1965), deutsche Rechtswissenschaftlerin und Hochschullehrerin
- Marlis Heide Schmidt (1943–1996), Übersetzungswissenschaftlerin, Hochschullehrerin an der Universität Leipzig
- Marten Schmidt (* 1996), deutscher Fußballspieler
- Martin Schmidt (Geologe) (1863–1947), deutscher Geologe und Paläontologe
- Martin Schmidt (Theologe, 1883) (1883–1964), deutscher Theologe und Hochschullehrer
- Martin Schmidt (Radsporttrainer) (1894–1964), deutscher Radsporttrainer
- Martin Schmidt (Entomologe) (1897–1983), deutscher Entomologe und Phytopathologe
- Martin Schmidt (Theologe, 1903) (1903–1954), deutscher Theologe und Pfarrer
- Martin Schmidt (Botaniker) (1905–1955), deutscher Botaniker und Obstzüchter
- Martin Schmidt (Ökonom) (1905–1961), deutscher Ökonom, Hochschullehrer und Politiker (KPD, SED)
- Martin Schmidt (Theologe, 1909) (1909–1982), deutscher Theologe und Hochschullehrer
- Martin Schmidt (Unternehmer) (1910–1993), deutscher Unternehmer und Mäzen
- Martin Schmidt (Politiker, 1914) (1914–2002), deutscher Landwirt und Politiker (SPD)
- Martin Schmidt (Bauingenieur) (1928–2003), deutscher Wasserbauingenieur
- Martin Schmidt (Politiker, 1933) (1933–2011), deutscher Altphilologe und Politiker (Bündnis 90/Die Grünen)
- Martin Schmidt (Dirigent), deutscher Dirigent und Hochschullehrer
- Martin Schmidt (* 1949), deutsch-kanadischer Eishockeyspieler, siehe Marty Schmidt
- Martin Schmidt (Regisseur) (* 1961), dänischer Filmregisseur
- Martin Schmidt (Archäologe) (* 1962), deutscher Archäologe
- Martin Schmidt (Bildhauer) (* 1963), deutscher Künstler
- Martin Schmidt (Politiker, 1966) (* 1966), deutscher Politiker (AfD)
- Martin Schmidt (Musiker) (Martin „Schmiddi“ Schmidt; * 1966), deutscher Musiker
- Martin Schmidt (Fussballtrainer) (* 1967), Schweizer Fußballtrainer
- Martin Schmidt (Judoka) (* 1969), deutscher Judoka
- Martin Schmidt (Handballspieler) (* 1969), deutscher Handballspieler
- Martin Schmidt (Tiermediziner) (* um 1976), deutscher Tiermediziner, Neurologe und Hochschullehrer
- Martin Schmidt, bürgerlicher Name von DJ Dean (* 1976), deutscher DJ und Musikproduzent
- Martin Schmidt (Fußballspieler) (* 1983), deutscher Fußballspieler
- Martin Schmidt (Politiker, 1988) (* 1988), deutscher Politiker (AfD)
- Martin Schmidt-Daffy (* 1969), österreichischer Psychologe
- Martin Schmidt-Kessel (* 1967), deutscher Rechtswissenschaftler
- Martin Anton Schmidt (1919–2015), Schweizer Kirchenhistoriker
- Martin Benno Schmidt (1863–1949), deutscher Pathologe und Hochschullehrer
- Martin-Christian Schmidt (1946–2000), deutscher Musikinstrumentenbauer und -restaurator
- Martin H. Schmidt (* 1937), deutscher Psychiater, Psychotherapeut und Autor
- Martin Johann Schmidt (genannt Kremser Schmidt oder Kremserschmidt; 1718–1801), österreichischer Maler
- Martin Thorsen Schmidt (1806–1883), deutscher Kaufmann und Politiker
- Martin U. Schmidt (* 1965), deutscher Chemiker und Hochschullehrer
- Martina Schmidt, Geburtsname von Martina Schwarz (* 1960), deutsche Volleyballspielerin
- Martina Schmidt-Tanger (* 1959), deutsche Psychologin und Autorin
- Martina Maxi Schmidt (* 1988), deutsche Politikerin (SPD)
- Maruta Schmidt (* 1944), Verlegerin
- Mascha Riepl-Schmidt (* 1942), deutsche Literaturwissenschaftlerin und Autorin zur Frauengeschichte
- Mathias R. Schmidt (* 1953), deutscher Amerikanist und Autor
- Mathias William Schmidt OSB (1931–1992), Bischof von Ruy Barbosa
- Matthew Schmidt (* 1974), US-amerikanischer Filmeditor
- Matthias Schmidt (Grafiker) (1749–1823), deutscher Zeichner und Radierer
- Matthias Schmidt (Historiker) (* 1952), deutscher Historiker
- Matthias Schmidt (Leichtathlet, 1956) (* 1956), deutscher Kugelstoßer
- Matthias Schmidt (Politiker) (* 1963), deutscher Politiker (SPD), MdB
- Matthias Schmidt (Regisseur) (* 1965), deutscher Autor, Regisseur sowie Theater- und Literaturkritiker
- Matthias Schmidt (Musikwissenschaftler) (* 1966), deutscher Musikwissenschaftler
- Matthias Schmidt (Geograph) (* 1968), deutscher Geograph und Hochschullehrer
- Matthias Schmidt (Psychologe) (* 1976), deutscher Psychologe und Hochschullehrer
- Matthias Schmidt (Leichtathlet, 1980) (* 1980), deutscher Sprinter und Goalballspieler
- Matthias Schmidt (Koch) (* 1981), deutscher Koch
- Matthias Schmidt, eigentlicher Name von Moloch (Schauspieler) (* 1982), deutscher Schauspieler
- Matthias Schmidt-Ohlemann (* 1951), deutscher Orthopäde
- Matthias Schmidt-Preuß (* 1948), deutscher Staatswissenschaftler
- Maurice Schmidt (* 1999), deutscher Rollstuhlfechter
- Max Schmidt (Maler, 1818) (1818–1901), deutscher Maler
- Max Schmidt (Zoodirektor) (1834–1888), deutscher Tierarzt und Zoodirektor
- Max Schmidt (Möbelfabrikant) (1861–1935), österreichisch-ungarischer Möbelfabrikant und Mäzen
- Max Schmidt (Politiker, 1862) (1862–1951), Schweizer Politiker (FDP)
- Max Schmidt (Pfarrer) (1864–1925), deutscher Militärgeistlicher und Autor
- Max Schmidt (Maler, 1868) (1868–nach 1907), deutscher Maler
- Max Schmidt (Dirigent) (1869–1940), deutscher Dirigent und Komponist
- Max Schmidt (Unternehmer, 1869) (1869–1953), deutscher Unternehmer und Kommerzienrat
- Max Schmidt (Politiker, 1873) (1873–1956), deutscher Ingenieur, Industrieller und Politiker (DVP), MdR
- Max Schmidt (Ethnologe) (1874–1950), deutscher Ethnologe und Südamerikaforscher
- Max Schmidt (Maler, 1880) (1880–1977), Schweizer Maler, Glasmaler und Bildhauer
- Max Schmidt (Fußballspieler), deutscher Fußballspieler
- Max Schmidt (Pianofabrikant) (1891–1958), Schweizer Pianofabrikant
- Max Schmidt (Politiker, 1895) (1895–1955), deutscher Kommunalpolitiker (SPD), Stadtpräsident von Kiel
- Max Schmidt (Unternehmer, 1899) (1899–1977), deutscher Fabrikant und Erfinder
- Max Schmidt (Maler, 1905) (1905–1956), deutscher Maler und Zeichner
- Max Schmidt (Architekt), deutscher Architekt
- Max Schmidt (Politiker, 1914) (1914–nach 1954), deutscher Politiker (CDU der DDR), MdV
- Max Schmidt (SS-Mitglied) (1920–2002), deutscher SS-Oberscharführer
- Max Schmidt (Chemiker) (1925–2002), deutscher Chemiker und Hochschullehrer
- Max Schmidt (Politikwissenschaftler) (1932–2018), deutscher Politikwissenschaftler und Hochschullehrer
- Max Schmidt (Lehrer) (* 1951), deutscher Gymnasiallehrer und Verbandsfunktionär
- Max Schmidt (Moderator) (* 1968), deutscher Schauspieler und Fernsehmoderator
- Max C. P. Schmidt (1853–1918), deutscher Klassischer Philologe
- Max Carl Ludwig Schmidt (1850–1936), deutscher Geodät und Markscheider
- Max E. Schmidt (1872–1945), deutscher Großkaufmann
- Max W. Schmidt (* 1964), Geologe, Petrologe und Hochschullehrer
- Maximilian Schmidt (Maler) (1818–1901), Professor in Weimar, Berlin und Königsberg
- Maximilian Schmidt (Schriftsteller) (1832–1919), deutscher Schriftsteller
- Maximilian Schmidt (Fabrikant) (1862–1938), österreichisch-mährischer Fabrikant
- Maximilian Schmidt (Politiker) (* 1983), deutscher Politiker (SPD)
- Maximilian Schmidt (Koch) (* 1994), deutscher Koch
- Maximilian Schmidt (Dealer) (* 1994), deutscher Drogenhändler
- Maximilian Florian Schmidt (1784–1846), österreichisch-tschechischer Mediziner und Pflegewissenschaftler
- Meinhard Schmidt-Degenhard (* 1956), deutscher Fernsehmoderator und Autor
- Meta Schmidt (1878–1941), deutsche Pädagogin, Kabarettistin und Frauenrechtlerin
- Mia Schmidt (* 1952), deutsche Komponistin
- Micaela Schmidt (* 1970), deutsche Ruderin
- Michael Schmidt (Politiker) († 1561), deutscher Politiker, Bürgermeister von Görlitz
- Michael Schmidt (Diplomat) (1932–2019), deutscher Diplomat
- Michael Schmidt (Schachspieler) (1944–2016), deutscher Schachspieler und -funktionär
- Michael Schmidt (Fotograf) (1945–2014), deutscher Fotograf
- Michael Schmidt (Unternehmer) (* 1948), deutscher Segler und Unternehmensgründer
- Michael Schmidt (Kameramann) (* 1951), deutscher Kameramann
- Michael Schmidt (Soziologe) (* 1952), deutscher Soziologe und Kulturhistoriker
- Michael Schmidt (Musikwissenschaftler), deutscher Musikpublizist, Redakteur und Hochschullehrer
- Michael Schmidt (Sportschütze) (Michael E. Schmidt, Jr.; * 1958), US-amerikanischer Sportschütze
- Michael Schmidt (Manager) (* 1960), deutscher Industriemanager
- Michael Schmidt (Fußballspieler, 1962) (* 1962), deutscher Fußballspieler (Hamburger SV, Blau-Weiß Berlin)
- Michael Schmidt (Ölmanager) (* 1962), deutscher Industriemanager
- Michael Schmidt (Journalist) (* 1963), deutscher Fernsehjournalist
- Michael Schmidt (Poolbillardspieler) (* 1966), deutscher Poolbillardspieler
- Michael Schmidt (Fußballspieler, 1970) (* 1970), deutscher Fußballspieler (FC Homburg)
- Michael Schmidt (Produzent) (* 1972/73–2025), deutscher Fernsehproduzent
- Michael Schmidt-Degenhard (1953–2020), deutscher Psychiater und Psychotherapeut
- Michael Schmidt-Klingenberg (1946–2004), deutscher Journalist
- Michael Schmidt-Neke (* 1956), deutscher Historiker und Albanologe
- Michael Schmidt-Ruthenbeck (* 1943), deutscher Unternehmer und Jurist, siehe Schmidt-Ruthenbeck
- Michael Schmidt-Salomon (* 1967), deutscher Philosoph, Musiker und Bürgerrechtler
- Michael Schmidt-Stein (* 1942), deutscher Maler und Radierer
- Michael Euler-Schmidt (* 1953), deutscher Kunsthistoriker und Brauchtumsforscher
- Michael Bernd Schmidt, bekannt als Smudo (* 1968), deutscher Musiker
- Michael-Horst Schmidt (1964–1984), deutsches Todesopfer an der Berliner Mauer
- Michael Ignaz Schmidt (1736–1794), deutscher Historiker
- Michael W. I. Schmidt (* 1964), Geowissenschaftler und Hochschullehrer
- Michaela Schmidt (Politikerin) (* 1983), österreichische Politikerin (SPÖ), Abgeordnete zum Nationalrat
- Michaela Schmidt (Skispringerin) (* 1983), deutsche Skispringerin
- Michaela Schmidt (Ruderin) (* 1990), deutsche Ruderin
- Michelle A. Schmidt (* um 1970) US-amerikanische Generalmajorin
- Mike Schmidt (Baseballspieler) (* 1949), US-amerikanischer Baseballspieler
- Mike Schmidt (Eishockeyspieler) (* 1961), deutsch-kanadischer Eishockeyspieler und -trainer
- Miles Schmidt-Scheuber (* 1969), US-amerikanisch-deutscher Sportjournalist
- Milly Schmidt (1904–1989), deutsche Politikerin (LDPD), MdV
- Milt Schmidt (1918–2017), kanadischer Eishockeyspieler
- Miranda Schmidt-Robben (* 1986), niederländische Handballspielerin
- Mireille Schmidt-Chazan (* 1938), französische Historikerin und Hochschullehrerin
- Mirjam Schmidt (* 1977), deutsche Politikerin (Bündnis 90/Die Grünen), siehe Mirjam Glanz
- Mirko Schmidt (* 1966), deutscher Politiker (NPD)
- Monika Schmidt (1951–2023), deutsche Fußballspielerin
- Moritz von Schmidt (1807–1888), württembergischer Politiker
- Moritz Schmidt (1823–1888), deutscher Klassischer Philologe
- Moritz Schmidt (Politiker) (1841–1903), deutscher Richter, Rittergutsbesitzer und Parlamentarier
- Moritz Schmidt-Metzler (1838–1907), deutscher Arzt

### N
- Nadine Schmidt (* 1976), deutsches Fotomodell
- Nadine Maria Schmidt (* 1980), deutsche Liedermacherin
- Nate Schmidt (* 1991), US-amerikanischer Eishockeyspieler
- Nicola Schmidt (* 1977), deutsche Wissenschaftsjournalistin und Bestsellerautorin
- Nicolaus Schmidt (Künstler) (geb. Klaus Schmidt; * 1953), deutscher Künstler
- Nicolaus Wendelin Schmidt (1883–1954), deutscher Bildhauer
- Nicklas Schmidt (* 1976), dänischer Komponist
- Niels Schmidt (Politiker) (* 1960), deutscher Politiker
- Niels Bruno Schmidt (* 1975), deutscher Schauspieler
- Niklas Schmidt (Musiker) (* 1958), deutscher Cellist
- Niklas Schmidt (* 1998), deutscher Fußballspieler
- Nikolaus Schmidt (Schriftsteller) (Pseudonyme Georg Hakenschmid und Klaus Hammerschmidt; 1874–1930), österreichisch-ungarischer Schriftsteller und Journalist
- Nikolaus Schmidt-Küntzel (1606–1671), deutscher Landwirt
- Noel Schmidt (* 1996), deutscher Moderator, Comedian und Musiker
- Noémie Schmidt (* 1990), Schweizer Schauspielerin
- Norbert Schmidt (* 1957), deutscher evangelischer Theologe.
- Norbert Schmidt (Kanute), deutscher Kanute
- Norbert Schmidt-Relenberg (1931–2020), deutscher Soziologe und Hochschullehrer

### O
- O. Jochen Schmidt (1938–2000), deutscher Filmarchitekt und Szenenbildner
- Olaf Schmidt (Mathematikhistoriker) (1913–1966), dänischer Mathematikhistoriker
- Olaf Schmidt (Holzbiologe) (1943–2024), deutscher Holzbiologe und Hochschullehrer
- Olaf Schmidt (Skispringer), deutscher Skispringer
- Olaf Schmidt (Kunstflieger) (* 1962), deutscher Segelkunstflieger
- Olaf Henrik Schmidt (1913–1996), dänischer Mathematik- und Astronomiehistoriker
- Olaf Jürgen Schmidt (* 1971), deutscher Schriftsteller und Journalist
- Ole  Schmidt (Architekt) (1793–1848), dänischer Architekt, tätig in Hamburg und Holstein
- Ole Schmidt (Komponist, 1928) (1928–2010), dänischer Dirigent und Komponist
- Ole Schmidt (Komponist, 1963) (* 1963), deutscher Musiker und Komponist
- Oliver Schmidt (Musiker) (* 1964), deutscher Komponist von Filmmusik
- Oliver Schmidt (Ingenieur) (* 1969), deutscher Ingenieur und ehemaliger Manager von Volkswagen in den USA
- Oliver Schmidt (Physiker) (* 1971), deutscher Physiker
- Oliver Schmidt (Journalist) (* 1972), deutscher Journalist und Kommentator
- Oliver Schmidt (Fußballspieler) (* 1973), deutscher Fußballspieler
- Oliver Schmidt (Footballspieler) (* 1999), deutscher American-Football-Spieler
- Oliver Schmidt-Gutzat (* 1969), deutscher Politiker (SPD), Bürgermeister der Stadt Heide
- Oliver Leo Schmidt (* 1963/1964), deutscher Dirigent und Musikpädagoge
- Olle Schmidt (* 1949), schwedischer Politiker, MdEP
- Oscar Schmidt (* 1958), brasilianischer Basketballspieler
- Oskar Schmidt (Dichter),  deutscher Dichter
- Oskar Schmidt (Eishockeyspieler) (1908–1974), Schweizer Eishockeyspieler
- Oskar Schmidt (Künstler) (* 1977),  deutscher Künstler
- Oskar Schmidt-Reder (auch Oscar Schmidt-Reder; ?–1906), deutscher Bergrat und Historiker
- Oswald Schmidt (Jurist, 1823) (Oswald Karl Alexander Schmidt; 1823–1890), estnisch-deutscher Jurist und Hochschullehrer
- Oswald Schmidt (Botaniker) (Oswald Hermann Wilhelm Schmidt; 1907–??), deutscher Botaniker
- Oswald Schmidt (Jurist, 1926) (1926–2013), deutscher Jurist und Beamter
- Oswin Schmidt (1855–1922), deutscher Politiker (DNVP) und Mitglied des Sächsischen Landtages (1907–1922)
- Ottmar Schmidt (1835–1903), deutscher Apotheker
- Otto von Schmidt (General, 1820) (1820–1902), deutscher General der Infanterie
- Otto Schmidt (Politiker, 1842) (1842–1910), deutscher Jurist und Politiker (Zentrum), MdR
- Otto Schmidt (General, 1845) (1845–1903), deutscher Generalleutnant
- Otto Schmidt (Fotograf) (1849–1920), österreichischer Fotograf und Verleger
- Otto von Schmidt (General, 1856) (1856–1929), deutscher General der Kavallerie
- Otto Schmidt (Verleger) (1866–1945), deutscher Verleger
- Otto Schmidt (Mediziner, 1871) (1871–1950), deutscher Gynäkologe
- Otto Schmidt (Mediziner, 1873) (1873–1965), deutscher Mediziner
- Otto Schmidt (Chemiker) (1874–1943), deutscher Chemiker
- Otto Schmidt (Architekt, 1877) (1877–nach 1950), deutscher Architekt
- Otto Schmidt (Politiker, 1878) (1878–1947), deutscher Politiker (DNVP)
- Otto Schmidt (Politiker, 1889) (1889–1946), deutscher Politiker (Zentrum), MdL Württemberg
- Otto Schmidt (Architekt, 1891) (1891–1965), deutscher Architekt und Regierungsbaumeister
- Otto Schmidt (Politiker, 1892) (1892–1960), österreichischer Politiker (SPÖ)
- Otto Schmidt (Unternehmer) (1895–nach 1949), deutscher Porzellanfabrikant
- Otto Schmidt (Jockey) (1896–1964), deutscher Jockey
- Otto Schmidt (Heimatforscher) (1898–1959), deutscher Lehrer, Heimatforscher und Museumsgründer
- Otto Schmidt (Mediziner, 1898) (1898–1962), deutscher Rechtsmediziner
- Otto Schmidt (Politiker, 1899) (1899–1969), deutscher Politiker (SPD), MdL Rheinland-Pfalz
- Otto Schmidt (Politiker, 1901) (1901–1945), deutscher Jurist und Politiker (NSDAP), Oberbürgermeister von Coburg
- Otto Schmidt (Politiker, 1902) (1902–1984), deutscher Politiker (CDU), MdL Nordrhein-Westfalen
- Otto Schmidt (Kleinkrimineller) (1906–1942), deutscher Kleinkrimineller
- Otto Schmidt (General, 1911) (1911–1991), deutscher Brigadegeneral
- Otto Schmidt (Gewerkschafter), deutscher Gewerkschafter
- Otto Schmidt (Reporter) (1953–2009), österreichischer Schauspieler, Journalist und Reporter
- Otto Schmidt-Cassella (1876–1954), deutscher Maler und Grafiker
- Otto Schmidt-Gibichenfels (1861–1933), deutscher Lehrer, Schriftsteller, Verleger und Rassenhygieniker
- Otto Schmidt-Hannover (1888–1971), deutscher Politiker (DNVP), MdR
- Otto Schmidt-Hartung (1892–1976), deutscher Generalleutnant
- Otto Schmidt-Hofer (1873–1925), deutscher Bildhauer
- Otto Schmidt-Leithoff (1899–nach 1955), deutscher Bankmanager
- Otto Alois Schmidt (1892–1968), österreichischer Innenarchitekt, Volksliedsammler und Kunstgewerbelehrer
- Otto Christian Schmidt (1885–1944), deutscher Jurist und Jagdflieger
- Otto Eduard Schmidt (1855–1945), deutscher Pädagoge und Schriftsteller
- Otto Johann Schmidt (1869–1907), deutscher Architekt
- Otto Juljewitsch Schmidt (1891–1956), sowjetischer Geophysiker, Mathematiker und Arktisforscher
- Otto L. Schmidt-Leda (1852–1907), deutscher Diplomat
- Otto-Peter Schmidt (* 1921), deutscher Internist und Pneumologe
- Otto Rudolf Schmidt (1896–1976), deutscher Maler
- Otto Theodor Schmidt (1894–1972), deutscher Chemiker

### P
- Paddy Schmidt (* 1963), deutscher Sänger
- Paetrick Schmidt (* 1980), deutscher Maler, Grafiker und Illustrator
- Palle Kjærulff-Schmidt (1931–2018), dänischer Filmregisseur
- Pascal Schmidt (Fußballspieler, 1992) (* 1992), deutscher Fußballspieler
- Pascal Schmidt (Fußballspieler, 1993) (* 1993), deutscher Fußballspieler
- Patrick Schmidt (1907–1974), deutscher Ministerialbeamter
- Patrick Schmidt (Fußballspieler, 1968) (* 1968), deutscher Fußballspieler
- Patrick Schmidt (Historiker) (* 1973), deutscher Historiker und Hochschullehrer
- Patrick Schmidt (Fußballspieler, 1988) (* 1988), deutscher Fußballspieler
- Patrick Schmidt (Eishockeyspieler) (* 1988), deutscher Eishockeyspieler
- Patrick Schmidt (Handballspieler) (* 1992), deutscher Handballspieler
- Patrick Schmidt (Fußballspieler, 1993) (* 1993), deutscher Fußballspieler
- Patrick Schmidt (Fußballspieler, 1998) (* 1998), österreichischer Fußballspieler
- Paul Schmidt (Orgelbauer) (1715/1716–1798), deutscher Orgelbauer
- Paul von Schmidt (General, 1837) (1837–1905), preußischer Generalmajor
- Paul von Schmidt (General, 1848) (1848–1916), österreichischer Generalmajor
- Paul Schmidt (Mediziner, 1856) (1856–1921), deutscher Mediziner und Sanitätsoffizier
- Paul Schmidt (Politiker, 1856) (1856–1928), deutscher Unternehmer und Politiker (NLP), MdR
- Paul Schmidt (Unternehmer) (1868–1948), deutscher Erfinder und Unternehmer
- Paul Schmidt (Mediziner, 1872) (1872–1950), deutscher Hygieniker
- Paul Schmidt (Richter) (1886–1967), Reichsgerichtsrat, Landgerichtsdirektor in Stuttgart
- Paul Schmidt (Baptist) (1888–1970), deutscher Theologe und Politiker (CSVD)
- Paul Schmidt (Maler, 1889) (1889–1976), deutscher Maler
- Paul Schmidt (Erfinder) (1898–1976), deutscher Erfinder
- Paul Schmidt (Dolmetscher) (Paul-Otto Schmidt; 1899–1970), deutscher Dolmetscher (ab 1935 von Adolf Hitler), SS-Standartenführer
- Paul Schmidt (Politiker, 1901) (1901–1977), deutscher Politiker (NSDAP)
- Paul Schmidt (Maler, 1912) (1912–1982), Schweizer Maler, Glasmaler und Plastiker
- Paul Schmidt (Mittelstreckenläufer) (* 1931), deutscher Mittelstreckenläufer
- Paul Schmidt (Politiker, 1966) (* 1966), deutscher Politiker
- Paul Schmidt-Branden (1885–1955), deutscher Bankmanager
- Paul Schmidt-Elgers, eigentlicher Name von Paul Elgers (Schriftsteller) (1915–1995), deutscher Schriftsteller
- Paul Schmidt-Hellinger (* 1985), deutscher Langstreckenläufer
- Paul Schmidt-Roller (1891–1963), deutscher Maler, Kunstlehrer und Textilgestalter
- Paul Schmidt-Sauerhöfer (* 1937), deutscher Philosoph und Psychologe
- Paul Schmidt-Thomé (1911–1997), deutscher Geologe
- Paul Schmidt-Tüngler (1910–nach 1976), deutscher Versicherungsjurist
- Paul Westergaard-Schmidt (1886–1963), deutscher Ringer
- Paul Felix Schmidt (1916–1984), estnisch-deutscher Schachspieler
- Paul Ferdinand Schmidt (1878–1955), deutscher Kunsthistoriker, Galerist und Kunstkritiker
- Paul G. Schmidt (* 1954), deutscher Volkswirt und Hochschullehrer
- Paul-Georg Schmidt (1902–1987), deutscher Pulmologe
- Paul Gerhard Schmidt (1937–2010), deutscher Mediävist und Philologe
- Paul Karl Schmidt (1911–1997), deutscher SS-Obersturmbannführer und Journalist, siehe Paul Carell
- Paul-Otto Schmidt-Michel (* 1949), deutscher Psychiater
- Paul-Rüdiger Schmidt (* 1942), deutscher Pastor
- Paul Rudolf Schmidt (1892–1974), österreichischer Maler und Lithograf, siehe Paul Schmidtbauer
- Paul Viktor Schmidt (1847–1909), deutscher evangelisch-lutherischer Pfarrer und Autor
- Paul Wilhelm Schmidt (1704–1763), deutscher Rechtswissenschaftler, siehe Paul Wilhelm Schmid
- Paul Wilhelm Schmidt (Theologe) (1845–1917), deutsch-schweizerischer Theologe und Hochschullehrer
- Paul Wilhelm Schmidt (Mediziner) (1896–1950), deutscher Dermatologe und Hochschullehrer
- Pavel Schmidt (Ruderer) (1930–2001), tschechoslowakischer Ruderer
- Pavel Schmidt (Künstler) (* 1956), Schweizer Künstler
- Peer Schmidt (Schauspieler) (1926–2010), deutscher Schauspieler
- Peer Schmidt (Historiker) (1958–2009), deutscher Historiker und Professor an der Universität Erfurt
- Peer Schmidt (Chemiker) (* 1969), deutscher Chemiker und Professor an der Brandenburgischen Technischen Universität Cottbus-Senftenberg
- Perry Schmidt-Leukel (* 1954), deutscher Theologe
- Péter Schmidt (Musiker) (1799–1874), österreichisch-ungarischer Organist, Musiklehrer und Komponist
- Peter Schmidt (Klavierbauer) (1804–1865), deutscher Klavierbauer
- Peter Schmidt (Unternehmer), US-amerikanischer Motorsportunternehmer
- Peter Schmidt (Tischtennisspieler), deutscher Tischtennisspieler
- Peter Schmidt (Maler, 1931) (1931–1980), britischer Maler und Grafiker
- Peter Schmidt (Designer) (1937–2025), deutscher Designer und Unternehmer
- Peter Schmidt (Wasserballspieler) (* 1937), deutscher Wasserballspieler
- Peter Schmidt (Journalist) (* 1938), deutscher Journalist und Autor
- Peter Schmidt (Geowissenschaftler) (1939–1999), deutscher Geowissenschaftler und Bibliothekar
- Peter Schmidt (Archäologe) (1940–2018), deutscher Archäologe
- Peter Schmidt (Formgestalter) (* 1940), deutscher Designer
- Peter Schmidt (Diplomat) (* 1942), deutscher Diplomat
- Peter Schmidt (Sozialwissenschaftler) (* 1942), deutscher Sozialwissenschaftler und Hochschullehrer
- Peter Schmidt (Fußballspieler, 1943) (* 1943), österreichischer Fußballspieler
- Peter Schmidt (Jurist) (* 1943), deutscher Jurist und Richter
- Peter Schmidt (Schriftsteller) (* 1944), deutscher Autor
- Peter Schmidt (Politiker) (* 1945), deutscher Politiker (CDU)
- Peter Schmidt (Fußballspieler, 1951) (* 1951), deutscher Fußballspieler (Borussia Neunkirchen, 1. FC Saarbrücken)
- Peter Schmidt (Maler, 1953) (* 1953), deutscher Maler
- Peter Schmidt (Tiermediziner) (* 1957), deutscher Veterinärmediziner, Pathologe und Hochschullehrer
- Peter Schmidt (Fußballspieler, 1958) (* 1958), deutscher Fußballspieler (FSV Zwickau)
- Peter Schmidt (Mediziner) (* 1958), deutscher Rechtsmediziner und Hochschullehrer
- Peter Schmidt (Fußballspieler, 1961) (* 1961), deutscher Fußballspieler (TeBe Berlin)
- Peter Schmidt (Fußballspieler, 1963) (* 1963), deutscher Fußballspieler (FC Vorwärts Frankfurt)
- Peter Schmidt (Kunsthistoriker) (* 1964), deutscher Kunsthistoriker, Literaturwissenschaftler und Philologe
- Peter Schmidt (Tonmeister) (Pseudonym BlackPete), deutscher Tonmeister
- Peter Schmidt (Geophysiker) (* 1966), deutscher Geophysiker und Autor
- Peter Schmidt (Schachspieler) (* 1969), deutscher Schachspieler
- Peter Schmidt (Handballspieler) (* 1970), deutscher Handballspieler
- Peter Schmidt (Regisseur), deutscher Regisseur, Drehbuchautor und Produzent
- Peter Schmidt-Eppendorf (1931–2021), deutscher Theologe
- Peter Schmidt-Habelmann (* vor 1935), deutscher Herzchirurg
- Peter Schmidt-Rhode (* 1952), deutscher Gynäkologe
- Peter Schmidt-Schönberg (* 1942), deutscher Maler
- Peter Schmidt-Thomé (* 1942), deutscher Kunsthistoriker und Denkmalpfleger
- Peter Schröck-Schmidt (* 1928), deutscher Zahnarzt und Medizinhistoriker
- Peter Adam Schmidt (* 1946), deutscher Forstwissenschaftler, Biologe und Botaniker
- Peter Heinrich Schmidt (Politiker) (1757–1819), deutscher Jurist und Politiker, MdL Nassau
- Peter Heinrich Schmidt (Wirtschaftswissenschaftler) (1870–1954), deutscher Wirtschaftswissenschaftler
- Peter Lebrecht Schmidt (1933–2019), deutscher Altphilologe
- Peter-Martin Schmidt (* 1959), deutscher Geistlicher
- Peter-Paul Schmidt-Fischer (* 1950), deutscher Wirtschaftsmanager und Finanzberater
- Peter W. Schmidt (* 1957), deutscher Architekt und Hochschuldozent
- Peter W. A. Schmidt (* 1941), deutscher Soziologe, Politikwissenschaftler und Hochschullehrer
- Petra Schmidt (Schauspielerin), deutsche Schauspielerin
- Petra Schmidt, Ehename von Petra Stephan (* 1954), deutsche Tischtennisspielerin
- Petra Schmidt-Decker (* 1943), deutsche Schriftstellerin, Regisseurin und Produzentin
- Petra Schmidt-Schaller (* 1980), deutsche Schauspielerin
- Philipp Schmidt (Musiker) (um 1792–1851), österreichischer Hornist
- Philipp Schmidt (Maler) (1809–??), deutscher Maler
- Philipp Schmidt (Herpetologe), deutscher Herpetologe
- Philipp Schmidt (Geistlicher) (1891–1940), deutscher Pfarrer
- Philipp Schmidt (Bibliothekar) (1893–1979), Schweizer Bibliothekar, Autor, Redakteur und Tierschützer
- Philipp Schmidt (Autor) (* 1982), deutscher Autor und Journalist
- Philipp Schmidt-Dengler (* 1974), österreichischer Wirtschaftswissenschaftler und Hochschullehrer
- Philipp Schmidt-Polex (1824–1893), deutscher Kaufmann und Politiker
- Philipp Schmidt-Reimann (* 1977), deutscher Restaurator
- Philipp Anton Schmidt (1734–1805), deutscher Ordensgeistlicher, Weihbischof in Speyer
- Philipp Daniel Schmidt (1736–1804), deutscher Orgelbauer
- Philipp Peter Schmidt (1829–1878), deutscher Kaufmann, Politiker und Revolutionär
- Philipp Nicolaus Schmidt (1750–1823), deutscher Bankier, Mitglied der Frankfurter Bürgerrepräsentation
- Pierre Schmidt (1738–1783), deutscher römisch-katholischer Geistlicher, Prämonstratenserabt in Wadgassen
- Piet O. Schmidt (* 1970), deutscher Physiker
- Piotr Schmidt (* 1985), polnischer Jazzmusiker
- Pjotr Juljewitsch Schmidt (1872–1949), sowjetischer Zoologe
- Pjotr Petrowitsch Schmidt Sr. (1828–1888), russischer Admiral
- Pjotr Petrowitsch Schmidt (1867–1906), russischer Marineoffizier und Revolutionär

### R
- R. Martin Schmidt (1914–2002), deutscher Politiker, siehe Martin Schmidt (Politiker, 1914)
- Rachel Schmidt (Violinistin) (* 1975), Violinistin
- Rachel Schmidt (Turnerin) (* 1994), neuseeländische Trampolinturnerin
- Rahim Schmidt (* 1959), deutscher Politiker (Bündnis 90/Die Grünen)
- Rainer Schmidt (Psychoanalytiker) (1930–2020), deutscher Psychoanalytiker
- Rainer Schmidt (Trompeter) (1947–2008), deutscher Physiker und Jazzmusiker
- Rainer Schmidt (Politiker) (* 1947), deutscher Politiker (Grüne), MdHB
- Rainer Schmidt (Skispringer) (* 1948), deutscher Skispringer
- Rainer Schmidt (Übersetzer) (* 1951), deutscher Übersetzer
- Rainer Schmidt (Landschaftsarchitekt) (* 1954), deutscher Landschaftsarchitekt
- Rainer Schmidt (Journalist) (* 1964), deutscher Journalist und Schriftsteller
- Rainer Schmidt (Violinist) (* 1964), österreichischer Violinist
- Rainer Schmidt (Tischtennisspieler) (* 1965), deutscher Tischtennisspieler und Theologe
- Rainer Schmidt (Wirtschaftsinformatiker), deutscher Wirtschaftsinformatiker
- Rainer A. Schmidt (* 1963), deutscher Musiker und Filmeditor
- Rainer F. Schmidt (* 1955), deutscher Historiker und Didaktiker
- Rainer G. Schmidt (Pseudonym: Ranuit; 1950–2025), deutscher Schriftsteller und Übersetzer
- Ralf Schmidt (Musiker) (* 1960), deutscher Sänger, Texter, Komponist und Produzent
- Ralf Schmidt (Nordischer Kombinierer), deutscher Nordischer Kombinierer
- Ralf Schmidt (Radsportler) (* 1966), deutscher Radrennsportler
- Ralf Schmidt (Mathematiker) (* 1968), deutscher Mathematiker
- Ralf Schmidt (Leichtathlet) (* 1975), deutscher Leichtathlet, Stabhochspringer
- Ralf Schmidt (Fußballspieler) (* 1985), deutscher Fußballspieler
- Ralf Wilhelm Schmidt (* 1969), deutscher Zeichner
- Rasmus Lauge Schmidt (* 1991), dänischer Handballspieler
- Rebekka Schmidt (* 1954), deutsche Politikerin (Bündnis 90/Die Grünen)
- Rebekka Schmidt (Kunstdidaktikerin) (* 1977), deutsche Hochschullehrerin für Kunstdidaktik
- Regina Schmidt (Politikerin) (* 1951), deutsche Politikerin (Bündnis 90/Die Grünen)
- Regina Schmidt (Kanutin) (* 1958), deutsche Kanutin
- Regina Schmidt-Kühner (* 1955), deutsche Politikerin (SPD)
- Regina Schmidt-Zadel (* 1937), deutsche Politikerin (SPD)
- Regina Becker-Schmidt (1937–2024), deutsche Soziologin
- Regula Schmidt-Bott (1945–2015), deutsche Politikerin (Bündnis 90/Die Grünen)
- Reimer Schmidt (1916–2002), deutscher Versicherungsjurist
- Reimund Schmidt-De Caluwe (1956–2023), deutscher Jurist und Hochschullehrer
- Reiner Schmidt (Rechtswissenschaftler) (1936–2025), deutscher Rechtswissenschaftler
- Reiner Schmidt (Musiker) (1942–2011), deutscher Musiker
- Reinhard Schmidt (Bildhauer) (1917–1980), deutscher Bildhauer
- Reinhard Schmidt (Maler) (1933–1996), deutscher Maler
- Reinhard Schmidt (Mediziner) (1943–2016), deutscher Nephrologe und Hochschullehrer
- Reinhard Schmidt (Bergbauingenieur) (* 1946), deutscher Bergbaukundler
- Reinhard Schmidt (Betriebswirt) (* 1946), deutscher Betriebswirt und Hochschullehrer
- Reinhard Schmidt-Effing (* 1943), deutscher Geologe, Paläontologe und Hochschullehrer
- Reinhard Schmidt-Rost (* 1949), deutscher Theologe und Hochschullehrer
- Reinhard G. Schmidt (Reinhard Gerhard Schmidt; 1933–1996), deutscher Maler und Grafiker
- Reinhart Schmidt (Politiker) (1838–1909), deutscher Unternehmer und Politiker (DFP, FVp), MdR
- Reinhart Schmidt (Betriebswirt) (1940–2008), deutscher Betriebswirtschaftler und Hochschullehrer
- Reinhold Schmidt (1902–1974), deutscher Sprinter
- Reinhold Schmidt (Verleger) (* 1951), deutscher Unternehmer
- Reinhold Schmidt (Mediziner) (* um 1955), österreichischer Neurologe und Verbandsfunktionär
- Reinhold E. Schmidt (1951–2022), deutscher Mediziner
- Renate Schmidt (Schauspielerin) (* 1942), deutsche Schauspielerin
- Renate Schmidt (* 1943), deutsche Politikerin (SPD), MdB
- Renate Schmidt (Politikerin, 1948) (* 1948), deutsche Politikerin (SPD), MdL Sachsen-Anhalt
- Renate Schmidt-Vogt (* 1943), deutsche Schriftstellerin
- René Schmidt (* 1974), deutscher Fußballspieler
- Reneé Schmidt (* 1967), deutscher Radsporttrainer
- Richard Schmidt (Pfarrer) (1839–1916), deutscher Religionslehrer und Pfarrer
- Richard Schmidt (Jurist) (Richard Karl Bernhard Schmidt; 1862–1944), deutscher Politik- und Rechtswissenschaftler
- Richard Schmidt (Politiker, 1864) (1864–1948), deutscher Politiker (SPD)
- Richard Schmidt (Indologe) (Johann Wilhelm Richard Schmidt; 1866–1939), deutscher Indologe, Übersetzer und Entomologe
- Richard Schmidt (Politiker, 1871) (1871–1945), deutscher Politiker (SPD)
- Richard Schmidt (Kantor) (1877–1958), deutscher Kantor und Organist
- Richard Schmidt (Politiker, 1882) (1882–1946), deutscher Politiker, Bürgermeister von Greifswald
- Richard Schmidt (Architekt) (1883–1959), deutscher Architekt und Hochschullehrer
- Richard Schmidt (Buchhändler) (1884–1966), deutscher Buchhändler und politischer Aktivist
- Richard Schmidt (Kunsthistoriker) (1889–1973), deutscher Kunsthistoriker und Denkmalpfleger
- Richard Schmidt (General) (1899–1977), deutscher Generalmajor
- Richard Schmidt (Puppenspieler) (1926–2020), deutscher Puppenspieler
- Richard Schmidt (Politiker, IV), deutscher Politiker (SED)
- Richard Schmidt (Politiker, V), deutscher Politiker (DBD)
- Richard Schmidt (Tennisspieler) (* 1965), US-amerikanischer Tennisspieler
- Richard Schmidt (Wirtschaftsrechtler) (* 1965), deutscher Wirtschaftsrechtler und Hochschullehrer
- Richard Schmidt (Ruderer) (* 1987), deutscher Ruderer
- Richard Schmidt (Fechter) (* 1992), deutscher Degenfechter
- Richard Schmidt-Cabanis (1838–1903), deutscher Schauspieler und Schriftsteller
- Richard A. Schmidt (1941–2015), US-amerikanischer Bewegungsforscher
- Richard Heinrich Traugott Schmidt (1877–1955), deutscher lutherischer Pastor
- Richard R. Schmidt (* 1935), deutscher Chemiker und Hochschullehrer
- Rikke Schmidt (* 1975), dänische Handballspielerin
- Rita Schmidt, Geburtsname von Rita Blankenburg (* 1942), deutsche Eisschnellläuferin
- Rita Schmidt, Geburtsname von Rita Kirst (* 1950), deutsche Leichtathletin
- Rita Schmidt-Köppen, deutsche Ruderin
- Robert Schmidt (Politiker, 1844) (1844–?), deutscher Politiker, MdL Sachsen
- Robert Schmidt (Architekt) (1850–1928), deutscher Architekt
- Robert Schmidt (Maler) (1863–um 1927), deutscher Maler
- Robert Schmidt (Politiker, 1864) (1864–1943), deutscher Politiker (SPD), MdR
- Robert Schmidt (Ingenieur) (1869–1934), deutscher Bauingenieur, Stadtplaner und Beamter
- Robert Schmidt (Senator) (1871–1936), deutscher Baubeamter und Politiker, Senator in Danzig
- Robert Schmidt (Kunsthistoriker) (1878–1952), deutscher Kunsthistoriker
- Robert Schmidt (Schauspieler) (1882–1941), dänischer Schauspieler
- Robert Schmidt (Mediziner) (1895–1964), deutscher Internist
- Robert Schmidt (Radsportler) (* 1958), deutscher Radrennfahrer
- Robert Schmidt (Plagiatsjäger), Pseudonym eines deutschen Plagiatsjägers
- Robert Schmidt (Soziologe) (* 1964), deutscher Soziologe
- Robert Schmidt (Autor) (* 1964), deutscher Schriftsteller und Redakteur
- Robert Schmidt (Musiker) (Gigl Schmidt; * 1968), österreichischer Musiker
- Robert Schmidt-Hamburg (1885–1963), deutscher Maler
- Robert Schmidt-Matt (* 1954), deutscher Bildhauer
- Robert Kunhardt von Schmidt (1847–1918), deutscher Generalmajor
- Robert-Albert Schmidt (1883–1957), Schweizer Ingenieur
- Robert Christian Schmidt, deutscher Wirtschaftswissenschaftler
- Robert Emanuel Schmidt (1864–1938), deutscher Chemiker und Manager
- Robert F. Schmidt (Wirtschaftswissenschaftler) (* 1953), deutscher Wirtschaftswissenschaftler und Hochschullehrer
- Robert Franz Schmidt (1932–2017), deutscher Physiologe
- Robert H. Schmidt (Manager) (Robert Hans Schmidt; 1899–1962), deutscher Wirtschaftsmanager
- Robert H. Schmidt (Politikwissenschaftler) (Robert Heinrich Schmidt; 1924–2004), deutscher Politikwissenschaftler und Archäologe
- Robert Renato Schmidt (1892–1948), deutscher Lyriker und Verleger
- Robert Rudolf Schmidt (1882–1950), deutscher Prähistoriker
- Roberto Schmidt (* 1962), Schweizer Politiker
- Rochus Schmidt (1860–1938), preußischer Offizier und Kolonialbeamter
- Roderich Schmidt (1925–2011), deutscher Historiker
- Rodger Schmidt (* 1952), Curler
- Roger Schmidt (Karikaturist) (* 1959), deutscher Karikaturist und Cartoonist
- Roger Schmidt (* 1967), deutscher Fußballtrainer
- Roland Schmidt (Volkskundler) (1932–2019), deutscher Volkskundler und Museumsleiter
- Roland Schmidt (Mathematiker) (* 1944), deutscher Mathematiker und Hochschullehrer
- Roland Schmidt (Ornithologe) (1951–2020), deutscher Ornithologe
- Roland Schmidt (* 1966), deutscher Nordischer Kombinierer
- Roland Schmidt-Riese (* um 1965), deutscher Romanist und Hochschullehrer
- Roland Dieter Schmidt-Hensel (* 1970), deutscher Musikwissenschaftler
- Rolf Schmidt (Mediziner) (1906–1982), deutscher Augenarzt und NS-Funktionär
- Rolf Schmidt (Intendant) (1924–nach 1990), deutscher Journalist und Intendant
- Rolf Schmidt (Architekt) (1930–2024), deutscher Architekt und Stadtplaner
- Rolf Schmidt (Geograph) (1936–2011), deutscher Geograph und Professor für Landschaftsökologie und Bodennutzungsplanung
- Rolf Schmidt (Fußballspieler, 1936) (* 1936), deutscher Fußballspieler
- Rolf Schmidt (Fußballspieler, 1937) (* 1937), deutscher Fußballspieler
- Rolf Schmidt (Jurist, 1956) (* 1956), deutscher Jurist, Beamter und Hochschullehrer in Bayreuth
- Rolf Schmidt (Segler) (* 1963), deutscher Segler
- Rolf Schmidt (Jurist, II), deutscher Jurist, Verleger und Hochschullehrer in Hamburg
- Rolf Schmidt-Diemitz (* 1939), deutscher Jurist und Fachbuchautor
- Rolf Schmidt-Gentner (1925–2005), deutsch-österreichischer Tontechniker
- Rolf Schmidt-Holtz (* 1948), deutscher Journalist und Manager
- Rolf Retz-Schmidt (1928–2006), norwegisch-deutscher Maler und Grafiker
- Rolf Dietrich Schmidt (1929–1989), deutscher Maler und Architekt
- Roman Schmidt-Radefeldt (* 1969), deutscher Jurist
- Ronald Schmidt (* 1977), deutscher Fußballspieler
- Ronald Michael Schmidt (1951–2023), deutscher Germanist und Bibliothekar
- Roswitha Schmidt-Salveter (1939–2014), deutsche Juristin, Richterin und Gerichtspräsidentin
- Roy Schmidt (* 1991), deutscher Leichtathlet
- Rudi Schmidt (* 1939), deutscher Soziologe
- Rüdiger Schmidt-Grépály (* 1952), deutscher Philosoph
- Rüdiger Schmidt-Wiethoff (* 1965), deutscher Sportmediziner und Hochschullehrer
- Rudolf Schmidt (Oberst) (1832–1898), Schweizer Offizier und Erfinder
- Rudolf Schmidt (Lehrer) (1843–1913), deutscher Lehrer und Schuldirektor
- Rudolf Schmidt (Ministerialbeamter, 1852) (1852–1913), Präsident der Eisenbahndirektion Köln und der Reichseisenbahnen in Elsaß-Lothringen
- Rudolf Schmidt (General, 1860) (1860–1938), österreichischer Feldmarschallleutnant
- Rudolf Schmidt (Architekt) (1862–1945), deutscher Architekt und Baumeister
- Rudolf Schmidt (Industrieller) (1865–1928), österreichischer Industrieller
- Rudolf Schmidt (Mediziner, 1873) (1873–1947), österreichischer Internist und Hochschullehrer
- Rudolf Schmidt (Maler, 1873) (1873–1963), österreichischer Maler
- Rudolf Schmidt (Historiker) (1875–1943), deutscher Journalist, Heimatforscher und Regionalhistoriker
- Rudolf Schmidt (Baubeamter), deutscher Eisenbahn-Baubeamter
- Rudolf Schmidt (Manager) (1884–nach 1945), deutscher Wirtschaftsmanager
- Rudolf Schmidt (General) (1886–1957), deutscher Generaloberst
- Rudolf Schmidt (Jurist) (1886–1965), deutscher Rechtswissenschaftler
- Rudolf Schmidt (Tiermediziner) (1892–1967), österreichischer Veterinärmediziner und Tierzuchtwissenschaftler
- Rudolf Schmidt (Bautechniker) (1894–1955), österreichischer Bautechniker und Erfinder
- Rudolf Schmidt (Bildhauer) (1894–1980), österreichischer Bildhauer und Kunsthistoriker
- Rudolf Schmidt (Mediziner, 1897) (1897–nach 1971), deutscher Sportmediziner
- Rudolf Schmidt (Musiker, 1897) (1897–1989), deutscher Pianist und Hochschullehrer
- Rudolf Schmidt (Maler, 1902) (1902–1992), deutscher Maler
- Rudolf Schmidt (Ministerialbeamter, 1904) (1904–1969), deutscher Verwaltungsjurist, Landrat und Ministerialbeamter
- Rudolf Schmidt (Maler, 1908) (1908–1995), deutscher Maler
- Rudolf Schmidt (Maschinenbauer) (1908–1997), deutscher Maschinenbauingenieur und Hochschullehrer für Mechanik
- Rudolf Schmidt (Musiker, 1910) (1910–1978), deutscher Harfenist
- Rudolf Schmidt (Bürgermeister) (1918–1960), deutscher Politiker (CSU)
- Rudolf Schmidt (Kartograf) (1924–2013), österreichischer Kartograf, Unternehmer, Globensammler und -forscher
- Rudolf Schmidt (Maler, 1930) (* 1930), deutscher Maler und Zeichner
- Rudolf Schmidt (Diplomat) (1938–2010), deutscher Diplomat
- Rudolf Schmidt (Geistlicher) (1938–2022), deutscher evangelischer Geistlicher und Verbandsfunktionär
- Rudolf Schmidt (Fußballspieler) (1940–1966), deutscher Fußballspieler
- Rudolf Schmidt (Physiker) (* 1949), österreichischer Physiker und Generalinspekteur der Europäischen Weltraumorganisation (ESA)
- Rudolf Schmidt-Bückeburg (1890–1940), deutscher Historiker
- Rudolf Schmidt-Burkhardt (vor 1930–1980), deutscher Unternehmer
- Rudolf Schmidt-Dethloff (1900–1971), deutscher Maler
- Rudolf Schmidt-Wetter (1919–1978), deutscher Apotheker, Pharmaziehistoriker und Herausgeber
- Rudolf Schmidt-Wunstorf (1916–2001), deutscher Violinist, Bratschist, Dirigent und Komponist, tätig in Frankreich
- Rudolf Manfred Schmidt (1926–2015), deutscher Neurologe
- Rudolf Oskar Schmidt (1900–1970), Schweizer Kunstsammler
- Rudolph Schmidt (Architekt) (?–1901), deutscher Architekt und Stadtbaurat
- Rudolph Schmidt (1897–1989), deutscher Pianist und Musikpädagoge, siehe Rudolf Schmidt (Musiker, 1897)
- Ruth Schmidt-Mumm (* 1932), deutsche Autorin
- Ruth Schmidt-Niemack (1927–2011), deutsche Politikerin (CDU)
- Ruth Schmidt Stockhausen (1922–2014), deutsche Malerin
- Ruth Schmidt-Wiegand (1926–2014), deutsche Germanistin und Rechtshistorikerin

### S
- Sabine Schmidt (Übersetzerin) (* 1962), deutsche Literaturübersetzerin
- Sabine Schmidt (Geherin) (* 1981), deutsche Geherin
- Sabine Schmidt-Lauff (* 1968), deutsche Erwachsenenpädagogin und Hochschullehrerin
- Sabine Maria Schmidt (* 1968), deutsche Kuratorin und Autorin
- Sam Schmidt (* 1964), US-amerikanischer Automobilrennfahrer und Geschäftsmann
- Sandra Schmidt (* 1986), deutsche Fußballspielerin
- Sára Schmidt (* 1994), ungarische Schauspielerin
- Sarah Schmidt (Autorin) (* 1965), deutsche Autorin
- Sarah Schmidt (Leichtathletin) (* 1996), deutsche Leichtathletin
- Sarah Schmidt (Schauspielerin) (* 1997), deutsche Schauspielerin
- Sasa Hanten-Schmidt (* 1971), deutsche Rechtsanwältin, Publizistin und öffentlich bestellte und vereidigte Sachverständige für zeitgenössische bildende Kunst
- Sascha Leonard Schmidt (* 1971), deutscher Ökonom
- Sascha Schmidt (Schiedsrichter) (* 1986), deutscher Handballschiedsrichter
- Sebastian Schmidt (Theologe) (1617–1696), deutscher Theologe
- Sebastian Schmidt (Rennrodler) (* 1978), deutscher Rennrodler
- Sebastian Schmidt (Tennisspieler) (* 1979), deutscher Tennisspieler
- Sebastian Schmidt (Badminton) (* 1980), deutscher Badmintonspieler
- Sebastian Schmidt (Ruderer) (* 1985), deutscher Ruderer
- Sebastian Schmidt (Basketballfunktionär) (* 1986), deutscher Basketballfunktionär
- Sebastian Schmidt (Komponist) (* 1987), deutscher Komponist
- Sebastian Schmidt (Jazzmusiker) (* 1988), deutscher Jazzmusiker
- Sebastian Schmidt (Autor) (* 1983), deutscher Autor
- Sebastian Schmidt (Politiker) (* 1993), deutscher Politiker (CDU)
- Sebastian Schmidt-Hofner (* 1977), deutscher Althistoriker
- Sebastian M. Schmidt (* 1967), deutscher Physiker
- Sebestyén Schmidt (1901–1971), ungarischer Radrennfahrer
- Sibylle Schmidt, Geburtsname von Sibylle Pfeiffer (* 1951), deutsche Politikerin (CDU)
- Sibylle Schmidt (Unternehmerin) (* 1961), deutsche Unternehmerin und Politikerin (KPD/RZ, SPD, AfD)
- Sibylle Schmidt (Philosophin) (* 1982), deutsche Philosophin
- Siegbert Schmidt (* 1941), deutscher Mathematikdidaktiker
- Siegfried Schmidt (Fußballfunktionär), deutscher Fußballfunktionär
- Siegfried Schmidt (Historiker) (1930–1986), deutscher Historiker
- Siegfried Schmidt (Musiker), deutscher Jazzposaunist
- Siegfried Schmidt (Eishockeyspieler), deutscher Eishockeyspieler
- Siegfried Schmidt (Bibliothekar) (* 1956), deutscher Bibliothekar
- Siegfried Schmidt (Mediziner), deutscher Mediziner
- Siegfried Schmidt-Joos (1936–2025), deutscher Kulturjournalist
- Siegfried J. Schmidt (1940–2025), deutscher Philosoph und Kommunikationswissenschaftler
- Siegmar Schmidt (* 1961), deutscher Politikwissenschaftler und Hochschullehrer
- Siegmund Schmidt (1939–2021), deutscher Komponist und Kirchenmusiker
- Sigrun Schmidt-Traub (* 1942), deutsche Psychologin, Soziologin und Autorin
- Sigurd Ottowitsch Schmidt (1922–2013), russischer Historiker und Ethnograph
- Silke Schmidt (* 1959), deutsche Übersetzerin
- Silvia Schmidt (Politikerin) (* 1954), deutsche Politikerin (SPD)
- Silvia Schmidt (Schachspielerin) (* 1969), deutsche Fernschachspielerin
- Simon Georg Schmidt (1801–1861), deutscher Chorleiter, Violinist und Komponist
- Simon Judas Thaddäus Schmidt (1653–1691), deutscher Geistlicher
- Sonja Schmidt (* 1946), deutsche Schlagersängerin
- Sonjaa Schmidt (* 2002), kanadische Skilangläuferin
- Sönke Lieberam-Schmidt (* 1969), deutscher Ökonom und Hochschullehrer für Wirtschaftsinformatik
- Sophia Schmidt (* 1998), deutsche Tennisspielerin und Behindertensportlerin
- Sophie Schmidt (* 1988), kanadische Fußballspielerin
- Sophus Schmidt (1792–1841), deutscher Befreiungskämpfer, Gutsbesitzer und Verwaltungsjurist
- Stefan Schmidt (Kapitän) (* 1941), deutscher Kapitän
- Stefan Schmidt (Archäologe) (* 1961), deutscher Klassischer Archäologe
- Stefan Schmidt (Organist) (* 1966), deutscher Organist und Hochschullehrer
- Stefan Schmidt (Psychologe) (* 1967), deutscher Psychologe
- Stefan Schmidt (Fußballspieler, 1975) (* 1975), dänischer Fußballspieler
- Stefan Schmidt (Musiker) (* 1979), deutscher Musiker, Gründer von van Canto
- Stefan Schmidt (Politiker) (* 1981), deutscher Politiker (Bündnis 90/Die Grünen)
- Stefan Schmidt (Basketballspieler) (* 1989), deutscher Basketballspieler
- Stefan Schmidt (Fußballspieler, 1989) (* 1989), deutscher Fußballspieler
- Stefan S. Schmidt (* 1958), deutscher Maler
- Steffen Schmidt (* 1964), deutscher Fußballspieler
- Steffi Schmidt (Kunsthistorikerin) (1922–1990), deutsche Kunsthistorikerin
- Steffi Schmidt (Volleyballspielerin) (* 1968), deutsche Volleyballspielerin
- Stephan Schmidt (Mediziner) (* 1961), deutscher Generalarzt
- Stephan Schmidt (Musiker) (* 1964), deutscher Gitarrist und Musikpädagoge
- Stephan Schmidt, eigentlicher Name von Stephan Thome (* 1972), deutscher Sinologe und Schriftsteller
- Stephan Schmidt (Politiker) (*  1973), deutscher Politiker (CDU), MdA
- Stephan Schmidt (Fußballtrainer) (* 1976), deutscher Fußballspieler und -trainer
- Stephan Schmidt (Jurist) (* 1977), deutscher Rechtsanwalt und Fußballfunktionär
- Stephan Schmidt-Wulffen (* 1951), deutscher Kunsttheoretiker und Hochschullehrer
- Stephanie Schmidt (* 1971), deutsche Journalistin und Moderatorin
- Suntje Schmidt (* 1975), deutsche Wirtschaftsgeographin und Hochschullehrerin
- Susanne Schmidt (Journalistin) (* 1947), deutsche Journalistin
- Susanne Schmidt (Ruderin) (* 1974), deutsche Ruderin
- Susanne Schmidt-Knaebel (* 1937), deutsche Germanistin
- Susanne Kerstin Schmidt, deutsche Politikwissenschaftlerin
- Suse Schmidt-Eschke (geb. Susanne Schmidt; 1872–1941), deutsche Malerin und Lithographin
- Switlana Schmidt (* 1990), ukrainische Leichtathletin
- Sybille Schmidt (* 1967), deutsche Ruderin
- Sylvester Schmidt (1921–1989), deutscher Schauspieler

### T
- Tadeu Schmidt (* 1974), brasilianischer Journalist und Fernsehmoderator
- Tanja Hennes (Tanja Schmidt-Hennes; * 1971), deutsche Radrennfahrerin
- Thea Schmidt-Keune (1920–1993), deutsche Schauspielerin und Sängerin
- Theis Schmidt (* 1977), dänischer Filmeditor
- Theo Schmidt (Ornithologe) (1876–1958), deutscher Ornithologe
- Theo Schmidt (Schachspieler) (* 1959), deutscher Schachspieler
- Theo Schmidt-Reindahl (1901–1972), deutscher Bildhauer
- Theo Schmidt-Ruigies (* 1961), deutscher Maler und Videokünstler
- Theodor Schmidt (Maler, 1810) (1810–1840), deutscher Maler
- Theodor Schmidt (Politiker, I), deutscher Fabrikant und Politiker, MdL Sachsen-Altenburg
- Theodor Schmidt (Sänger) (1840–1913), deutscher Opernsänger (Bariton) und Regisseur
- Theodor Schmidt (Maler, 1855) (1855–1937), deutscher Maler
- Theodor Schmidt (Politiker, 1867) (1867–1942), deutscher Theologe und Politiker, MdL Bayern
- Theodor Schmidt (Tiermediziner) (1868–1946), österreichischer Tiermediziner
- Theodor Schmidt (Sportfunktionär) (1891–1973), österreichischer Sportfunktionär
- Theodor Schmidt (Politiker, 1896) (1896–1966), deutscher Politiker (DP/CDU), MdL Niedersachsen
- Theodor Schmidt (Physiker) (1908–1986), deutscher Physiker und Hochschullehrer
- Theodor Schmidt (Mediziner) (* 1934), deutscher Radiologe und Medizinphysiker
- Theodor Schmidt-Kaler (1930–2017), deutscher Astronom
- Theodor von Schmidt-Pauli (1817–1868), deutscher Reeder
- Theodor Edmund Schmidt (1857–1921), österreichisch-ungarischer Lebensmittelfabrikant, siehe Victor Schmidt & Söhne
- Theodor Emil Schmidt (1905–1982), deutscher Ingenieur und Hochschullehrer
- Theodor Gustav Ernst Schmidt (1828–1904), deutscher Maler
- Thilo Schmidt (* 1976), deutscher Journalist und Autor
- Thomas Schmidt (Bürgermeister) (?–1584), Bürgermeister von Delitzsch
- Thomas Schmidt (Schauspieler) (1942–2008), deutscher Schauspieler und Mediziner
- Thomas Schmidt (Politiker, 1950) (* 1950), deutscher Politiker (DSU), MdB
- Thomas Schmidt (Fußballfunktionär) (* 1952/1953), deutscher Jurist und Fußballfunktionär
- Thomas Schmidt (Moderator) (1957–2019), deutscher Hörfunkmoderator
- Thomas Schmidt (Volleyballtrainer) (* 1958), deutscher Volleyballtrainer
- Thomas Schmidt (Fußballspieler, 1959) (* 1959), deutscher Fußballspieler (Pirmasens)
- Thomas Schmidt (Kirchenmusiker) (* 1960), deutscher Kirchenmusiker
- Thomas Schmidt (Politiker, Februar 1961) (* 1961), deutscher Politiker (SPD), Bürgermeister von Teltow
- Thomas Schmidt (Politiker, März 1961) (* 1961), deutscher Politiker (CDU), MdL Sachsen
- Thomas Schmidt (Biologe) (1963–2019), deutscher Zell- und Molekularbiologe
- Thomas Schmidt (Chemiker) (Thomas J. Schmidt; * 1963), deutscher Chemiker und Hochschullehrer
- Thomas Schmidt (Germanist) (* 1963), deutscher Germanist
- Thomas Schmidt (Fußballspieler, 1964) (* 1964), deutscher Fußballspieler (Kassel)
- Thomas Schmidt (Fußballspieler, 1965) (* 1965), deutscher Fußballspieler (Ulm, Braunschweig, Freiburg, München)
- Thomas Schmidt (Radsportler) (* 1965), deutscher Radrennfahrer
- Thomas Schmidt (Theatermanager) (* 1965), deutscher Theatermanager und Hochschullehrer
- Thomas Schmidt (Altphilologe) (* 1966), Schweizer Altphilologe
- Thomas Schmidt (Musikwissenschaftler) (auch Thomas Schmidt-Beste; * 1968), deutscher Musikwissenschaftler
- Thomas Schmidt (Philosoph) (* 1968), deutscher Philosoph
- Thomas Schmidt (Psychologe) (* 1972), deutscher Experimentalpsychologe
- Thomas Schmidt (Fußballspieler, 1973) (* 1973), österreichischer Fußballspieler
- Thomas Schmidt (Kanute) (* 1976), deutscher Kanute
- Thomas Schmidt (Komiker) (* 1985), deutscher Komiker
- Thomas Schmidt (Fußballspieler, 1996) (* 1996), neukaledonischer Fußballtorhüter
- Thomas Schmidt-Kowalski (1949–2013), deutscher Komponist
- Thomas Schmidt-Lux (* 1974), deutscher Soziologe
- Thomas Schmidt-Ott (* 1965), deutscher Musiker und Musikwissenschaftler
- Thomas E. Schmidt (* 1959), deutscher Autor und Publizist
- Thomas M. Schmidt (* 1960), deutscher Theologe
- Thorsten Schmidt (Autor) (* 1961), deutscher Autor und Verleger
- Thorsten Schmidt (Intendant) (* 1962), deutscher Intendant
- Thorsten Schmidt (Verleger) (* 1965), deutscher Verleger, Publizist und Fotograf
- Thorsten Schmidt (Regisseur) (* 1969), deutscher Regisseur
- Thorsten Schmidt (Ruderer) (* 1978), deutscher Ruderer
- Thorsten Ingo Schmidt (* 1972), deutscher Rechtswissenschaftler und Hochschullehrer
- Thyra Schmidt (* 1974), deutsche Künstlerin
- Till Schmidt (* 1970), deutscher Schauspieler
- Tilmann Schmidt (1943–2022), deutscher Historiker
- Tim Schmidt (Fußballspieler) (* 2002), deutscher Fußballspieler
- Tim Luca Schmidt (2009), deutscher Schauspieler, Model und Moderator
- Tino Schmidt (* 1993), deutscher Fußballspieler
- Tobias Schmidt (Klavierbauer) (1755–1831), deutscher Klavierbauer und Konstrukteur der Guillotine
- Tobias Schmidt (Musiker) (eigentlich Toby David Smith), britischer Musiker
- Tobias Schmidt, bekannt als Tobi Tobsen, deutscher Rapper und Musikproduzent
- Tobias Schmidt (Kameramann), deutscher Kameramann
- Tobias Schmidt (Synchronsprecher) (* 1983), deutscher Synchronsprecher
- Tony Schmidt (Rennfahrer) (* 1980), deutscher Rennfahrer
- Tony Schmidt (Fußballspieler) (* 1988), deutscher Fußballspieler
- Torsten Schmidt (Radsportler) (* 1972), deutscher Radrennfahrer und Radsporttrainer
- Torsten Schmidt (Leichtathlet) (* 1974), deutscher Leichtathlet und Leichtathletiktrainer
- Torge Schmidt (* 1988), deutscher Politiker (Piraten)
- Trine Schmidt (* 1988), dänische Radsportlerin
- Trudeliese Schmidt (1942–2004), deutsche Opernsängerin
- Trudi Schmidt (* 1935), deutsche Politikerin (CDU)

### U
- Udo Schmidt (* 1945), deutscher Autor von Sachbüchern
- Ulf Schmidt (Tennisspieler) (* 1934), schwedischer Tennisspieler
- Ulf Schmidt (Dramatiker) (* 1966), deutscher Dramatiker, Theaterwissenschaftler, Blogger, Dramaturg
- Ulf Schmidt (Historiker) (* 1967), deutsch-britischer Neuzeithistoriker, Medizinhistoriker und Hochschullehrer
- Uli Schmidt (* 1961), südafrikanischer Rugby-Union-Spieler
- Ulla Schmidt (Politikerin, 1942) (* 1942), deutsche Politikerin (CDU)
- Ulla Schmidt (Politikerin, 1949) (* 1949), deutsche Politikerin (SPD)
- Ulla Schmidt (Theologin) (* 1966), dänische evangelische Theologin
- Ullrich Schmidt (* 1937), deutscher Textilkünstler
- Ulrich Schmidt (Kfz-Techniker) (1902–1988), deutscher Kfz-Techniker
- Ulrich Schmidt (Chemiker) (1924–2004), deutscher Chemiker
- Ulrich Schmidt (Kunsthistoriker) (* 1930), deutscher Kunsthistoriker, Direktor des Städtischen Museums Wiesbaden
- Ulrich Schmidt (Politiker) (1942–2021), deutscher Politiker
- Ulrich Schmidt (Meteorologe) (* 1943), deutscher Meteorologe
- Ulrich Schmidt (Ornithologe) (1947–2012), deutscher Ornithologe
- Ulrich Schmidt (Serienmörder) (* um 1957), deutscher Serienmörder
- Ulrich Schmidt-Contoli (* 1967), deutscher Architekt, Designer, Grafiker und Illustrator
- Ulrich Schmidt-Denter (* 1946), deutscher Entwicklungspsychologe und Hochschullehrer
- Ulrich Schmidt-Rohr (1926–2006), deutscher Kernphysiker
- Ulrik Schmidt (* 1962), dänischer Curler
- Ulrike Schmidt (Psychologin) (* 1955), deutsche Psychologin
- Ulrike Schmidt (Volleyballspielerin) (* 1969), deutsche Volleyball- und Beachvolleyballspielerin
- Ulrike Schmidt (Politikerin) (* 1973), deutsche Politikerin, Bürgermeisterin von Henstedt-Ulzburg
- Ursula Schmidt (1924–2010), deutschamerikanische Schauspielerin, siehe Ursula Thiess
- Ursula Schmidt (Malerin) (* 1932), deutsche Malerin
- Ursula Schmidt (* 1948), deutsche Schauspielerin, Schriftstellerin und Verlegerin, siehe Ulla Berkéwicz
- Ursula Schmidt (* 1949), deutsche Politikerin (SPD), siehe Ulla Schmidt (Politikerin, 1949)
- Ursula Schmidt (Autorin) (* 1965), deutsche Autorin und Pfarrerin
- Ursula Schmidt-Erfurth (* 1960), österreichische Augenärztin und Hochschullehrerin
- Ursula Schmidt-Tintemann (1924–2017), deutsche Chirurgin und Hochschullehrerin
- Ursula Wiedermann-Schmidt (* 1965), österreichische Ärztin, Immunologin und Hochschullehrerin für Impfwesen (Vakzinologie)
- Urszula Plewka-Schmidt (1939–2008), polnische Künstlerin und Pädagogin
- Uta Schmidt (Filmeditorin) (1965–2023), deutsche Filmeditorin
- Uta Schmidt (Theologin) (* 1968), deutsche Theologin
- Uta Schmidt (Moderatorin), deutsche Radiomoderatorin und Sportjournalistin
- Ute Schmidt (* 1943), deutsche Historikerin und Politologin
- Ute Schmidt (Schauspielerin) (* 1958), deutsche Schauspielerin
- Uve Schmidt (1939–2021), deutscher Dichter und Schriftsteller
- Uwe Schmidt (Historiker) (1931–2008), deutscher Lehrer und Historiker
- Uwe Schmidt (Zoologe) (* 1939), deutscher Zoologe, Tierphysiologe und Hochschullehrer
- Uwe Schmidt (Journalist) (1942–2014), deutscher Journalist
- Uwe Schmidt (Politiker, 1945) (* 1945), deutscher Politiker (CDU), MdA Berlin
- Uwe Schmidt (Politiker, 1947) (* 1947), deutscher Politiker (SPD), MdL Brandenburg
- Uwe Schmidt (Politiker, 1954) (* 1954), deutscher Politiker (SPD), Landrat in Kassel
- Uwe Schmidt (Soziologe) (1960–2023), deutscher Soziologe und Hochschullehrer für Hochschulforschung
- Uwe Schmidt (Fußballspieler) (* 1964), deutscher Fußballspieler
- Uwe Schmidt (Gartenbautechniker) (* vor 1965), deutscher Gartenbautechniker und Hochschullehrer für Biosystemtechnik
- Uwe Schmidt (Politiker, 1966) (* 1966),  deutscher Politiker (SPD), MdBB, MdB
- Uwe Schmidt (Musiker) (* 1968), deutscher Musiker
- Uwe Schmidt (Sänger) (* 1976), österreichischer Sänger, Songwriter und Musiker
- Uwe Eduard Schmidt (* 1960), deutscher Forstwissenschaftler und Hochschullehrer

### V
- Valentin Schmidt (Zisterzienser) (František Valentin Schmidt; 1863–1927), österreichischer Lehrer, Heimatforscher, Diplomatiker und Archivar
- Valentin Schmidt (Superintendent) (1892–1982), österreichisch-bukowinischer evangelischer Pfarrer
- Valentin Schmidt (Jurist) (* 1941), deutscher Jurist
- Vanda Vieira-Schmidt (1949–2023), deutsche Art-brut-Malerin
- Vera Schmidt (1889–1937), sowjetische Psychoanalytikerin, siehe Wera Fjodorowna Schmidt
- Vera Schmidt (Tiermedizinerin) (1929–2012), deutsche Tierärztin und Hochschullehrerin
- Verena Schmidt (* 1982), deutsche Autorin
- Veronika Schmidt (* 1952), deutsche Skilangläuferin
- Victor Schmidt (Jurist) (1820–1905), deutscher Jurist und Privatdozent
- Victor Anton Schmidt (1826–1898), österreichisch-ungarischer Fabrikant und Lebensmittelhersteller, siehe Victor Schmidt & Söhne
- Viktoria Schmidt-Linsenhoff (1944–2013), deutsche Kunsthistorikerin und Hochschullehrerin
- Viola M. J. Schmidt, deutsche Drehbuchautorin
- Vitus Schmidt (1884–1971), österreichischer Jurist und Richter
- Vivien Ann Schmidt (* 1949), US-amerikanische Politikwissenschaftlerin
- Volker Schmidt (Physiker) (* 1939), deutscher Physiker und Hochschullehrer
- Volker Schmidt (Archäologe) (1942–2002), deutscher Archäologe und Museumsdirektor
- Volker Schmidt (Mathematiker) (* 1948), deutscher Mathematiker, Statistiker und Hochschullehrer
- Volker Schmidt (Politiker) (* 1957), deutscher Politiker (SPD)
- Volker Schmidt (Fußballspieler, 1957) (* 1957), deutscher Fußballspieler (Wismut Aue)
- Volker Schmidt (* 1967), deutscher Turniertänzer, Teil des Tanzpaars Volker Schmidt und Ellen Jonas
- Volker Schmidt (Autor) (* 1976), österreichischer Schauspieler, Regisseur und Drehbuchautor
- Volker Schmidt (Fußballspieler, 1978) (* 1978), deutscher Fußballspieler (Hamburger SV)
- Volker Schmidt-Gertenbach (* 1941), Musiker und Dirigent sowie Generalmusikdirektor
- Volker Schmidt-Gliaugir (* 1954), deutscher Grafik-Designer und Musiker, siehe Gliaugir
- Volker Schmidt-Kohl (1939–2014), deutscher Philosoph und Hochschullehrer
- Volker Schmidt-Sondermann (* 1965), deutscher Filmproduzent, Regisseur und Drehbuchautor
- Volker Vent-Schmidt (* vor 1956), deutscher Meteorologe
- Volker Ignaz Schmidt (* 1971), deutscher Komponist
- Volkmar Schmidt (1933–1998), deutscher Altphilologe

### W
- Waldemar Schmidt (1909–1975), deutscher Politiker (KPD, SED)
- Walter Schmidt (Politiker, 1812) (1812–1875), deutscher Gutsbesitzer und Politiker
- Walter Schmidt (Jurist, 1858) (1858–1925), deutscher Jurist und Politiker
- Walter Schmidt (Geologe) (1885–1945), österreichischer Geologe und Mineraloge
- Walter Schmidt (Politiker, 1886) (1886–1935), deutscher SA-Führer und Politiker (NSDAP), MdL Preußen
- Walter Schmidt (Geistlicher, 1891) (1891–1981), deutscher Geistlicher der Neuapostolischen Kirche
- Walter Schmidt (Eisenbahner) (1892–1948), deutscher Reichsbahnbeamter
- Walter Schmidt (Manager) (1892–1959), deutscher Versicherungsmanager
- Walter Schmidt (Politiker, 1898) (1898–1982), deutscher Politiker (CDU), MdL Niedersachsen
- Walter Schmidt (Mediziner, 1901) (1901–1939), deutscher Röntgenologe, Chirurg und Tuberkulosespezialist
- Walter Schmidt (Politiker, 1903) (1903–1962), deutscher Politiker (NSDAP), Oberbürgermeister von Chemnitz
- Walter Schmidt (Politiker, 1907) (1907–1997), deutscher Politiker (SPD)
- Walter Schmidt (Geistlicher, 1908) (1908–1992), deutscher evangelischer Theologe und Archivar
- Walter Schmidt (Mediziner, 1910) (1910–1970), deutscher Arzt und SS-Untersturmführer
- Walter Schmidt (Politiker, 1912) (1912–1996), Schweizer Politiker (SP)
- Walter Schmidt (Architekt), deutscher Architekt und Stadtplaner in der DDR
- Walter Schmidt (Ökonom) (1918–1985), deutscher Volkswirtschaftler und Agrarökonom
- Walter Schmidt (Fußballspieler, 1920) (1920–?), deutscher Fußballspieler
- Walter Schmidt (Histologe) (1925–2019), deutscher Mediziner, Histologe und Embryologe
- Walter Schmidt (Fußballspieler, 1928) (* 1928), deutscher Fußballspieler und -trainer
- Walter Schmidt (Diplomat) (* 1929), deutscher Diplomat
- Walter Schmidt (Historiker) (* 1930), deutscher Historiker
- Walter Schmidt (Reiter) (* 1932), deutscher Springreiter
- Walter Schmidt (Rechtswissenschaftler, 1934) (* 1934), deutscher Rechtswissenschaftler
- Walter Schmidt (Rechtswissenschaftler, 1935) (* 1935), deutscher Rechtswissenschaftler
- Walter Schmidt (Fußballspieler, 1937) (1937–2024), deutscher Fußballspieler
- Walter Schmidt (Leichtathlet) (* 1948), deutscher Leichtathlet
- Walter Schmidt (Journalist) (1965–2016), deutscher freier Journalist und Autor
- Walter Schmidt-Bleker (* 1950), deutscher Brigadegeneral
- Walter Schmidt-Draese, deutscher Staatswissenschaftler
- Walter Schmidt-Ewald (1891–1973), deutscher Archivar und Heimatforscher
- Walter Schmidt-Hässler (1864–1923), deutscher Schauspieler, Regisseur und Drehbuchautor, siehe Walter Schmidthässler
- Walter Schmidt-Lange (1900–1964), deutscher Hygieniker und Bakteriologe
- Walter Schmidt-Parzefall (* 1938), deutscher Physiker
- Walter Schmidt-Rimpler (1885–1975), deutscher Jurist und Hochschullehrer
- Walter Schmidt von Schmidtseck (1865–1945), preußischer Offizier, zuletzt Generalleutnant im Ersten Weltkrieg
- Walter Schmidt-Staub (1872–1955), deutscher Papierfabrikant
- Walter von Schmidt-Wellenburg (1900–1973), deutscher Alpinist und Verbandsfunktionär während bzw. nach der NS-Zeit
- Walter Clemens Schmidt (1890–1979), deutscher Maler, Holzschneider und Grafiker
- Walter-Friedrich Schmidt (1930–2021), deutscher Uhrmacher und Restaurator
- Walter Josef Schmidt (1923–2010), österreichischer Geologe und Hochschullehrer
- Walther Schmidt (Geograph) (1888–1975), deutscher Geograph und Bibliothekar
- Walther Schmidt (Architekt) (1899–1993), deutscher Architekt
- Walther Schmidt (Kirchenmusiker) (1913–1991), deutscher Kirchenmusiker
- Walther Schmidt (Fußballspieler) (* 1920), deutscher Fußballspieler
- Walther Schmidt-Lademann (* 1955), deutscher Jurist
- Walther Bernhard Schmidt (1853–1916), deutscher Naturwissenschaftler, Pädagoge, Gymnasiallehrer und Rektor
- Walther Eugen Schmidt (1874–1959), Prediger der Herrnhuter Brüdergemeine und theologischer Autor
- Waltraud Schmidt-Sibeth (* 1940), deutsche Politikerin (SPD), MdL
- Warren H. Schmidt (1920–2016), US-amerikanischer Organisationsforscher und Drehbuchautor
- Wassili Wladimirowitsch Schmidt (1886–1938), sowjetischer Politiker
- Wendelin Schmidt-Dengler (1942–2008), österreichischer Sprach- und Literaturwissenschaftler
- Wera Fjodorowna Schmidt (1889–1937), sowjetische Psychoanalytikerin
- Werner Schmidt (Fabrikant) (1868/1869–nach 1955), deutscher Fabrikant
- Werner Schmidt (Forstwissenschaftler) (1896–1987), deutscher Forstwissenschaftler und Hochschullehrer
- Werner Schmidt (Diplomat) (auch Werner Schmidt-Pretoria; 1902–1978), deutscher Diplomat und Autor
- Werner Schmidt (Mediziner, 1907) (1907–1989), deutscher Dermatologe
- Werner Schmidt (Staatssekretär) (1911–1990), deutscher Verwaltungsjurist und Staatssekretär
- Werner Schmidt (Mediziner, 1913) (1913–2007), deutscher Mediziner und Schriftsteller
- Werner Schmidt (Maler, 1914) (1914–2001), deutscher Maler
- Werner Schmidt (Gewerkschafter) (1923–1969), deutscher Gewerkschafter
- Werner Schmidt (Komponist) (1925–2007), deutscher Komponist und Pianist
- Werner Schmidt (Politiker) (1926–2012), deutscher Politiker (CDU), MdL Sachsen
- Werner Schmidt (Kunsthistoriker) (1930–2010), deutscher Kunsthistoriker
- Werner Schmidt (Musiker) (1932–2020), deutscher Musiker
- Werner Schmidt (Geograph) (1934–2016), deutscher Geograph
- Werner Schmidt (Maler, 1936) (* 1936), deutscher Maler und Plastiker
- Werner Schmidt (Ökonom) (* 1939), deutscher Ökonom
- Werner Schmidt (Biophysiker) (* 1941), deutscher Biophysiker und Hochschullehrer
- Werner Schmidt (Manager) (* 1943), deutscher Manager
- Werner Schmidt (Mediziner, 1943) (* 1943), deutscher Gynäkologe und Geburtshelfer
- Werner Schmidt (Journalist) (1946–2013), deutscher Fernsehjournalist
- Werner Schmidt (Sportpädagoge) (* 1949), deutscher Sportpädagoge und Hochschullehrer
- Werner Schmidt (Maler, 1953) (* 1953), deutscher Maler
- Werner Schmidt (Medizinphysiker) (* vor 1957), österreichischer Medizinphysiker und Verbandsfunktionär
- Werner Schmidt-Boelcke (1903–1985), deutscher Komponist
- Werner Schmidt-Hammer (General) (1894–1962), deutscher Generalleutnant
- Werner Schmidt-Hammer (Polizist) (1907–1979), deutscher Polizist
- Werner Schmidt-Hieber (1944–2011), deutscher Politiker (FDP)
- Werner Schmidt-Koehl (* 1939), deutscher Lehrer und Lepidopterologe
- Werner Schmidt-Weiss (1937–2014), deutscher Unternehmer
- Werner Carl Schmidt (1891–1963), Schweizer Maler und Holzschneider
- Werner-Dietrich Schmidt (1924–2014), deutscher Ingenieur
- Werner H. Schmidt (* 1935), deutscher Theologe und Hochschullehrer
- Werner H. Schmidt (Mathematiker) (* 1945), deutscher Mathematiker, Hochschullehrer und Erziehungswissenschaftler
- Werner Hans Schmidt (* 1944), deutscher Grafiker und Briefmarkengestalter
- Werner Karl Schmidt (* 1944), schwedischer Historiker und Hochschullehrer
- Werner Paul Schmidt (1888–1964), deutscher Maler und Zeichner
- Wieland Schmidt (Germanist) (1904–1989), deutscher Germanist und Bibliothekar
- Wieland Schmidt (Handballspieler) (* 1953), deutscher Handballtorwart
- Wilhelm von Schmidt (General, 1799) (1799–1867), deutscher Generalleutnant
- Wilhelm Schmidt (Jurist, 1811) (1811–1892), deutscher Landrat
- Wilhelm Schmidt (Historiker) (1817–1901), österreichisch-mährischer Historiker
- Wilhelm von Schmidt (Jurist) (1823–??), deutscher Jurist und Richter
- Wilhelm Schmidt (Ministerialdirektor) (1829–1909), deutscher Beamter
- Wilhelm Schmidt (Politiker, I), deutscher Jurist und Politiker, MdL Bayern
- Wilhelm Schmidt (Politiker, II) (Ernst Wilhelm Schmidt), deutscher Politiker, MdL Schwarzburg-Rudolstadt
- Wilhelm Schmidt (Politiker, III), deutscher Politiker, Bürgermeister von Warburg
- Wilhelm Schmidt (Politiker, 1839) (1839–1901), deutscher Politiker
- Wilhelm Schmidt (Theologe) (1839–1912), deutscher Theologe und Hochschullehrer
- Wilhelm Schmidt (Kunsthistoriker) (1842–1915), deutscher Kunsthistoriker und Museumsdirektor
- Wilhelm Schmidt (Bildhauer) (1842–1922), deutscher Bildhauer
- Wilhelm von Schmidt (General, 1842) (1842–??), deutscher Generalleutnant
- Wilhelm Schmidt (Geograph) (1843–1924), österreichischer Geograph und Historiker
- Wilhelm Schmidt (Politiker, IV), deutscher Politiker, MdL Anhalt
- Wilhelm Schmidt (Politiker, 1851) (1851–1907), deutscher Politiker (SPD)
- Wilhelm Schmidt (Ingenieur) (1858–1924), deutscher Maschinenkonstrukteur
- Wilhelm Schmidt (Ethnologe) (1868–1954), deutscher Ordenspriester, Ethnologe, Sprachwissenschaftler und Religionshistoriker
- Wilhelm Schmidt (Schriftsteller, 1872) (1872–1941), deutscher Pädagoge, Journalist und Schriftsteller
- Wilhelm Schmidt (Schriftsteller, 1876) (1876–1952), deutscher Schriftsteller
- Wilhelm Schmidt (Politiker, 1877) (1877–nach 1953), deutscher Politiker (SPD), MdL Mecklenburg-Strelitz
- Wilhelm Schmidt (Politiker, Januar 1878) (1878–1945), deutscher Politiker (DNVP)
- Wilhelm Schmidt (Politiker, November 1878) (1878–1948), deutscher Schreiner und Politiker (Waldeckischer Volksbund)
- Wilhelm Schmidt (Fußballfunktionär), deutscher Fußballfunktionär
- Wilhelm Schmidt (Designer) (1880–nach 1928), österreichisch-böhmischer Designer und Architekt
- Wilhelm Schmidt (Entomologe, 1881) (1881–1968), deutscher Entomologe und Ingenieur
- Wilhelm Schmidt (Politiker, 1883) (1883–1975), deutscher Bäcker und Politiker
- Wilhelm Schmidt (Zoologe) (1884–1974), deutscher Zoologe
- Wilhelm Schmidt (Politiker, 1887) (1887–1966), deutscher Politiker (SED), Mitglied der Stadtverordnetenversammlung von Berlin
- Wilhelm Schmidt (Politiker, 1888) (1888–1962), deutscher Politiker (WAV, DP)
- Wilhelm Schmidt (Schauspieler) (auch Willy Schmidt; 1891–1963), deutsch-österreichischer Schauspieler
- Wilhelm Schmidt (Bankier) (1892–1958), deutscher Bankier
- Wilhelm Schmidt (Gartengestalter) (1897–1972), deutscher Gärtner und Verbandsfunktionär
- Wilhelm Schmidt (Dichter) (1898–1965), deutscher Mundartdichter
- Wilhelm Schmidt (Heimatforscher) (1899–1971), deutscher Heimatforscher und Museumsleiter
- Wilhelm Schmidt (Politiker, 1903) (1903–1955), sudetendeutscher Politiker
- Wilhelm Schmidt (Jurist, 1906) (1906–nach 1948), deutscher Jurist
- Wilhelm Schmidt (Germanist) (1914–1982), deutscher Sprachwissenschaftler
- Wilhelm Schmidt (Fußballspieler) (* 1923), deutscher Fußballspieler und -trainer
- Wilhelm Schmidt (Skilangläufer), deutscher Skilangläufer
- Wilhelm Schmidt (Politiker, 1944) (* 1944), deutscher Politiker (SPD)
- Wilhelm Schmidt-Biggemann (* 1946), deutscher Philosoph und Hochschullehrer
- Wilhelm Schmidt-Bleibtreu (1923–2018), deutscher Lehrer und Historiker
- Wilhelm Schmidt-Gentner (1894–1964), deutscher Filmkomponist, siehe Willy Schmidt-Gentner
- Wilhelm Schmidt-Hild (1876–1951), deutscher Maler, Grafiker und Illustrator, siehe Wilhelm Schmidthild
- Wilhelm Schmidt-Kessen (1919–2008), deutscher Internist und Hochschullehrer
- Wilhelm Schmidt-Lorenz (1922–1994), deutscher Lebensmittelmikrobiologe
- Wilhelm Schmidt-Ruthenbeck (1906–1988), deutscher Unternehmer
- Wilhelm Schmidt-Scherf (1904–1990), deutscher Dirigent, Sänger, Gesangspädagoge, Psychologe und Musikdirektor
- Wilhelm Adolf Schmidt (1812–1887), deutscher Historiker und Politiker (NLP), MdR
- Wilhelm Erich Schmidt (1882–1944), deutscher Geologe
- Wilhelm Ernst Friedrich Schmidt (1872–1944), deutscher Landwirt und Politiker
- Wilhelm F. Schmidt-Eisenlohr (1913–1979), deutscher Geologe
- Wilhelm Georg Schmidt (1900–1938), deutscher Politiker (NSDAP), MdR
- Wilhelm Ludwig Ewald Schmidt (1804–1843), deutscher Botaniker, Entomologe und Arzt
- Wilhelm Matthäus Schmidt (1883–1936), österreichischer Meteorologe
- Wilhelm R. Schmidt (* 1947), deutscher Bibliothekar und Heimatforscher
- Willem Hendrik Schmidt (1809–1849), niederländischer Genre-, Porträt- und Historienmaler sowie Kunstpädagoge
- William R. Schmidt (1889–1966), US-amerikanischer Generalmajor
- Willi Schmidt (Politiker, 1903) (1903–1983), deutscher Politiker (SED)
- Willi Schmidt (SA-Mitglied) (1907–1972), deutscher SA-Führer
- Willi Schmidt (Regisseur) (1910–1994), deutscher Regisseur und Bühnenbildner
- Willi Schmidt (Tenor) (1915–nach 1965), österreichischer Opernsänger (Tenor)
- Willi Schmidt (Bildhauer) (1924–2011), deutscher Bildhauer
- Willi Schmidt (Politiker, 1934) (* 1934), deutscher Politiker (SPD), MdL Rheinland-Pfalz
- Willibald Schmidt (1933–2012), deutscher Ingenieur, Unternehmer und Stifter
- Willy Schmidt (Politiker, 1882) (1882–1968), deutscher Politiker (SED), MdL Thüringen
- Willy Schmidt (Politiker, 1891) (1891–1950), deutscher Politiker (NSDAP)
- Willy Schmidt (1891–1963), deutsch-österreichischer Schauspieler, siehe Wilhelm Schmidt (Schauspieler)
- Willy Schmidt (Maler) (1895–1959), deutscher Maler
- Willy Schmidt (Gewerkschafter) (1911–2003), deutscher Gewerkschaftsfunktionär
- Willy Schmidt (Fußballspieler, I), deutscher Fußballspieler
- Willy Schmidt (Fußballspieler, 1926) (1926–2020), niederländischer Fußballspieler
- Willy Schmidt (Fußballspieler, 1980) (* 1980), österreichischer Fußballspieler
- Willy Schmidt-Gentner (1894–1964), deutscher Filmkomponist
- Willy Schmidt-Heubach (1887–nach 1930), deutscher Maler
- Wilma Schmidt (1926–2022), deutsche Sopranistin
- Wilson Laus Schmidt (1916–1982), Bischof von Chapecó
- Władysław Schmidt (1840–1908), österreichischer Buchhändler und Verleger, tätig in Lemberg
- Włodzimierz Schmidt (1943–2023), polnischer Schachspieler
- Woldemar Gottlob Schmidt (1836–1888), deutscher evangelischer Theologe
- Wolf Schmidt (1913–1977), deutscher Journalist, Kabarettist und Schauspieler
- Wolf Schmidt-Arget (* 1949), deutscher Rundfunkredakteur, Autor und Musiker
- Wolf Wiedmann-Schmidt (geb. Wolf Schmidt; * 1979), deutscher Journalist und Autor
- Wolf Gerhard Schmidt (* 1973), deutscher Literaturwissenschaftler
- Wolfgang Schmidt (Beamter), deutscher Steuereinnehmer und Stadt- und Gerichtsschreiber
- Wolfgang Schmidt (Manager) (1894–nach 1942), deutscher Wirtschaftsmanager
- Wolfgang Schmidt (Archivar) (1906–1978), deutscher Archivar
- Wolfgang Schmidt (Pädagoge) (1912–nach 1977), deutscher Pädagoge, Psychologe und Hochschullehrer
- Wolfgang Schmidt (Geologe) (1914–1972), deutscher Geologe
- Wolfgang Schmidt (Schriftsteller, 1922) (1922–2000), deutscher Journalist und Schriftsteller
- Wolfgang Schmidt (Schriftsteller, 1923) (1923–2013), deutsch-kanadischer Schriftsteller und Soziologe
- Wolfgang Schmidt (Theologe) (1924–1998), deutscher Geistlicher und Theologe
- Wolfgang Schmidt (Mediziner) (1924–1999), deutscher Arzt und Standespolitiker
- Wolfgang Schmidt (Grafiker) (1929–1995), deutscher Grafiker
- Wolfgang Schmidt (Superintendent) (1929–2009), österreichischer Theologe
- Wolfgang Schmidt (Mathematiker) (* 1933), österreichischer Mathematiker
- Wolfgang Schmidt (Politiker, 1934) (1934–2000), deutscher Politiker (SPD)
- Wolfgang Schmidt (MfS-Mitarbeiter) (* 1939), deutscher Abteilungsleiter des Ministeriums für Staatssicherheit
- Wolfgang Schmidt (Fußballspieler, 1939) (* 1939), deutscher Fußballspieler (Cottbus)
- Wolfgang Schmidt (Fußballspieler, 1940) (* 1940), deutscher Fußballspieler (Karl-Marx-Stadt)
- Wolfgang Schmidt (Tischtennisspieler) (* 1941), deutscher Tischtennisspieler
- Wolfgang Schmidt (Politiker, II), deutscher Jugendfunktionär und Politiker, MdV
- Wolfgang Schmidt (Basketballspieler), deutscher Basketballspieler
- Wolfgang Schmidt (Vegetationskundler) (* 1944), deutscher Forstwissenschaftler, Geobotaniker und Hochschullehrer
- Wolfgang Schmidt (Fußballspieler, 1948) (1948–1990), deutscher Fußballspieler (Meiningen, Erfurt)
- Wolfgang Schmidt (Maler, 1948) (* 1948), deutscher Maler und Grafiker
- Wolfgang Schmidt (Fußballspieler, 1951) (* 1951), deutscher Fußballspieler (Halle)
- Wolfgang Schmidt (Leichtathlet) (* 1954), deutscher Diskuswerfer
- Wolfgang Schmidt (Maler, 1954) (* 1954), deutscher Maler und Grafiker
- Wolfgang Schmidt (Sänger) (* 1956), deutscher Sänger (Tenor)
- Wolfgang Schmidt (Historiker) (* 1958), deutscher Militärhistoriker und Oberstleutnant
- Wolfgang Schmidt (Propst) (* 1960), deutscher Propst der Evangelischen Kirche in Jerusalem
- Wolfgang Schmidt (Jurist) (* 1961), deutscher Jurist und Richter
- Wolfgang Schmidt (Konzeptkünstler) (* 1966), deutscher Konzeptkünstler
- Wolfgang Schmidt (* 1966), deutscher Serienmörder, siehe Beate Schmidt (Serienmörderin)
- Wolfgang Schmidt (Politikwissenschaftler) (* 1968), deutscher Politikwissenschaftler
- Wolfgang Schmidt (Politiker, 1970) (* 1970), deutscher Politiker (SPD)
- Wolfgang Schmidt-Borrek (* 1937), deutscher Musiker und Dirigent
- Wolfgang Schmidt-Brücken (1895–nach 1947), deutscher Generalarzt
- Wolfgang Schmidt-Brunner (1936–1986), deutscher Musikwissenschaftler, Musikpädagoge und Hochschullehrer
- Wolfgang Schmidt-Futterer (1927–1978), deutscher Richter
- Wolfgang Schmidt-Hidding (1903–1967), deutscher Anglist
- Wolfgang Schmidt-Koehl (1924–2006), deutscher Bergwerksdirektor
- Wolfgang Schmidt-Logan (1884–1945), deutscher Generalleutnant
- Wolfgang Schmidt-Scharff (1869–1954), deutscher Jurist und Historiker
- Wolfgang Schmidt-Streckenbach (* 1943), deutscher Politikwissenschaftler
- Wolfgang Schmidt-Weiß (1913–nach 1956), deutscher Pianist und Musikwissenschaftler
- Wolfgang Schröck-Schmidt (* 1960), deutscher Kunsthistoriker, Autor und Verleger
- Wolfgang Emanuel Schmidt (* 1971), deutscher Cellist
- Woomy Schmidt (1945–2018), deutscher Journalist, Publizist und Moderator
- Wrenn Schmidt (* 1982/1983), US-amerikanische Fernseh- und Filmschauspielerin
- Wulf Schmidt (1911–1992), Doppelagent im Zweiten Weltkrieg
- Wulf-Dieter Schmidt-Wulffen (1941–2025), deutscher Sozialwissenschaftler, Geograf, Afrika- und Rassismus-Experte und Sammler

### Y
- Yondi Schmidt (* 1987), niederländischer Radrennfahrer
- Yulia Yáñez Schmidt (* 1989), deutsche Schauspielerin

### Z
- Zygmunt Schmidt (* 1941), polnischer Fußballspieler

### Unternehmen
- Victor Schmidt & Söhne, österreichischer Süßwarenhersteller
- Reisebüro Schmidt, Tourismusunternehmen aus Wolfenbüttel
- Schmidt Spiele, Spieleverlag aus Berlin
- Schmidt Winterdienst- und Kommunaltechnik, seit 2007 Teil der Aebi Schmidt Holding